# 白鵬翔
白鵬 翔（はくほう しょう、1985年〈昭和60年〉3月11日 - ）は、モンゴル国ウランバートル市出身で宮城野部屋に所属した元大相撲力士、第69代横綱（2007年7月場所 - 2021年9月場所）。2019年9月3日に日本国籍を取得した。
本名同じ。帰化前はムンフバト・ダヴァジャルガル。モンゴル語での愛称は「ダワー」。
身長192.0cm、体重155.0kg、血液型はA型。得意技は右四つ・寄り・上手投げ。好物は焼肉と納豆、およびプレーリードッグ（本人談）。嫌いなものはあんこ、趣味は読書、チェス、テレビゲーム、ゴルフ。アジア初のユネスコ・スポーツ・チャンピオン。

## 来歴

### 生い立ち
父親のジグジドゥ・ムンフバトはブフで5年連続、通算6度の優勝をした元アヴァルガ（大相撲の横綱に相当）で、モンゴル人民共和国代表としてメキシコ五輪のレスリング重量級銀メダリスト（モンゴル初の五輪メダリスト）ともなった国民的英雄である。母親のウルジーウタス・タミルは元外科医であり、チンギス・ハーンの流れを汲む家柄の出だという。
モンゴル時代で思い出に残るのは、小学生の夏休みであり、毎年1か月を伯父の牧場で過ごしたという。ゲルと呼ぶ移動式の住居で目を覚まし、井戸で水をくむ。馬に乗って羊の世話をし、夕暮れ時にはオオカミの襲来に目を光らせた。空腹時にはプレーリードッグ（正しくはマーモット。モンゴルでは「タルバガン」と呼ばれている）を狩り、熱した石で、こんがり焼いて食べていたとのことである。リスに似たこの小動物も草原では大切なタンパク源であり、白鵬は後に「鶏の手羽先に似た味がしてね。大好物だった」と振り返っている。
その伯父の牧場では、祝いの日には羊の丸焼きを頬張り、馬の乳を発酵させた馬乳酒を飲んだ。草原の食で腹を満たし、馬で駆け巡った日々は、しなやかな足腰の原型を作った。白鵬は後のインタビューで、「あの経験がなかったら横綱にはなれなかった」と、遠い目をして振り返ったという。

### 少年時代
来日前のスポーツ経験として、モンゴル格闘技のブフは10 - 12歳の時に遊びでやっていた程度で、それ以外には経験らしい経験はなく、むしろバスケットボールに熱心に取り組んでいた。
15歳になったころ、兄のバットホヤグが柔道の教師になったが、ダヴァジャルガルは「柔道はイヤだ。どうしても相撲をやりたい」と固辞した。ムンフバトは以前からそのダヴァジャルガルの意向を知っていたようだが、母タミルは普通に勉学を重ねて学者にでもなってほしいと願っていたため、ダヴァジャルガルの決意を聞いた際にはショックで言葉も出ず、しばらくは入門の是非を巡って、滅多にしない夫婦喧嘩もしたという。
それでもタミルは内心「きっと激しい稽古が待っている。経済的にも大きな苦労を知らず、のびのび育ったダワーが、日本での厳しい修業に耐えられるはずがない。きっと、つらくて戻ってくるに違いない」と考え、早々と帰郷すると予想して入門を許した。ダヴァジャルガルはモンゴルの中等教育学校を卒業後に初来日し、その後は2年半に渡り一度も帰郷せず日本で相撲に打ち込んだ。

### 入門
大相撲で活躍していた同じモンゴル出身の旭鷲山をつてに、2000年10月25日に6人のモンゴル人と共に来日し、大阪府内の摂津倉庫で相撲を習っていた（同社の相撲部には以前、後に幕内に上がる大飛翔も在籍していた）。共に来日した猛虎浪（立浪部屋）、千昇（式秀部屋）、大河（式秀部屋）らの入門が決まるなか、小柄だった白鵬を受け入れてくれる部屋は最後まで見つからなかった。
その失意の帰国前日となる12月24日、彼を哀れんだ旭鷲山が自らの師匠である2代大島（元大関・旭國）と会食中に相談し、大島は友人だった10代宮城野（元幕内・竹葉山）に受け入れを申し入れた。当時の宮城野部屋は弱小部屋だった為に厳しいしきたりも少なく、育ちの良い白鵬には伸び伸びとやれる環境で結果的に良かったのだとされる。こうした経緯から、2004年8月に宮城野部屋の師匠が11代宮城野（元十両・金親）に代替わりしたのちも、先代宮城野（15代熊ヶ谷に名跡変更して宮城野部屋付きとなった）の内弟子として指導を受けていた。
こうして角界入りを果たしたものの、部屋の先輩力士に「若くてすらっとしている子」という条件で連れてこさせた少年を見た10代宮城野は、父親の実績を知る由もなく、その小柄な体から大きな期待はしていなかったといい、自らも小さな体で苦労して幕内まで昇進したので「若いから、何とかなるだろう」程度に考えていたという。しかし一方で、大きな手足と腰、柔らかい筋肉などから、もしかしたら化けるかもしれないと思い、入門してからの2か月間は稽古をさせず、毎日吐く程に食べさせ、牛乳を飲ませた。
四股名は、横綱・大鵬と柏戸に因んで柏鵬（はくほう）とする案があったが、色白だったことから白鵬と付けられた（元幕内・千代白鵬と四股名が比較されるが、命名は千代白鵬が先）。四股名の命名は部屋の元幕下・岩海でマネージャーの岩埼という人物によるものであった。

### 下積み時代
2001年3月場所に初土俵を踏むが、番付に名前が載った翌5月場所では、身体の小ささもあって3勝4敗と負け越した。序ノ口での負け越しは、後の横綱としては極めて異例である。
しかし、入門当時身長175cm、体重68kgだった体は、食文化の違いを苦にせず大食漢だったことと熱心な稽古とによって、大きく成長し続けた。急激な肉体の成長と才能の開花に歩を合わせるかのように番付を駆け上がり、部屋で稽古を付けていた光法は、「あの白鵬って子、一晩眠るたびに強くなっている。2 - 3年後には化粧まわしや白い稽古まわし（共に関取の象徴）を身につける身分になりますよ!」と驚いていた。
実際、皆勤して負け越したのは前述の2001年5月場所と三段目時代の2002年7月場所（3勝4敗）の2場所だけで、これ以降は休場を除いて負け越していない。相撲教習所時代は1度だけ寝坊して教習所に遅刻しそうになったが、遅刻しないように下駄を持って裸足で走って間に合わせたという。
下積み時代のぶつかり稽古は40分にも及んだ日があり、毎日悔し涙を流していたが、父の顔を潰さないために、大相撲を辞めてモンゴルに帰るとは言い出さなかった。
なお、幕下時代には朝帰りをしたことがあり、土下座して謝り許しを得ようとするも師匠が激怒し、破門を切り出したことがあった。この時に部屋付きの親方衆や兄弟子たちが師匠を諫めていなかったら、白鵬は引退に追い込まれ、後の横綱・白鵬は出現しなかったとも言われている。
また、入門からしばらくが経過した頃、父のムンフバトは部屋を辞めさせて鳥取城北高校へ預けたいと石浦外喜義に相談している。これに対して石浦は「大相撲は一度辞めたら二度と復帰できない」と断ったが、これによって白鵬は鳥取城北高校との縁ができた。

### 十両
2003年11月場所では、東幕下9枚目で6勝1敗の好成績を上げ、関取の定員増もあって翌2004年1月場所に新十両へと昇進した。翌3月場所は十両2場所目で12勝3敗の成績を挙げ、追風海との優勝決定戦を制して優勝した。これにより十両をわずか2場所で通過し、入門からわずか3年での入幕となった。

### 新入幕
2004年5月場所で新入幕となる。19歳1か月での新入幕は、貴花田（後の横綱・貴乃花）、北の湖、花田（後の大関・貴ノ花）に次ぐ当時史上4位（外国人力士としては史上1位）の若さであった。その場所、千秋楽まで単独で優勝争いの先頭に立っていた北勝力を立合いの変化で破り、星1つの差で追っていた同じモンゴル出身の横綱・朝青龍の「援護射撃」を果たし、自らも12勝3敗の好成績を残して、貴花田の18歳7か月に次ぐ19歳2か月の若さで初の三賞（敢闘賞）を受賞した。新入幕での12勝は、15日制になってから当時歴代3位タイ（現在は歴代4位タイ）。入幕を果たした際には「親方、一番強い人を倒したときの懸賞を持ってきます。待っていてください」と15代熊ヶ谷と約束した。
同年11月場所11日目、白鵬は朝青龍を送り出しで破って初金星を獲得した。白鵬はその夜、この一番に掛かった懸賞を持って15代熊ヶ谷の前にやってくると、「ここまで来られたのも親方のおかげです。受け取ってください」と差し出した。この懸賞は15代熊ヶ谷の自宅の居間の、一番見えるところに飾ってあるという。この場所では、綱取りがかかっていた魁皇にも勝って終盤まで優勝を争い、12勝3敗の好成績で初の殊勲賞を受賞した。

### 幕内
入幕1年目にして横綱最有力候補と目され、2005年1月場所は新三役（西小結）で魁皇、千代大海の2大関を破って11勝4敗の好成績を挙げ、初の技能賞を受賞した。3月場所は関脇に昇進し、直近の2場所で12勝3敗・11勝4敗の好成績を上げていた事から大関獲りの場所と目された。達成すれば貴乃花を上回る史上最年少での昇進となる見込みだったが、序盤からまさかの3連敗を喫してしまい、その後、終盤に4連勝して8勝7敗と勝ち越しはしたものの、大関昇進を逃がすこととなった。
同年7月場所では7日目まで6勝1敗と優勝争いをしていたが、中日の普天王戦で左足関節靭帯損傷及び内反捻挫の怪我を負い、初土俵以来初めての休場を経験する。そのため翌9月場所の番付では平幕に陥落したが、9勝6敗の好成績を残し、11月場所で小結に復帰した。同場所では栃東、魁皇の2大関を破り、9勝6敗と勝ち越した。

### 大関取り
関脇に復帰した2006年1月場所では初日から6連勝し、その後2連敗したが、12日目に朝青龍を小手投げで破る。千秋楽では、大関昇進で先を越された琴欧州に寄り倒しで圧勝し、栃東との優勝決定戦を待ったが、栃東が朝青龍に勝ち優勝決定戦にはならなかった。それでも13勝2敗の好成績を挙げ、2回目の殊勲賞を受賞した。この時初めて千秋楽まで優勝争いに絡んだ。
翌3月場所は、自身2度目の大関獲りの場所であった。この場所は初日から11連勝し、11日目に全勝の横綱・朝青龍との相星決戦となった。この取組では左四つに組み合った後、左手で朝青龍の左ももを払いながらの上手出し投げで完勝し、大関昇進の目安といわれる33勝目をあげた。千秋楽では魁皇に敗れたが、優勝を争っていた朝青龍も栃東に敗れたため、13勝2敗同士の優勝決定戦で再び朝青龍と対戦した。このときは左四つからの巻き替えがあって右四つがっぷりの体勢になり、白鵬が両まわしを引き付けて寄ってくる瞬間、朝青龍は右四つからの下手投げで白鵬を下した。朝青龍に敗れて優勝は逃したが、技能賞と殊勲賞を獲得するなど高く評価された。この一番はモンゴル国内において、瞬間視聴率93パーセントを記録したとされる。
場所終了後の3月29日、日本相撲協会は大阪市内で番付編成会議を開き、白鵬の大関昇進を満場一致で決め、理事会で承認された。正使として友綱理事（元関脇・魁輝）、副使に春日山審判委員（元幕内・春日富士）が、大阪府堺市の西本願寺堺別院に派遣された。師匠の11代宮城野（元十両・金親）夫妻とともに紋付き袴姿で出迎え、「謹んでお受け致します。大関の地位を汚さぬように、全身全霊をかけて努力します。本日は誠にありがとうございます。」と昇進口上を述べた。

### 大関
新大関で臨んだ2006年5月場所は初日から4連勝し、5日目に雅山に突き落としで敗れたが、その後は白星を重ね、最終的には14勝1敗の好成績を挙げた。本割で唯一負けた雅山との優勝決定戦では、取組前にかいた汗により雅山の突きが滑るという幸運にも恵まれて勝ち、新大関の勝ち星記録更新という快挙も成し遂げて初優勝を果たした。21歳4か月での初優勝は貴乃花、大鵬、北の湖に次ぐ歴代4位の若さだった。12日目の帰りの車の中で「君が代」を教わり練習し、初優勝を果たした千秋楽では君が代を歌った。優勝パレードの旗手は、兄弟子の光法が務めた。

### 綱取り
初の綱獲り挑戦となった2006年7月場所では、初日に朝赤龍、9日目に雅山に敗れたが、その後は順調に勝ち星を積み重ね、千秋楽ではここまで全勝の朝青龍に寄り倒しで土をつけ、13勝2敗の成績で場所を終えた。
その結果、4場所連続13勝以上となったことで横綱昇進が有力視されたが、日本相撲協会の放駒審判部長（元大関・魁傑）は、朝青龍の独走を許したという理由で理事会の招集も横綱審議委員会への諮問も行わず、白鵬の横綱推挙は見送られた。千秋楽後の朝青龍の優勝インタビューの際、NHKのアナウンサーが白鵬の横綱推挙見送りを朝青龍に伝えると、会場は大きなため息に包まれた。番付上、東横綱・朝青龍と東大関・白鵬との対戦が組まれるのは千秋楽であるため、そこまで優勝争いがもつれなかったという意味で「独走を許した」という表現となった（14日目の時点では横綱が14勝0敗で優勝決定、白鵬が12勝2敗）。横綱昇進を見送られた白鵬は、モンゴルの温泉で疲れを取るため一時帰国した。
翌9月場所で2度目の綱獲りを目指したものの、初日に稀勢の里に敗れ、その際に右膝を負傷した。12日目でようやく勝ち越すが、その後千秋楽まで3連敗して8勝7敗に終わり、横綱への挑戦は白紙に戻った。
翌11月場所は、場所直前の11月1日に稽古場のある公園内の階段でトレーニングの最中につまずいて左足親指を負傷し、翌日、左母趾基節骨遠位端骨折と診断されて、福岡市内の病院で手術（ボルトを入れ4針縫う）を受け入院した。11月9日に抜糸し退院したが、同日に11代宮城野が会見を開き、怪我の回復を優先させる事から休場を発表した。これが白鵬にとって初の全休である。次の2007年1月場所は、自身唯一の大関角番であったが、12日目で勝ち越して角番を脱出、10勝5敗と二桁勝利を挙げた。
3月場所前の2007年2月、当時学習院大学に在籍中の学生であった徳島市出身の和田紗代子と結婚した。このとき妻は第1子を身ごもっており、同年5月10日に第1子（長女）が誕生した。
3月場所は千秋楽の優勝決定戦で、立合いの変化で朝青龍を下し、13勝2敗で2度目の幕内最高優勝を果たしたが、日本相撲協会や横綱審議委員会ではその相撲内容が十分でないとの意見もあった。それでも3度目の綱獲りだった翌5月場所では、初日から14連勝で14日目で優勝を決め、千秋楽も堂々たる相撲振りで朝青龍に完勝し、自身初の15戦全勝優勝を達成した。日本相撲協会から諮問を受けた横綱審議委員会でも「満場一致」の横綱推薦となり、念願だった第69代横綱への昇進が決定した。伝達式では「精神一到」の四字熟語を使用した。
横綱土俵入りは15代熊ヶ谷（10代・12代宮城野）の推薦もあり、15代熊ヶ谷の入門時の師匠である元横綱・吉葉山と同じ不知火型を選択した（白鵬自ら5月場所の全勝優勝インタビューで「部屋の大先輩である横綱吉葉山と同じ不知火型をやります」と宣言していた）。不知火型を選んだ横綱はその多くが短命に終わってきたが、後述の通り白鵬はそのジンクスを払拭する活躍を見せることになる。土俵入りの指導は同立浪一門の4代安治川（当時、元横綱・旭富士）が行った。白鵬の土俵入りはせり上がりの際、四股を踏む前と最後の締めの部分の腕の所作に大きな特徴があり、前者は翼をピンと張るように切れのいい動作を、後者は翼を広げるようなゆったりとした構えを見せる。評論家筋からは時に「踊っているような重心」と酷評されることもあった。

### 横綱

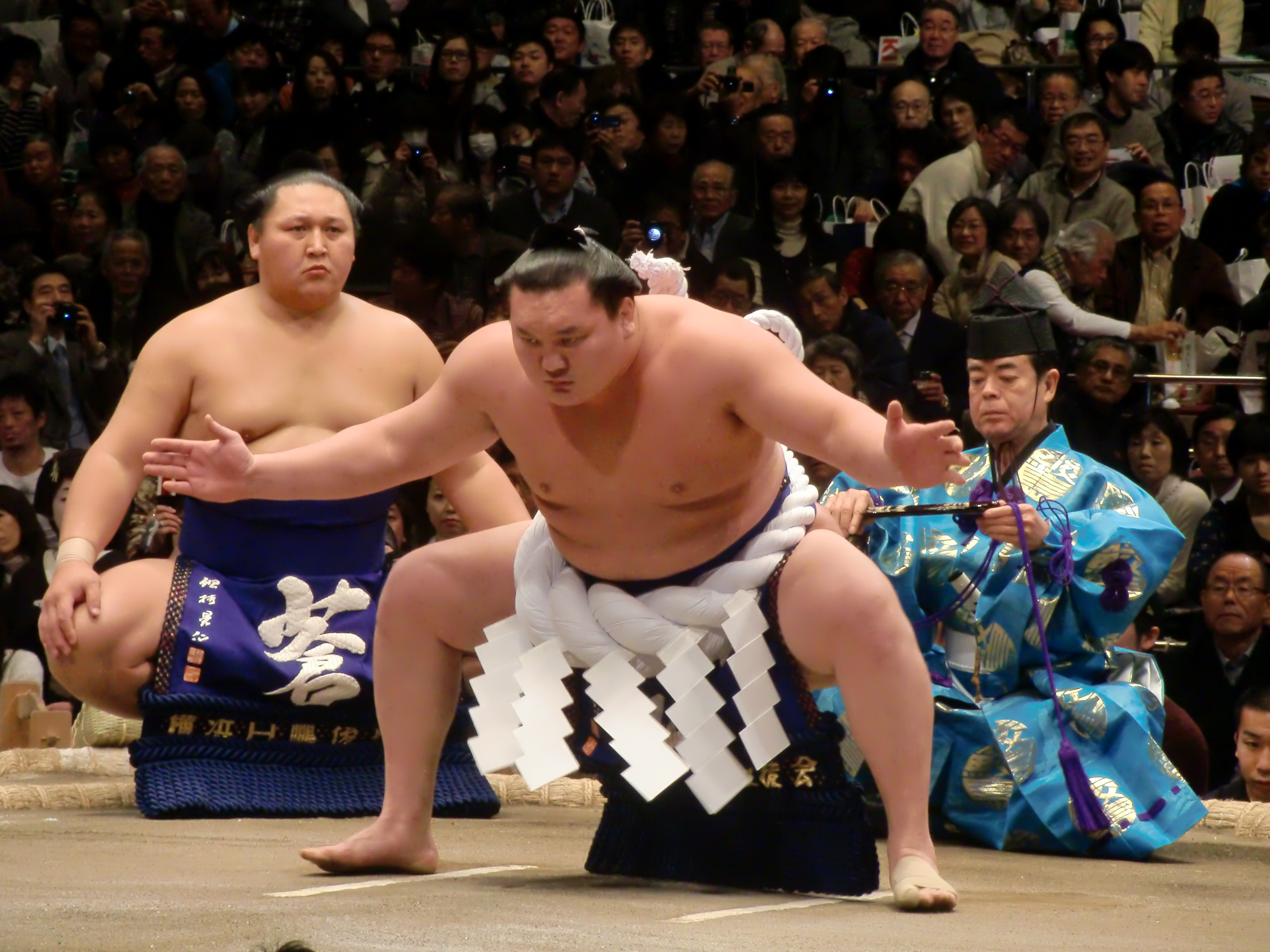
不知火型の横綱土俵入り(2012年1月)

#### 2007年
7月場所は横綱として初の土俵。16連勝の中で初日を迎え、白星を重ねていったが、10日目に琴光喜に敗れて連勝は25でストップした。
12日目の魁皇戦では、土俵際で魁皇が突き落としたが行司・木村庄之助の軍配は白鵬に上がった。これに物言いが付き協議の結果取り直しとなった。
この日の大相撲中継の解説であった北の富士勝昭、実況アナウンサーの刈屋富士雄は、魁皇の勝ちであるように見えたと発言している。この相撲で魁皇は負傷し、取り直しの一番は一方的に白鵬の勝利。翌日から魁皇は休場した。翌13日目の琴欧洲、14日目の千代大海との取り組みに敗れ、横綱として初の連敗を喫し、この時点で3敗に後退して3連覇の可能性が断たれた。
千秋楽は2002年9月場所の武蔵丸 - 貴乃花以来、実に4年10か月振りとなる横綱同士の対戦で朝青龍に寄り切りで敗れ、3連敗を喫し11勝4敗に終わった。
翌9月場所は朝青龍が自身の不祥事の為に出場停止処分となり、実質1人横綱となった。初日に安馬（当時、後の日馬富士）に敗れ、中日までは安美錦を追う形となった。さらに11日目には豊ノ島に敗れ（自身初の金星配給）、新入幕の豪栄道に優勝争いのトップを明け渡してしまったものの、13勝2敗で横綱昇進後初となる通算4度目の優勝を果たした。
9月場所直前、白鵬は出場停止となった朝青龍を気遣い、同情的なコメントを寄せている。8月23日には朝青龍の外出について感想を求められて「いいんじゃないですか?」と答え、朝青龍帰国に際しては「けがを治すなら、落ち着いてやるのがいい。体よりも心の痛みが強いと思う」と語った。
11月場所では朝青龍の休場（出場停止）もあり、自身初の東横綱の座に就いたがこの場所も初日に琴奨菊に寄り切られて黒星スタートとなった。14日目に11勝2敗の相星対決で負かした大関千代大海が右肘負傷により千秋楽を休場するアクシデントが発生した為、取組を待たずに5回目の優勝が決まった。その千秋楽結びの一番の琴光喜戦では下手投げで裏返しにされて敗北し、祝勝気分に自ら水を差した格好になった。なお、日本相撲協会によれば千秋楽に優勝を争う一方の力士が休場することによって幕内最高優勝が決まったのは、1927年（昭和2年）10月の不戦勝制度適用以来初めてのことだった。また同2007年、自身初となる年間最多勝（74勝16敗）を受賞した。

#### 2008年
2008年1月場所、この場所から茶色の締め込みに変更する。初日から好調で優勝争いのトップを走った。そして西横綱朝青龍も白鵬に並走し、2002年9月場所の武蔵丸 - 貴乃花以来となる東西横綱同士で13勝1敗同士の相星決戦となった。注目の一番は白鵬が朝青龍を得意技の左上手投げで下し、14勝1敗で3場所連続6度目の優勝を決めた。
3月場所では4日目の平幕安美錦戦で早くも土がつき、12日目も千代大海に敗北、それまで全勝の朝青龍に引き離されていた。しかし朝青龍が12日目と13日目で土がつき、14日目の時点で両横綱共に12勝2敗で並んだため、1995年3月 - 5月場所の貴乃花 - 曙戦以来、約13年ぶりの2場所連続の千秋楽横綱相星決戦となった。結果は朝青龍に右小手投げで敗れ、4連覇を逃した。

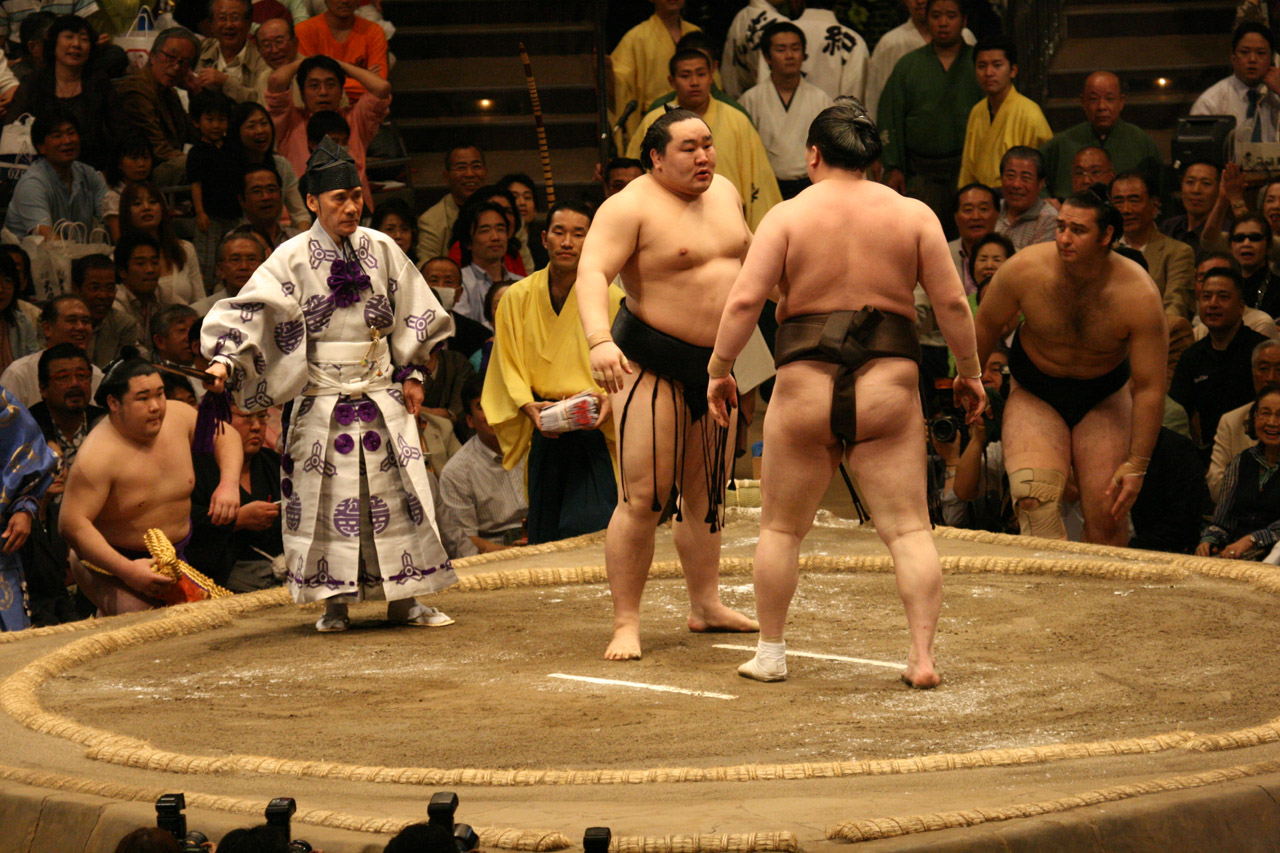
2008年5月場所千秋楽、朝青龍と睨み合う白鵬

5月場所は9日目まで全勝だったが10日目の安馬（後、日馬富士）戦で敗れた際に左足首を捻挫、その影響で優勝争いから脱落。千秋楽結びの一番で、朝青龍に引き落とされて両手をついて敗れた後、横から駄目押しされたためか、白鵬が立ち上がり、朝青龍に右肩をぶつけ両者が睨み合うという事件を起こした。このときの土俵上の振る舞いについて、「悪いのは逆上した白鵬だ」と北の湖は師匠の11代宮城野に厳重注意を行ったが、「喧嘩両成敗」であるとの横綱審議委員の提言により当事者の白鵬と朝青龍に対して口頭での厳重注意処分となった。
7月場所は6日目から朝青龍の途中休場により1人横綱となったが、13日目に魁皇を下し7回目の優勝、千秋楽には琴欧洲を上手投げで破り横綱昇進後初となる通算2度目の全勝優勝を果たした。これで各場所すべて優勝（全6場所制覇）を成し遂げたことになる（歴代10人目、不知火型の横綱では初）。ちなみに歴代の不知火型の横綱で年6場所制になってからは、玉の海の優勝6回を上回り最多となり、昭和以降では年6場所制以前の羽黒山と並んだ。優勝制度が始まって以降の当時の最多記録は太刀山の9回だった。
9月場所前の9月2日、アジアで初めて「ユネスコ・スポーツ・チャンピオン」の称号が授与された。翌9月3日、第2子（長男）が誕生。
9月場所は3日目の東前頭筆頭の琴奨菊との取り組みで左上手投げで勝ったが、立合い直後の「琴奨菊の手つき不十分」として放駒審判長（元大関・魁傑）から「待った」がかかっていた（これは行司も気づかなかった）。やり直しの一番も寄り倒しで制し、“1日2勝”することとなる。5日目に稀勢の里に横綱になって初めて敗れ、19で連勝はストップし金星を与える。14日目に、自分の取組前に安馬と琴光喜が敗れ、結びの一番で琴欧洲と対戦、上手投げで相手を屠って8回目の優勝を決めた。また同時に、年間勝利数が2位の安馬と16勝差となり、11月場所を残して2年連続2回目の年間最多勝（2008年は79勝）を決めた。千秋楽も琴光喜を破り、14勝1敗で9月場所を終えた。
11月場所は初日に安美錦に敗れるスタート。この場所の序盤は相撲内容が良くなく、苦しみながら勝つという状況が続いて、12日目に大関昇進を目指す安馬に敗れた。優勝争いは千秋楽の本割終了時点に於いて13勝2敗で安馬と並び、優勝決定戦となった。決定戦では両者白熱した攻防の末、白鵬が上手投げで安馬を下し、3場所連続9回目の優勝を果たした。この優勝で、歴代の不知火型の横綱では史上最多タイの優勝回数となった。

#### 2009年
1月場所は初日から9連勝で4場所ぶりの土俵となった朝青龍と並んでいたが、10日目に日馬富士（当時新大関、安馬から改名）に敗れて朝青龍にリードを許した。その後も全勝の朝青龍との星1つの差は変わらず、優勝争いはこの2者に絞られていった。千秋楽の本割では朝青龍を寄り倒して、14勝1敗同士の優勝決定戦に持ち込んだが、優勝決定戦で朝青龍に寄り切りで敗れて4連覇を逃した。
3月場所も朝青龍と熾烈な優勝争いを演じていた。10日目に朝青龍が日馬富士に敗れた後も単独トップを維持し、14日目に10回目の優勝を決めた。これにより、不知火型の横綱の最多優勝記録を更新した。翌日の千秋楽も朝青龍を寄り切って自身3度目の全勝優勝で締めくくった。
5月場所は12日目まで日馬富士と全勝で優勝争いのトップを走っていた。13日目の全勝対決において裾払いで日馬富士を破り、33連勝になった。この日の勝利で従来羽黒山が持っていた取り直し制度導入後の不知火型の連勝記録（32連勝）を更新した。だが、14日目の琴欧洲戦で、琴欧洲の上手投げを食らい、連勝記録は33で止まった。千秋楽は朝青龍を寄り切って日馬富士と同成績の14勝1敗で優勝決定戦に臨んだが敗れて優勝を逃した。しかし、千秋楽の白星で前年7月場所からの6場所間での勝ち星が85となり、年度にこだわらない任意の場所の連続6場所としては北の湖（1977年9月から1978年7月にかけて）に並ぶタイ記録を樹立した。
7月場所は、11日目に琴光喜に敗れ1敗を喫するも、13日目に同じく11勝1敗で並ぶ琴欧洲との直接対決を上手投げで制し単独トップに立つと、そのまま千秋楽まで1敗を守り14勝1敗で11回目の優勝を決めた。
9月場所は6日目に平幕の翔天狼に初顔で金星を許して1敗、その後14日目まで全勝の朝青龍を1差で追っていた。千秋楽結びの一番では朝青龍を寄り切って勝利。14勝1敗同士の優勝決定戦へもつれ込んだものの、決定戦では朝青龍に右掬い投げで敗れて、同年1月場所同様に逆転優勝はならなかった。この結果、2009年は東京場所での優勝を果たせなかった。また、年間3場所（1月・5月・9月）の決定戦での敗戦は史上初となった。さらにこの3場所とも14勝1敗で優勝を逃しており、14勝1敗の成績で優勝できなかった横綱の場所数としては歴代最多となった。
しかし、先場所の時点で玉の海（1970年9月 - 1971年3月）や千代の富士（1988年5月 - 11月）と並んでいた「4場所連続14勝以上」の記録を、千秋楽の勝利で「5場所連続14勝以上」に延ばし、単独トップとなった。11月場所は14日目に琴光喜を上手投げで下し、12回目の優勝を決めるとともに年間勝ち星の新記録を達成した（この場所で同時に史上初の『6場所連続14勝以上』と『9場所連続13勝以上』を記録）。更に翌日の千秋楽で朝青龍を左上手投げで下し、2005年に朝青龍が記録した年間最多勝記録84を2勝更新する86勝4敗の新記録を打ち立て、4度目の全勝優勝、九州場所3連覇で2009年を締めくくった。同時に白鵬自身と北の湖がもつ、年度にこだわらない任意の場所の連続6場所での勝ち星85をも更新した。

#### 2010年 -63連勝-

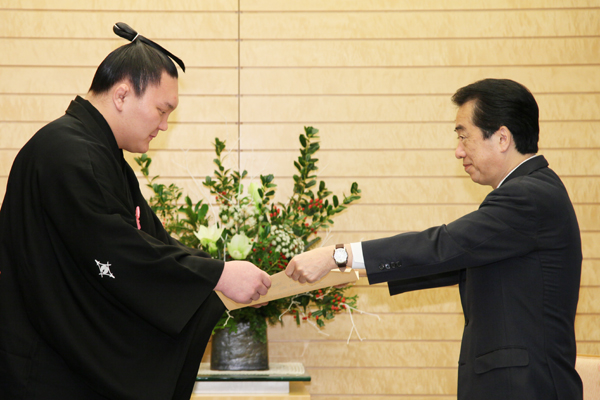
12月、第43回日本プロスポーツ大賞総理大臣賞状授与式で菅直人首相（右）と

1月場所初日は、横綱土俵入りの所作に於いて、四股を自分の足元を見て踏む形に変更したことに気を取られたため、せり上がりを忘れるハプニングがあった。この日は2007年以来の天覧相撲となったが、土俵入りは天皇・皇后の到着前だったため、大きな問題とはならなかった。
7日目に把瑠都に敗れて連勝が30で止まり、12日目に日馬富士に敗れて2008年11月場所以来となる2敗目を喫した。翌13日目も2006年5月場所以降、本割で17連勝中だった魁皇に敗れ、久々の連敗で3敗となった。14日目は結び前の一番で琴欧洲に勝ったものの、朝青龍がその後結びの一番で日馬富士に勝利し、朝青龍に25回目の優勝を決められた。翌千秋楽の結びの一番、白鵬は朝青龍を寄り倒し朝青龍戦7連勝としたが、この一番が横綱朝青龍と本場所での最後の対戦となった。
1月場所後の2月4日に朝青龍が急遽現役引退を表明したため、3月場所からの番付は史上9人目の一人横綱となった。不知火型の横綱が番付上でも一人横綱となるのは、現在の型の元祖とされる太刀山以来、史上初のことである。その2010年3月場所は、大関昇進を目指した関脇・把瑠都との優勝争いとなったが、11日目に把瑠都との全勝対決を制し、その後も連勝を続けて15戦全勝で13回目の優勝を飾った。これによって12回優勝の双葉山と武蔵丸を抜いて、優勝回数が歴代単独6位となった。ちなみに東横綱での全勝優勝は自身初。また地方場所での2年連続全勝優勝は史上初で、場所を問わない4年連続での全勝優勝達成は、双葉山、大鵬、北の湖に並ぶ記録である。
5月場所も、把瑠都ら上位陣が星を落としていく中で連勝を続けた。そして独走の中で迎えた13日目に琴光喜を破り、輪島に並ぶ14回目の優勝を決めた。14日目からは、輪島のトレードマークだった黄金色の締め込みで出場。14日目は琴欧洲、千秋楽は日馬富士を退け、2場所連続6度目の全勝優勝を果たした。直近4場所で3度の全勝優勝は、15日制の下では初の快挙である。横綱昇進後の夏場所の優勝も初めてである（横綱の5月場所優勝自体2005年の朝青龍以来5年ぶり）。なお、横綱昇進後丸3年となるこの場所を終えた段階での横綱勝率は.900という近代の大相撲では驚異的な数字にまで達した。この14回目の優勝インタビューにおいて次の目標を聞かれ、「次は平成の大横綱、貴乃花関の記録に並びたい。その先は大鵬関の記録も追い抜きたい」と答えた。優勝回数に関しては大鵬という大きな目標を出したが連勝記録については一切触れなかった事に関して、解説の北の富士は「連勝記録について何も言わなかったのは、彼自身、優勝は重ねていけても連勝を伸ばしていくのは難しいと実感しているからじゃないですかね。」と言っていた。
2010年5月に起きた大相撲野球賭博問題に関連し、花札で金を賭けていたことを上申書で申告したが、賭け金が軽微とみなされ、処分は厳重注意にとどまった。その直後の7月場所では、14日目に日馬富士を掬い投げで下し、輪島を抜く15回目の優勝を果たした。また、46連勝を達成し、大鵬の45連勝を抜いて昭和以降では歴代3位の記録となった。千秋楽も把瑠都を上手投げで下して全勝優勝を果たし、連勝記録を47に伸ばした。1場所が15日制で定着した1949年5月場所以降初となる「3場所連続15戦全勝優勝」という快挙も成し遂げた。年間3回の全勝優勝も初である。
9月場所は3日目で50連勝を達成。富岡八幡宮にある超五十連勝力士碑に名を刻むこととなった。7日目には稀勢の里を押し出して54連勝とし、千代の富士の53連勝を抜いて昭和以降では単独2位となった。14日目、自らの取組前に追う2敗力士が敗れたため、16回目の優勝が決定。更に千秋楽、日馬富士を下し、4場所連続8回目の全勝優勝で双葉山、大鵬に並び、連勝記録も62とした。また自身がもつ、年度にこだわらない任意の場所の連続6場所での勝ち星記録86を更に塗り替え、87とした。
11月場所は初日に栃ノ心を上手投げで下し、江戸時代の大横綱・谷風に並ぶ63連勝を達成したが、2日目に稀勢の里に右上手を許してしまい寄り切りで敗れ、連勝記録として歴代2位、昭和以降、横綱として歴代1位の記録となる63で止まった。このあと呆然とした表情で、報道陣に「これが負けか」とつぶやいている。しかしその後は白星を重ねて14勝1敗で平幕の豊ノ島との優勝決定戦を制し、5場所連続17回目の優勝を達成した。また千秋楽の白星で「2年連続年間最多86勝」を樹立した。後にこの連勝を止められた一番に関しては2019年の記事で「九州場所をもし全休して調整に専念していたら（休場を挟んだ記録という形でなら）連勝記録がもっと継続していたかもしれない」と冗談交じりに話している。

#### 2011年
1月4日に「白鵬横須賀後援会」が「宮城野部屋横須賀後援会」に名称変更し、新たに発足することが明らかになった。後援会関係者が「年末に師匠が交代し、今後は白鵬だけでなく部屋の後援会として発足させたい」。9代宮城野（元小結・廣川）が横須賀出身だったことから部屋後援会として活動していたが、11代宮城野（元十両・金親）が2004年に師匠になってからは白鵬の個人後援会になっていた。
1月場所は先場所からの連勝を再び延ばし、7日目に栃煌山を下して自身5度目の20連勝を達成するも、11日目にまたしても稀勢の里に敗れ、連勝は23でストップ。
11月場所に続く稀勢の里戦の黒星で、横綱になってから同じ力士に連敗したのは、朝青龍、日馬富士に続き、3度目。しかし14日目には把瑠都を掬い投げで下して自身18回目の優勝を決める。優勝を決めた翌日（千秋楽）には第3子となる女児が誕生し、相撲も魁皇を送り出しで破り14勝1敗で終え、自身2度目の6場所連続14勝以上を達成。年度にこだわらない任意の場所の連続6場所での勝ち星記録87を88に更新している。
2月に発覚した大相撲八百長問題では関与は見られず、白鵬自身も記者会見で「ないとしか言えない」と否定しているが、この問題の影響で出演していたCM（住友林業など）が放映自粛に追い込まれている。なお春場所で7連覇がかかっていたが、この八百長問題で春場所自体が中止となった。
5月技量審査場所は再び7連覇がかかった場所となった。2場所連続で敗れていた稀勢の里に勝つなど12日目まで全勝を続けていたが、13日目に日馬富士に敗れた。
千秋楽は魁皇に敗れて、2008年5月以来の千秋楽結びでの黒星となり2敗となったが、追っていた栃ノ心も千秋楽の本人の取組前に敗れたため、7場所連続(朝青龍と並んでタイ記録)19回目の優勝を果たした。
7月場所は新記録の8連覇がかかっていたが、11日目に大関昇進を懸ける琴奨菊に初黒星を喫し、14日目には全勝だった日馬富士との直接対決に敗れ、一人横綱となって以来初めて優勝を逃した。千秋楽も把瑠都に敗れ、2010年1月以来8場所ぶりの12勝3敗に終わった。
9月場所は琴奨菊と稀勢の里の両関脇と優勝を争う展開となり、11日目まで全勝も終盤に両関脇を相手に連敗（横綱昇進後初めて関脇以下の力士に連敗）。千秋楽では稀勢の里が3敗を守り2敗だった琴奨菊が敗れたため、3人での優勝決定巴戦の可能性もあったが、日馬富士を破って13勝2敗での優勝を決め、20回目の幕内優勝を達成した。
11月場所は初日から連勝を続け、優勝を争っていた新大関の琴奨菊や大関昇進のかかる稀勢の里らを退け、13日目に琴欧洲を豪快な下手投げで破り優勝を決めた（13日目での優勝決定は自身3度目）。その後千秋楽で把瑠都に敗れ、全勝優勝とはならなかった。また、この場所の7日目で5年連続5回目の年間最多勝を確定させたが、5年連続の年間最多勝は史上4人目のタイ記録である。

#### 2012年

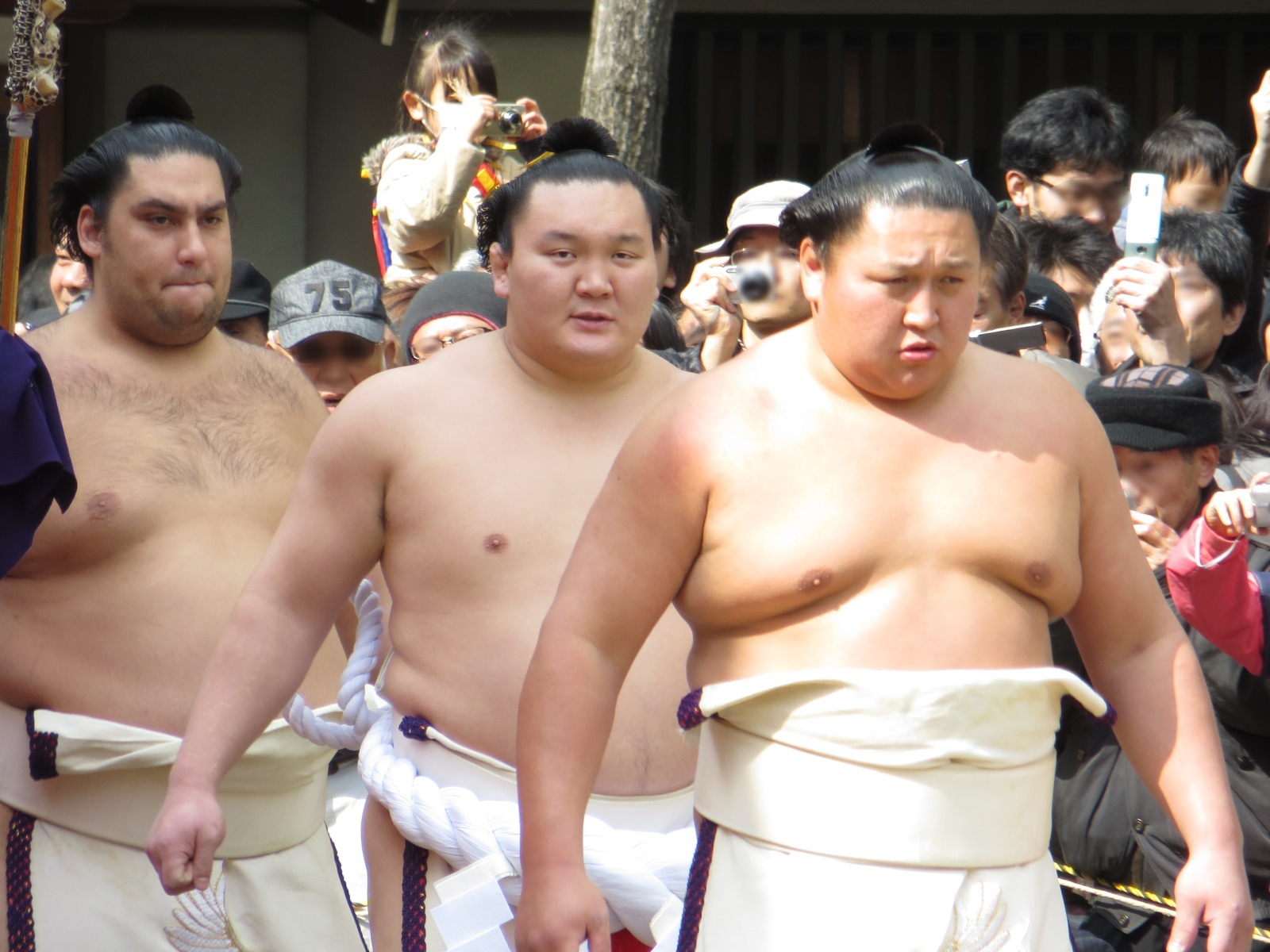
住吉大社で横綱土俵入りする白鵬（2012年3月2日撮影）

3連覇を懸ける1月場所は2日目、3日目と続けて6人の上位陣全員が勝利するなど、好調な大関陣との優勝争いとなった。白鵬自身は5日目の雅山戦で以前も負傷した経験のある左足親指を痛めるというアクシデントもありながら9日目まで連勝して星を重ねたものの、10日目にこれまで20戦全勝と圧倒していた鶴竜に初めて黒星を喫し1敗に後退。全勝の把瑠都を追いかける形となったが、12日目に日馬富士の注文相撲に屈し2敗となり、あっけなく自力優勝が消滅してしまった。13日目には琴欧洲に約3年ぶりの黒星を喫し連敗。これで把瑠都との星の差が3つとなり、大関に13日目に初優勝を決められるという屈辱的な展開となった。千秋楽は前場所に自らの全勝優勝を阻まれた把瑠都に雪辱を果たし把瑠都の全勝優勝を阻止、12勝3敗で場所を終えた。
3月場所は順調な滑り出しで始まり、8日目には玉の海の「6場所連続」を超える史上最多記録の「7場所連続中日勝ち越し」を決めた。しかし、9日目の鶴竜戦では2場所連続で敗れ、その後も13日目に稀勢の里にも敗れたが、千秋楽まで1敗の鶴竜と優勝を争っていた。千秋楽ではこの日敗れて2敗になった鶴竜との決定戦を制し、逆転で貴乃花に並ぶ22回目の優勝を果たした。
しかし5月場所は、初日に小結・安美錦に敗れる波乱の幕開けとなる。その後5連勝したものの、廻しが引き切れない不完全な状態のまま攻めていく相撲が目立ち、7日目に平幕の豊響に土俵際の小手投げを食らって金星を許す。8日目関脇豪栄道に攻めきれないまま体を入れ替えられて寄り切られ2連敗、9日目も関脇・豊ノ島に土俵際の豪快な首投げで裏返され物言いの末敗北、新横綱だった2007年7月場所以来の3連敗を喫して5勝4敗になった。これにより、2008年7月 - 2012年3月場所まで続いた幕内連続12勝以上勝利が22場所（史上1位）でストップした。途中休場も危惧された中、10日目に新大関・鶴竜を破り4日ぶりに勝利を収め、12日目に8勝4敗とようやく勝ち越し。14日目で10勝4敗と二桁勝利を挙げ、一時は千秋楽で11勝4敗同士の優勝決定戦進出の可能性もあったが、3敗の栃煌山の不戦勝が確定したために優勝は消滅。結局は勝ち越しを賭けた日馬富士に敗れ10勝5敗、横綱昇進後ではワーストの成績に終わった。
7月場所で横綱在位数が30場所を迎え、羽黒山と並び歴代10位タイの記録となる。この場所は初日から14日目まで大関日馬富士と共に14連勝で進んだが、千秋楽結びの一番では日馬富士の寄り切りに完敗して全勝優勝を逃し、一人横綱となってから初めて2場所連続で優勝を逃してしまった。なお、この一番は、1983年9月場所で日本人横綱同士の隆の里対千代の富士戦以来29年ぶりの14戦全勝対決であるが、初めて外国人力士や大関が参加した対決となった。また、14勝1敗で優勝を逃した横綱として、2009年9月場所に横綱朝青龍に決定戦で敗れて以来、最多の通算4場所目となり（2位は羽黒山、栃錦、大鵬、貴乃花の2場所。白鵬は2009年だけで1月・5月・9月場所の3場所において、いずれも14勝1敗の決定戦で優勝を逃しており、この時点で最多）、不名誉な単独1位の更新となった。
9月場所では横綱在位数が31場所を迎え、歴代単独10位の記録となり、不知火型の横綱では羽黒山を超える史上単独1位の記録となった。しかし10日目の栃煌山戦で敗れ、7個目の金星配給を許してしまう。千秋楽も大関で2場所連続全勝で横綱を目指した日馬富士に、大熱戦の末下手投げに敗れ13勝2敗に終わった。尚白鵬が3場所連続で幕内優勝を逃したのは、横綱に昇進して以降初めてとなる。
翌11月場所は日馬富士が第70代横綱に昇進。新横綱誕生は2007年7月の白鵬以来32場所ぶり、東西二人の横綱が出揃うのは2010年1月の朝青龍と白鵬以来16場所ぶりとなった。なお日馬富士も横綱土俵入りは不知火型を選択したが、本場所で不知火型の土俵入りを複数披露する横綱は大相撲史上初めて。また白鵬の横綱在位数32場所は、千代の山と並ぶ歴代9位タイ記録である。この場所は11日目に大関琴欧洲に初黒星を喫したが翌12日目の大関・琴奨菊戦は勝利し、本人の取組後に日馬富士が敗れたため、大相撲史上初の6年連続での年間最多勝を確定させた。また14日目に琴奨菊が旭天鵬に勝利したことで、貴乃花を上回る4場所ぶり23回目の幕内優勝（大鵬、千代の富士、朝青龍、北の湖に次ぐ史上5位）、さらに九州場所6連覇（同場所の史上最多数は千代の富士の8連覇・1981年 - 1988年）を達成した。2010年1月場所以来となった千秋楽結びの横綱同士の一番でも新横綱日馬富士を破り、14勝1敗で取り終えた。

#### 2013年
1月場所で横綱在位数が33場所となり、歴代単独9位に。しかし序盤3日目、妙義龍戦で自身8個目の金星を許して1敗。その後12日目に琴欧洲にも敗れ2敗に後退。結局同場所を無敗で進む日馬富士を逆転できず、14日目に優勝をさらわれてしまった。千秋楽も日馬富士に敗れて12勝3敗に終わった。
3月場所は2009年11月場所以来、19場所ぶりに西横綱の地位となった。この場所は序盤から好調であり中日に勢を上手投げで下し、中日勝ち越し場所を26場所とし、千代の富士の25場所を抜いて歴代1位となった。さらに10日目、大相撲の末把瑠都を上手出し投げで下して10連勝、幕内連続二桁勝利記録が37場所となり北の湖と並び歴代1位タイ記録となった。その後も全勝を守り13日目に豪栄道を上手投げで破り、前の取組で2敗で追っていた隠岐の海が栃煌山に送り出しで破れ3敗に後退したため、歴代4位の北の湖に並ぶ24回目の優勝を千秋楽を待たずに決めた。千秋楽は日馬富士を上手投げで破り、9度目の全勝優勝を決めた。これにより全勝優勝回数でも双葉山、大鵬を抜いて歴代単独1位となった。
5月場所も先場所同様無敗で中日勝ち越し。10日目に豪栄道をとったりで下し10連勝、幕内連続二桁勝利記録が38場所となり、長年北の湖が保持した記録をついに破って歴代単独1位に。翌11日目の琴欧洲戦も上手投げで下して、横綱勝利数が467勝目に達し輪島を超える歴代4位の記録となった。そして14日目、稀勢の里と13戦全勝同士の対決は、大熱戦の末白鵬が掬い投げで制し単独トップに立った。翌日の千秋楽は、結び前の一番で稀勢の里が琴奨菊に寄り倒され13勝2敗となった時点で、歴代3位の朝青龍と並ぶ白鵬の25回目の優勝が決定。そして結びの一番では日馬富士を寄り切って、大相撲史上初の二桁となる10度目の全勝、さらに2場所連続全勝優勝（3月場所初日から30連勝）も達成した。場所後に優勝記録で朝青龍と並んだことから本人から祝福された一方で「偉大なる私に追いついたと思うのは100年早いぞ」と朝青龍なりに威厳を誇示するコメントも寄せられた。
7月場所も先場所同様無敗で中日勝ち越し。10日目に妙義龍を小手投げで下し10連勝、史上初となる2回目の40連勝を達成した。12日目の琴奨菊戦で右わき腹を負傷したが、痛みを抱えながらも13日目に琴欧洲戦に勝利し、歴代単独3位の26度目の優勝を決め、自身の連勝も43まで伸ばしたが、翌14日目稀勢の里に寄り倒しで敗れ、3年前同様稀勢の里に再び連勝を止められた。千秋楽は日馬富士に一方的に押し出され、13勝2敗に終わった。しかし千秋楽一夜明け会見では「あの男を超えられてよかった。これで、もう文句言わないだろうな。こういう気分で、しばらく、威張っていたい」と朝青龍の優勝25回の記録を超えたことで上機嫌な様子を見せていた。
9月場所も、初日から8連勝で史上最多の29度目の中日勝ち越しを決めた。また、中日には宝富士に、1997年3月場所9日目に貴乃花が剣晃に決めて以来、16年ぶりの呼び戻しでの勝利を飾った。しかし10日目に豪栄道に押し出され初黒星を喫した。その後は白星を重ね、14日目に先場所連勝を43で止められた稀勢の里を叩き込みで下し、4場所連続27回目の優勝を14日目に決めた。千秋楽も日馬富士を小手投げで下し、14勝1敗の成績で締めくくった。14勝以上の場所は23度目で、共に22度の大鵬、千代の富士を抜いて単独最多となった。
11月場所は2日目の隠岐の海戦に勝利した時点で、7年連続7回目の年間最多勝を確定させる（7回目の年間最多勝は北の湖と並び史上1位タイ）。また10日目の栃乃若戦で10連勝、横綱在位中の連続二桁勝利記録が38場所となる(従来は北の湖の37場所)。さらに11日目の栃煌山戦の勝利で、史上最多となる年間最多勝80勝以上を3回（2009年86勝・2010年86勝・2013年）達成した（過去は北の湖の1977年80勝・1978年82勝、貴乃花の1994年・1995年共に80勝の、各2回が最多記録）。しかし14日目、稀勢の里を土俵際に追い込んで下手投げを打つも、逆に上手投げで投げ捨てられて初黒星を喫した。千秋楽結びの一番は日馬富士との13勝1敗同士の相星決戦となったが、立ち合いで変化されて土俵際に追い込まれ、こらえたかに見えたがわずかにかかとが出ており敗れた。これにより、2010年11月場所以来の5連覇と11月場所での7連覇をも逃した。

#### 2014年
1月場所では初日に栃煌山を押し出しで破り、大鵬の記録を更新する史上最速の76場所での通算800勝（前相撲を除く）を挙げ、続く2日目には豊ノ島を引き落としで破り、幕内通算707勝として武蔵丸を抜いて、外国人力士の最多勝利を更新した。5連勝で5日目で早くも単独トップとなると、中日には自身2度目の6場所連続での中日勝ち越しを決め、10日目には10連勝で通算50度目の二桁勝利とした。しかし、14連勝で迎えた千秋楽の結びの一番では1敗の鶴竜に寄り倒しで敗れ、14勝1敗同士で優勝決定戦となるが、決定戦では鶴竜を寄り切りで破り、2場所ぶり28度目の幕内最高優勝を果たした。
3月場所は初日から12連勝、また8日目には自身と並ぶ「7場所連続幕内中日勝ち越し」の史上1位タイ記録を達成。しかし13日目に琴奨菊に敗れた時に右手を負傷してしまう。このケガの影響で14日目に綱獲りを狙った鶴竜に寄り切られて2敗に後退、千秋楽では日馬富士と対戦し同体で取り直しとなるも敗れて3連敗となり、優勝を逃した。
5月場所では「8場所連続幕内中日勝ち越し」を達成し、史上単独1位の記録となった。11日目に豪栄道に押し出される不覚でついに連勝ストップ。翌12日目の結びの一番（鶴竜 - 豪栄道）では、勝ち残りで東の土俵下に座っていた白鵬が、行司の判定に異議があるとして物言いをつけた。協議した結果、豪栄道がはたき込んだ際にまげをつかんだとして、鶴竜が反則勝ちを得た。幕内の取組で土俵下に控えていた力士が物言いをつけたのは、1996年1月場所の当時大関だった貴ノ浪以来18年ぶり。14日目の新横綱・鶴竜戦でも危なげなく寄り切り、千秋楽結びの一番も日馬富士を豪快な上手投げで破り14勝1敗、2場所ぶり29回目の幕内優勝となった。
7月場所は横綱在位42場所となり、朝青龍と並んで歴代8位タイの記録となる。同場所で「連続幕内中日勝ち越し」が9場所となり、自身の記録を更新。しかし11日目に豪栄道に浴びせ倒しで敗れ初黒星を喫した。13日目も大関・稀勢の里に小手投げで敗れ2敗に後退。しかし千秋楽に日馬富士を上手出し投げで下し、13勝2敗で史上3人目の幕内優勝30回を達成した。
9月場所は横綱在位43場所を迎え、朝青龍を抜き歴代単独8位の記録に。同場所も初日から8連勝、「連続幕内中日勝ち越し」が10場所となり、大相撲史上初の2桁記録を達成。9日目に全勝で単独トップに立ち、その後12連勝としたが、13日目にここまで2連敗と苦手の豪栄道に敗れ初黒星を喫した。これにより新入幕で同モンゴル出身の逸ノ城と1敗同士で並んだ。翌14日目にその逸ノ城と対戦（これにより大関・琴奨菊との取組が消滅）し、上手出し投げで破り再び単独トップに立つと、千秋楽も横綱・鶴竜を掛け投げで破り、14勝1敗で千代の富士と並ぶ史上2位の通算31度目の幕内優勝を達成した。
11月場所は6日目に髙安に敗れ、自身9個目の金星を許し2年ぶりに前半戦で1敗を喫した。その後は白星を並べ、7日目に大鵬と並ぶ872勝にならび、8日目の照ノ富士戦に勝利した時点で、史上1位となる8年連続8回目の年間最多勝を確定させる。13日目に単独トップに立ち、14日目の日馬富士戦で2年連続通算4回目の年間80勝を達成。千秋楽結びの一番の鶴竜を寄り切りで下し4場所連続優勝。大鵬と同じ年間勝利数81勝で、同じく大鵬の優勝回数に並ぶ32回目の優勝を果たした。

#### 2015年
1月場所では初日に栃煌山を突き落としで破り、続く2日目にも栃ノ心を下手投げで負かし、危なげなく着実に白星を挙げていく。12連勝で迎えた13日目、10勝2敗で白鵬を追う大関の稀勢の里を押し倒しで破り、大鵬が保持していた幕内最高優勝記録である32回を上回る33回目の優勝。歴代1位となった。この優勝は大鵬に続いて大相撲史上二人目の2回目の5連覇で13日目での優勝は2013年名古屋場所以来6度目で自身の最多記録を更新。続く14日目、横綱日馬富士を破り、史上最速で幕内800勝を達成した。千秋楽には鶴竜を寄り切りで破り、9場所ぶり通算11度目の15戦全勝を果たし、大相撲史上初の各場所すべて全勝優勝（全6場所全勝制覇）を成し遂げた。15日目の懸賞金では史上最多の61本(183万円)を獲得した。しかし後述の審判批判を行ったことで相撲協会から問題視された。
3月場所では初日の妙義龍戦は押し倒し、続く2日目の佐田の海戦では上手投げで勝利し、順当に星を積み重ねる。6日目の髙安戦では引き落としで勝利し、自身5度目の30連勝を達成する。13日目に好調の関脇・照ノ富士に敗れたものの、14日目は稀勢の里、千秋楽は敗れれば照ノ富士と優勝決定戦という状況だった。自身の弟弟子の照ノ富士に援護射撃をしたい日馬富士戦では2分を超える大熱戦の上勝利し、34回目の優勝を果たした他、自身2度目の6連覇を果たした。
史上初の2度目の7連覇を狙った5月場所では初日でいきなり逸ノ城に敗れ、2012年5月場所以来3年ぶりとなる初日黒星スタートで波乱の幕開けとなった。しかし、2日目以降は宝富士を寄り切りで破り、翌3日目も栃ノ心に寄り切りで勝利し、着実に白星を重ねていった。5日目には栃煌山を上手投げで破り、横綱在位中の勝ち星が626となり、千代の富士を抜いて歴代単独2位となった。しかし12日目、直近1年の対戦成績が3勝3敗と苦手にしている豪栄道に土俵際で十八番の首投げを食らって敗れ、2014年7月場所以来6場所ぶりの2敗となった。さらに14日目には稀勢の里にこれまた土俵際で十八番の突き落としで敗れ、2014年3月場所以来約1年ぶりの3敗となった。優勝争いのトップとなる3敗が白鵬・照ノ富士の2人、4敗が6人と大混戦で迎えた千秋楽、照ノ富士が敗れて白鵬が勝てば前人未到となる自身2度目の7連覇だったが、照ノ富士が碧山に勝利し、「白鵬が日馬富士に勝てば照ノ富士と優勝決定戦」となった。自身2度目の7連覇を狙って挑んだ照ノ富士の兄弟子の日馬富士戦。立ち合いから一気に土俵際まで押し込んで勝負あったかと思われたが、俵を蹴り台に使うという奇襲から体が浮き上がるほどの低い突進を食らって中に潜り込まれ、そのまま何もできずに寄り倒されてしまい、惜しくも優勝はならなかった。この場所は11勝4敗で取り終え、2012年7月場所から続いた連続12勝以上勝利記録は17場所で途切れた。白鵬が4敗以上するのは2012年5月場所以来3年ぶりであった。
7月場所では9日目の逸ノ城との対戦に勝利して初日から9連勝を記録。しかし、勝負が決まった後に逸ノ城に対して右手で顎にアッパーをしたことで、土俵下で審判長を務めた藤島審判部副部長から「見苦しい? 見苦しいでしょう。相手が（土俵を）出ていないと思って行ったのならダメ押しじゃないけど、出てると思って（やったの）ならダメ押しでしょう。一番、番付が上なのだから、見本になるような立ち居振る舞いをしてもらいたい」と苦言を受けた。翌日は栃煌山に叩き込みで敗れるもこの1敗を守り、今場所は14勝1敗で2場所ぶりに35度目の優勝を果たした。
9月場所は初日に小結・隠岐の海、2日目に前頭筆頭・嘉風と、過去に一度も負けたことのない相手に2日続けて敗れた。嘉風に敗れたことで自身10個目の金星配給となり、白鵬が小結時代の2005年11月場所以来、また横綱になって初めての連敗スタートとなった。場所前の稽古で左膝を痛めており、「左大腿四頭筋腱炎で4週間の加療を要する見込み」との診断書を提出し、3日目の碧山戦で不戦敗となり、4日目から横綱昇進後初の休場となった。これにより昭和以降1位の幕内連続勝ち越し、連続2桁勝利記録はともに51場所でストップ、史上1位の横綱としての連続出場記録は722回で途切れることになった。
横綱昇進後初の休場明け場所となった11月場所は初日から12連勝と好調で、9年連続の年間最多勝を獲得した。しかし、13日目に1敗で追っていた日馬富士に変化からの一気の寄り倒しに敗れ、1敗に後退。さらに14日目には照ノ富士との2分を超える大相撲の末に寄り切られ、日馬富士に逆転を許してしまう。千秋楽では先に日馬富士が稀勢の里に敗れたため、勝てば優勝決定戦であったが、鶴竜にもろ差しを食らって寄り切られてそれは成らず。2014年春場所以来となる12連勝からの終盤3連敗で日馬富士に優勝をさらわれ、場所を終えた。白鵬が西横綱の地位で優勝を逃したのは2008年夏場所以来のことで、また2場所連続で優勝を逃したのは2012年5月・7月・9月までの3場所連続以来のことである。

#### 2016年 -通算1000勝-
1月場所は大関・琴奨菊と共に初日から10連勝、5日目の碧山戦で北の湖と並ぶ通算951勝（史上4位タイ）となり、6日目の栃ノ心戦で歴代単独4位となる通算952勝目に。しかし11日目の琴奨菊戦で押し出されてついに初黒星。さらに14日目の稀勢の里戦でも一方的に押し出されて2敗に。この敗戦で通算200敗目を喫した。千秋楽結びの一番の日馬富士戦でも呆気無く上手投げに敗れ3敗。結局幕内優勝は、日本出身力士として大関・琴奨菊が栃東（玉ノ井）以来10年ぶりに達成した事により、白鵬は横綱昇進後2度目の3場所連続して優勝を逃す格好となった。
3月場所は自身初の3場所連続西横綱の場所となった。初日、一度も負けたことのない宝富士に寄り切られ先場所13日目から4連敗に。2日目は前頭筆頭にまで番付を上げた琴勇輝と初顔合わせの一番を制して北の湖を抜いて単独1位となる横綱通算671勝とした。その後は白星を続け、11日目にはここまで全勝の稀勢の里を圧倒。続く12日目には同じく1敗の豪栄道を倒し、14日目には先場所敗れた琴奨菊に快勝し、千秋楽では日馬富士との横綱対決を制し、最終的には14勝1敗で単独優勝、36回目の幕内優勝を果たした。この場所の千秋楽結びの一番での日馬富士戦での立合いで批判を浴び、表彰式での優勝インタビューでは、涙ながらに謝罪する場面もあった。また、場所後の会見で「（36度目の優勝を）ずっと目標としてやってましたから。やっとオヤジにいい報告ができる。体を悪くして、アルツハイマーの病気をしてますから」と父がアルツハイマー病を患っていることを明かし、「難しいことを言ったら分からないところがある。最近のことが分からない。昔のことはよく思い出すみたい」と病状を説明。「支えてくれて感謝している。今度は私の番。親として3人の子供がいますからね。立派な力士を作っていきたいね」と将来の抱負も話した。
5月場所は前場所2日目からの連勝を継続し、2日目に魁皇の持っていた幕内最多勝利記録879勝を更新。幕内勝利数が歴代単独一位となる。4日目には初顔の正代を押し出して4連勝し初顔27連勝となり歴代単独3位に浮上。6日目には先場所からの連勝を20に伸ばし自身8度目の20連勝とする。さらに8日目で勝ち越し、自身が持つストレート給金の最多記録を41（1949年の1場所15日制定着以降）に更新。13日目には初日から同じく連勝を続けていた大関稀勢の里との全勝対決を左下手投げで制して単独トップに立った。翌日、日馬富士との横綱対決を寄り切りで制し、1敗で追っていた稀勢の里が鶴竜に寄り切りで敗れたため千秋楽を残して2場所連続37回目の優勝を決めた。14日目までに優勝を決定させるのは16度目となり、千代の富士を抜いて歴代単独１位となった。場所前に受け入れ先となってくれた摂津倉庫の浅野毅会長が、4月23日に内臓疾患で死去。「春場所が終わってから病院で30分くらい話した。息が詰まって苦しそうだった。懸賞金をそのときにあげた。喜んでくれて、奥さんが見える場所に置いてくれた。天国から見守ってくれれば、と思います。恥をかかせない、という気持ち」と記者へ恩師にささげる優勝だったことも明かした。千秋楽も激戦の末にうっちゃりで鶴竜を下して自身の最多記録を更新する12度目の全勝優勝を決めた。優勝インタビューでは「一年半ぶりの優勝が東京で本当にうれしい。全勝は気持ちいい。場所前には古傷を痛め、3日目から足を痛めていてどうなるかと思ったが自分を奮い立たせた。自分では分からないけど、土俵に上がると違う白鵬がいるようだった。土俵を下りたら優しいというね。五月場所が終わったら、横綱に昇進して10年目に入るので、頑張ろうという気持ちで一生懸命やっていた。大鵬関の32回目の優勝を超えてから目標がなくなり、いろいろ大変な時期があったけど1000勝というものが燃えさせてくれた。名古屋場所で応援してくれる方に見せられればと思うけど、ゆっくり休みたい」と話した。
7月場所は前々場所からの連勝を継続し、初日に横綱勝利700勝を記録、さらに自己記録更新となる史上6回目の30連勝を記録。3日目には御嶽海を寄り切り初顔への連勝を玉錦に並ぶ史上2位の28とした。だが、5日目に宝富士に敗れ33連勝で連勝が止まる。また、33連勝のスタート前の黒星も宝富士であった。8日目には幕内勝利900勝を記録したが、9日目に一度も負けたことのない勢に足を滑らせて敗れ2敗となり、通算12個目の金星配給。9日目までの時点で2敗したのは2012年夏場所以来4年ぶりのことである。さらに勢戦で古傷だった右足親指を痛めてしまう。10日目栃ノ心に勝利し、初顔合わせから23連勝の歴代2位タイ記録をつくるも、怪我が影響したか12日目の照ノ富士戦で待ったがかかり取り直したとなった取組で敗戦し3敗に後退し通算1000勝は来場所へ持ち越しになった。翌日の豪栄道戦は勝利し2ケタ勝利としたものの、14日目は12日目に続いてこの日も待ったがかかり取り直しとなった一番で土俵際で稀勢の里に逆転され優勝争いから脱落した。取組後「もういいやと思った」と照ノ富士戦に続いての待ったにリズムが崩されたことを明かし「合っているのに…」と際どい待ったで気持ちの整理が出来なかったことも呟いていた。そして、土俵際まで攻め込んでの逆転負けに「あれで負けたら仕方ない。相撲に勝って勝負に負けた」と敗戦を認め、千秋楽については「今日みたいに前に出られれば」と気持ちを切り替えていた。迎えた千秋楽、優勝をかけて土俵に上がった日馬富士に敗れ10勝5敗で場所を終えた。皆勤での1場所5敗は2012年5月場所以来4年2か月ぶりであり、休場した2015年9月場所を除くと横綱昇進以来、2012年5月場所に並ぶワーストタイの低成績である。白鵬が日馬富士に敗れたため3敗で追っていた稀勢の里、貴ノ岩は優勝次点で終了し、優勝決定戦にはならず日馬富士は8度目の優勝を決めた。
7月場所後の巡業は怪我を押して出場したものの、9月場所前には7月場所9日目の怪我の影響で四股やすり足すらできず、9月6日には手押し相撲や足の上げ下げなど軽めの調整をしながら出場を検討していた。しかし土俵に上がれる状態ではなく、8日に日本相撲協会に「左膝タナ障害」「右母趾（ぼし）伸筋腱（けん）損傷」「右足関節炎」で全治4週間の診断書を提出し、9月場所の全休を発表した。10月20日、大相撲秋巡業京都場所で復帰し、土俵入りを行った。
11月場所は復帰し自身初の東横綱2の番付で場所に挑む。そして、2016年11月15日、魁聖戦で勝利して通算1000勝を達成した。取組後のインタビューで、史上初めて通算1000勝を達成した千代の富士と同様に「（次の目標は）1001勝です」と答えた。しかし、6日目に遠藤に不覚をとり、さらに10日目にも土俵際で勝利したと思ったところを稀勢の里に脚一本で残され敗れてしまう。白鵬は「決まったと思った。休場で勝負勘が足りないのかもしれない」と首をかしげていた。弟弟子石浦の活躍には「一気に来たね。うれしいね」とコメントしていた。また、場所前に痛風を発症し故障の完治が遅れていたことなども判明。八角理事長は「休場明けにしてはよくやったと思う。最後に稽古不足が出た。場所前がいつも通りではなかったわけだから」とコメントした。翌日は勝利するも12日目から照ノ富士、鶴竜と連敗し優勝争いから脱落。だが、この場所14日目に優勝争いしていた横綱日馬富士、千秋楽は綱取りだった豪栄道を倒し11勝4敗で休場明けの場所を終えた。場所後の12月14日、第4子となる三女が誕生。

#### 2017年 -通算最多勝利更新・優勝40回-

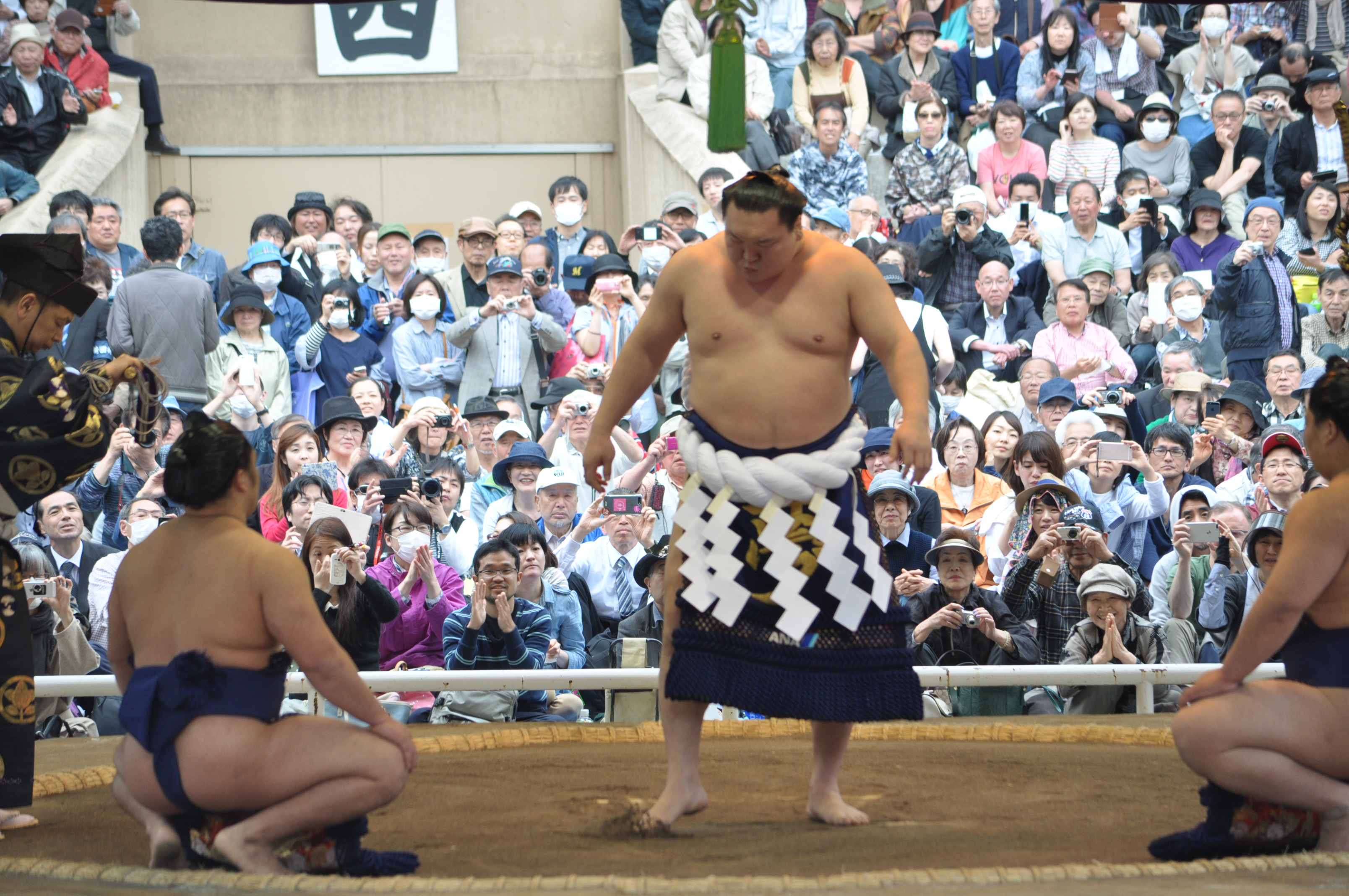
靖国神社奉納大相撲 土俵入りする白鵬関（2017年4月17日撮影）

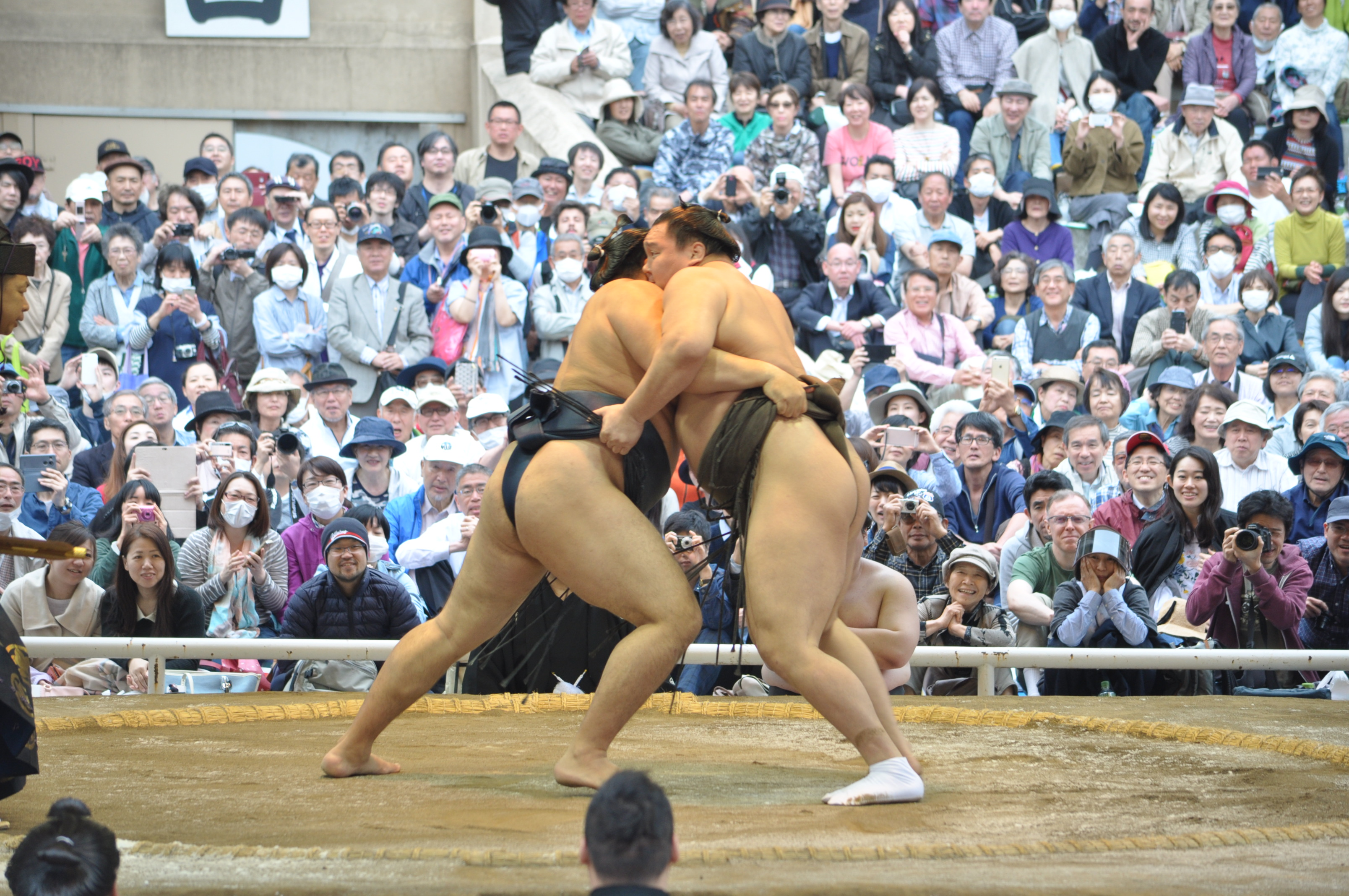
靖国神社奉納大相撲 白鵬関の相手は鶴竜関（2017年4月17日撮影）

前場所と同じく東横綱2で迎えた2017年1月場所は順調に初日から連勝。4日目に栃ノ心に寄り切りで勝利し同一取組の初顔合わせからの連勝では歴代単独2位を記録した。7日目には横綱出場回数が歴代1位となる819回目となり並んでいた北の湖の記録を更新しこの日の取組にも勝利している。しかし、8日目に初顔合わせとなった荒鷲に立合い変化されそこは素早く対応をするも廻しを取られ劣勢になり、そのあとのこの場所鶴竜戦でも見せていた荒鷲の速攻に勢いよく時計回りに体を回されて不意をつかれて寄り切られる不覚をとり、中日での勝ち越しならず、初顔合わせの連勝も28で止まり1敗に後退した。荒鷲はここまで鶴竜戦での金星以外の勝ちが無くこの場所2勝目を2個目の金星であげることになった。白鵬は支度部屋でも何度も首を振り厳しい表情を見せつつ「まあ見ての通り。こういうこともある」と話し、どこか隙があったことを認めて気持ちを切り替え、1差で追う展開には「もうダメー」と笑う余裕も見せていた。だが、翌日の小結高安戦は立合いから攻め込まれ連敗。2敗に後退した。また全勝だった稀勢の里も敗れたため1差は変わらず。白鵬は「気合いが空回りした」と稀勢の里の敗戦後の取組を反省しながらも古傷の右足親指を気にするそぶりも見せ体調がまだ万全ではない様子も見せ「立ち合いで勝負あった」「横綱でも、ちょっとズレがあると負けるということ」と相撲の難しさを淡々と語っていた。そして「一番一番だよ」と勝負どころを見据えて気合いを入れていた。10日目の勢戦は危なげなく勝利し勝ち越し。また、昨年の名古屋場所で勢に敗れた際に右足親指を負傷しこの怪我のために左膝の痛みがぶり返した。それ以来の因縁の対戦とあって「きょうはリベンジというか突いていく意志を固めていった」といつも以上に気合いが入っていたと語っていた。また、11日目までに日馬富士、鶴竜ともに休場したためこの場所横綱は白鵬のみとなり、14日目は上位陣の休場が相次いだためこの場所優勝争いしていた平幕の貴ノ岩との対戦が初めて組まれる。実力差からすると勝利が濃厚だったが、一方的に寄り切られるというまさかの展開で敗れ、3敗に後退。8日目の荒鷲戦に続き初顔2連敗となり、横綱昇進後自身初の結果となった。この日稀勢の里が勝利したため、横綱昇進後初めて4場所続けて優勝を逃したと同時に稀勢の里の横綱昇進を許す結果となった。この日敗戦してしまった白鵬は初優勝を決めた稀勢の里について「おめでとう、だね」と祝福の言葉を贈り「強い大関がいて良かった」と稀勢の里の活躍を笑みを浮かべて褒め称えていた。千秋楽での稀勢の里との直接対決前には「明日もいい相撲取るだけ」と語った。千秋楽の稀勢の里との対戦は立合いから敢えて稀勢の里得意の左四つに組み一気に攻め込むも、土俵際のすくい投げで敗れ、2場所連続11勝4敗で場所を終えた。白鵬は稀勢の里を「最初は軽いと思ったが土俵際で残された。土俵際で強かったね。強い大関になった感じ」と語り、稀勢の里に「強い人が大関になり、宿命を持った人が横綱になる」と言ってきた白鵬は横綱昇進への最後の壁として「今日は宿命というか、運命に任せたんだけどね。強い大関が優勝しましたね」と勝利を称えて言葉を贈った。また、今場所を「取りこぼしがあり過ぎた」と反省。来場所については「精いっぱいやっていい相撲を取りたい」と語っていた。
3月場所は稀勢の里の昇進で4横綱となり、自身は東横綱として番付最上位で迎える。しかし、場所前に右足裏を痛め、初日の正代戦で突き落としで敗れた際に傷が悪化。4日目には勢に圧倒される形で寄り倒され（物言いがついたが軍配通り敗北）、通算15個目の金星配給となる。患部をかばっているうちに他の場所まで悪化し結局、翌日の5日目から「右母趾捻挫、右大腿筋群損傷で3週間の加療を要する」との診断書を提出して休場した。5日目対戦予定だった御嶽海が不戦勝。休場は5度目で、横綱昇進後は3度目。この休場で横綱になって5場所続けて優勝から遠ざかる格好となってしまった。その後モンゴルに帰国してリハビリに取り組み、ヨガや食事療法なども行い、春巡業は靖国神社奉納大相撲から参加した。久しぶりに土俵に上がった白鵬は「春巡業の優勝争いはテレビで見ていた。稀勢の里は横綱の責任を果たしてくれた。今度は自分が優勝するという気持ちになりました」と5月場所で1年ぶりの賜杯奪還を果たすことに意欲を見せた。さらに白鵬は「知人からは40回以上の優勝は誰もいないと言われて体が熱くなりました。いつ達成できるか分からないが、大台の40回を平成の土俵で見せたいです」と新たな目標に向かう決意を語った。3月場所後、12代宮城野から「いっぺんやってみたら」とこれまで主義として行わなかった筋力トレーニングによる強化を提案され、これまで以上に体をいじめ抜き、12代宮城野に「死ぬかと思った。こんなにきついのは大関に上がる時以来だった」と漏らすほど自らを追い込んだ。
5月場所は自身初の西横綱2の番付で迎える。初日から好調で2016年夏場所以来となる中日勝ち越しを記録した。10日目の高安戦では高安の馬力を警戒して右の張り手から右に動き、左上手を確実に取りに行き、寄り切れないと判断した後は頭を付けた（寄り倒しで白鵬の勝ち）。この相撲は場所後の尾車のコラムでも触れられている。そのまま勢いに乗って14連勝で38度目の優勝を決めた。1年ぶりの優勝に白鵬は「長かったかなと、改めて自分と見つめ合い、土俵に感謝していた」「全部特別だけど、今回はひと味違う」「頑張って努力すれば、こうやってやれると示せた。休んだ分、暴れてやろうという気持ちでやった」と感慨深げに語っていた。5月場所は8回目の優勝でこれで大鵬に並ぶ12年連続の優勝となった。千秋楽も日馬富士を倒し自身の記録を更新する13回目の全勝優勝を決めた。優勝インタビューでは「ただ今、帰りました！」と挨拶した。また、5月場所は2年連続の全勝優勝となった。一夜明け会見では3日目の千代翔馬戦で左足親指を打撲（あるいは脱臼）したことを明かしている。
7月場所は東横綱で迎え、5日目には先場所から20連勝で大鵬に並ぶ9度目の20連勝。さらに先場所に続き中日勝ち越しを記録した。さらに9日目には平幕の輝と対戦し勝利。歴代2位の勝ち星だった千代の富士に並び、翌日の千代の富士の弟子だった千代翔馬に勝利し、千代の富士の記録を抜いた。番付では東前頭5枚目と対戦する可能性は低いが横綱、大関と休場が相次いだために実現し、白鵬は「巡り合わせというかね。弟子に勝って恩返しできたのかな」と笑みを浮かべた。だが、11日目はこの場所横綱稀勢の里を倒すなど好調だった関脇の御嶽海に土俵際で粘るも敗れて黒星。先場所からの連勝は25で止まった。白鵬は記録への重圧などもあって硬くなったかもしれないと口にしていた。しかし、翌日は問題なく関脇の玉鷲を倒し、歴代1位の魁皇に並ぶ1047勝目を記録した。翌13日目の7月21日、大関の高安を押し倒しで下して1048勝とし、前人未到の新記録を達成した。白鵬はインタビューで「満足しています。硬くはなかったんですけど、ちょっと安心したというのがありましたね。相撲は奥が深い。秋場所じゃなくて名古屋場所で応援してくれる人の前で決めることができて良かったですね」とコメントしていた。このまま勢いに乗り千秋楽まで全て勝利し14勝1敗で39回目の優勝を決めた。自身9回目の連覇で名古屋場所は7回目の優勝。白鵬は優勝インタビューで39回目の優勝にかけて「名古屋のみなさん、サン・キュー!」と言っており、「11日目に負けてしまいましたが、そのあと（の相撲）が良かったので、もう1番あると信じて、気楽に土俵に上がりました」と、御嶽海に敗れた後に、自らの気力を奮い起こしたことを明らかにした。インタビューではまた、誰も歩いたことがない道をどんな思いであるくかと聞かれて、子供の頃に過ごしたモンゴルの草原を思い出したのか「ゆっくりあしたからふるさとに帰って休む」と語った上で「幕内1000勝を目指します」と新たな目標を示して飽くなき挑戦心を見せていた。
7月30日から始まった夏巡業では、他の3横綱が休場する中で「自分が休んだ時も他が頑張ってくれた。今回は託されたと思って」と夏巡業を1人横綱としてまっとうする決意を口にした。しかし、7月場所前に発症した左膝痛の治療に専念せざるをえなくなり8月13日から無念の帰京となった。
症状は場所前になってもおさまらず結局、9月場所は左大腿四頭筋腱炎、左足関節靱帯損傷で7日から約3週間の投薬リハビリテーション加療を要する見込みとの診断書を提出して休場した。12代宮城野は左ヒザの炎症で全治3、4週間と説明し「横綱は無理をして変な相撲を取って途中から休場など迷惑をかけるなら万全で出たいという気持ちがあったのでは」と説明していた。休場した9月場所中には4日間の断食に取り組むなどして調整し、体重を10㎏落とした。11月3日、福岡県内の宮城野部屋九州場所稽古場に出稽古に訪れた錣山部屋の十両青狼、阿炎と申し合いを行い、計12番で全勝。
11月場所は西横綱で迎える。しかし、初日から鶴竜が休場。さらに3日目から日馬富士が休場し残りの稀勢の里まで10日目に休場してしまい、横綱は自身一人だけになってしまう。そんな中でも初日から連勝し8日目にストレート勝ち越しを決めた。白鵬の中日勝ち越しは44回目となった。そのまま連勝していたが11日目に立ち合いで先に嘉風の顔を張ったがそのまま嘉風に攻められ黒星。1敗となった。白鵬は立ち合いが合わなかったと納得がいかないアピールで取組が終わったあともしばらく土俵下に残り物言いをつけたが認められず、翌日審判部から厳重注意と取り組みを行った力士には物言いを付ける権利が無いという規則説明を受け、「真摯に受け止めて、きちんとします」と反省の言葉を述べた。12日目の取組後に「申し訳なかった」とファンに謝罪し「ファンの皆さんもあんな（中途半端な）相撲を見たくなかっただろうし、だから（取組の映像を）見てほしかった」と語っていた。13日目の宝富士戦は本人もいる人がいなかったという薄氷の勝利でなんとか勝ち2年ぶり10度目の年間最多勝を達成した。14日目に2敗で追っていた力士が破れ自らは勝利したため40回目の優勝を決めた。白鵬は「3月に休んだ時に、後援会の方から『30回優勝した人は3人いるが、40回は誰もいない』と言われ、体が熱くなった。ちくちくするものがあった」と気合が入っていたことを明かし「7年前野球賭博問題に揺れた名古屋場所に大変な場所を経験した。二度とこういうことがないようにという気持ちを持っていた。本当に申し訳ない気持ちでいっぱい。ファンの温かい声援が本当にありがたい」と語っていた。
千秋楽も勝利し14勝1敗で場所を終えた。優勝インタビューで改めて東京オリンピックまで現役を続けることを誓い、さらに「場所後に真実を話し、うみを出し切って、（暴行問題の当事者である）日馬富士関と貴ノ岩関を、再びこの土俵に上げてあげたいと思います」と宣言。また、2017年に取り組んでいたヨガや断食の効果が出ており、稽古は嘘をつかないものだとも話した。次なる目標として幕内1000勝を掲げ、最後に観客と共に万歳三唱を行った。しかし11日目の土俵上のふるまいで厳重注意を受けており、場所前に判明した日馬富士による貴ノ岩への暴行事件の現場に居合わせていたことが分かっていたことから、この行為にはやくみつるやスポーツ評論家の玉木正之などの有識者からも批判が出た。
この一連の振る舞いが、後述の一代年寄廃止論を決定づけたのではないかとする分析も存在する。2017年は56勝9敗25休（内1敗は不戦敗）で年間最多勝を獲得。しかし春場所と秋場所を休場し、計26も取組の少ない白鵬が獲得したことについて、朝日新聞の記事は「お寒い限りだった」と評している。

#### 2018年
1月4日、日馬富士の貴ノ岩への暴行を現場にいながら止められなかったとして、日本相撲協会は1月の給与不支給と2月の給与の50％減額という処分を下した。1月場所直前の1月8日の出稽古から、横綱審議委員会から指摘されたかち上げ、張り手を中心とする取り口を改善する意識をうかがわせた。
1月場所は張り手やかち上げを自粛したことや右足親指を痛めたことが影響し、4日目まで2勝2敗となり5日目から「左母趾MP関節靱帯損傷、右母趾末節骨骨挫傷・爪下血腫で全治2週間を要する」という診断書を相撲協会に提出して途中休場。2月3日に行われた成田山新勝寺の節分会に関しては、直前の1月場所で途中休場を喫した都合上、成田山新勝寺の公式ホームページに掲載されていた参加予定者リストからいったん外されたが、場所後に参加を決めて実際に参加。3月場所番付発表の時点では横綱在位64場所を記録し、これにより単独史上1位の在位記録を達成。
2月11日の第42回日本大相撲トーナメントでは、この時点で本場所では25戦全勝と得意としている栃ノ心から右四つがっぷりからの寄り切りで黒星を付けられた。この時点では、両足の親指が黒ずんでおり左足首にもテーピングが施されているなど、怪我の状態の悪さが伝えられた。
3月場所は左足親指の怪我が回復しないことを理由に全休。2場所連続休場は横綱昇進後初となる。
休場明けとなった5月場所は6日目に初対戦の阿炎に金星を配給。12日目はそれまで25連勝中だった大関昇進を狙う栃ノ心に初めて敗れた。14日目に逸ノ城に敗れて優勝の可能性がなくなり、千秋楽も鶴竜に敗れて11勝4敗に終わった。
5月場所後の巡業では、第68代横綱朝青龍の甥にあたる豊昇龍に稽古をつけた。稽古を終えた豊昇龍は「横綱にぶつかることができて、うれしいです。去年、稽古してもらった後、自分はバーンと強くなってインターハイも準優勝できました」と語った。また、白鵬は、「自分も（朝青龍に）稽古をつけてもらったから、今度は（自分がその甥っ子に）稽古をつけてやってね。不思議だね、歴史は繰り返すね。あとは彼次第。」と、次世代のエースにエールを送った。
7月場所は初日から3連勝していたが支度部屋で足を滑らせて負傷。日本相撲協会に「右膝蓋腱損傷、右脛骨結節剥離骨折の疑いで2週間の安静を要する」との診断書を提出して休場した。4日目は不戦敗。8月1日の夏巡業小松場所では膝に溜まった水を注射4本分抜くなど重症ぶりが伝えられ、8月9日から10日まで巡業を一時離脱。
9月場所では初日から白星を重ね、8日目に中日勝ち越しを決めて横綱800勝に到達。14日目に14連勝で41度目の優勝を決めた。また、大鵬の12年連続優勝を更新する13年連続優勝を記録した。この日の勝利で前人未到の幕内1000勝を達成。翌日の千秋楽でも鶴竜を破って14度目の全勝優勝を達成した。24日、都内で一夜明け会見を行い、5日目に対戦した貴景勝を「大相撲を引っ張っていくのは間違いない力士」と称賛しつつ「（土俵際まで押し込まれたが）痛めていた右足一本で残せた。あれでやれるなという自信が芽生えた」と貴景勝戦で手応えを語った。また、稀勢の里については「（横綱として）もっと経験してほしい。（次の対戦も）私は楽しみという言葉をあまり使わないが、そんな感じです」とエール。
10月中旬に秋巡業を離脱して右膝と右足首の手術を受けた影響で調整が遅れ、11月場所は全休することになった。横綱昇進後、年間6場所中4場所が休場（全休・途中休場合わせて）となるのも、年間の優勝回数が1回に留まるのも、自身ワーストとなる。

#### 2019年
1月場所は3横綱揃って迎えたものの、4日目に稀勢の里が引退、6日目から鶴竜が休場し、一人横綱となる中の取り組みは、序盤は安定性を欠くも白星を重ねて10連勝したが、11日目に再出場の御嶽海に敗れ休場を除いた連勝が28でストップした。再出場の力士に横綱が敗れるのは68年振りのことである。この1敗で崩れてしまい、優勝を争っていたここまで負けたことのない玉鷲、先場所優勝の貴景勝と連敗し14日目に4日目の北勝富士戦で足を痛めたとし、休場した。また、1月場所中に引退した横綱稀勢の里に対し、「寂しいって感じですね。」と述べ、思い出の一番を聞かれると、「63連勝で止められたときですね。あのときの負けがあったからこそ自分はここまで来れた。」と稀勢の里に感謝の意を示し、敬意を払った。
3月場所前の3月5日、二所ノ関一門の連合稽古で貴景勝と18番取って17勝1敗、玉鷲と11番取って全勝と、スタミナ十分であることを示して好調をアピールした。また、貴景勝の大関取りに関して、白鵬は、「自分(白鵬)以外との対戦が大事になってくるね。」と言い放ち、余裕を見せた。また、白鵬は「邪魔してやろうかな」と言葉にした。この言葉はかつて横綱千代の富士が当時平幕の貴花田(後の横綱貴乃花)に対して言い放った言葉である。また、偶然にも千代の富士のときは、昭和から平成へと時代が動き始めたばかりのときであり、それと同様に、平成から令和へと時代の変遷が行われる中での発言であり、大相撲の変革を予感させた。
そして、万全の状態で迎えた3月場所では、初日から着実に白星を重ね、9日目に小結御嶽海、10日目に同年初場所優勝力士の関脇玉鷲、11日目に大関昇進を狙う関脇貴景勝の挑戦をねじ伏せ、同年初場所の雪辱を果たした。その後も、白星を重ね、千秋楽の横綱鶴竜戦で右腕を負傷しながらも勝利し、この場所は15戦全勝優勝を飾った。この場所は、3場所振り42回目の優勝、そして、15回目の全勝優勝となり、平成最後の本場所に花を添えた。また、優勝連続年数を14年、全勝も5年に更新した。千秋楽の鶴竜戦で投げを打った際に右腕を痛めたため、賜杯は1人で受け取ることができず八角理事長に受け取りを手伝ってもらった。
優勝インタビュー後、客席に呼びかけて三本締めを行った。しかし本場所は千秋楽の表彰式後に神送りの儀式を行い終了するという決まりとなっており、25日の横綱審議委員会でもその点が問題視された。さらに相撲協会の「土俵上の礼儀、作法を欠くなど、相撲道の伝統と秩序を損なう行為」というコンプライアンス規定の違反となったため、2017年11月場所千秋楽に観客に万歳三唱を求めて理事会で厳重注意を受けたことも鑑みられ、理事会で処分の必要性などが審議されることとなり、この件について4月24日付で譴責処分となった。
結局右腕の怪我が完治せず5月場所は全休。平成最後の場所を優勝で締めただけに、優勝を目標としていた令和最初の場所は出場すらできず悔しさを露わにした。また、この場所は優勝力士にトランプ杯が手渡される場所であり、特別な場所として優勝を逃す結果となったのは自身初となった。
5月場所後には自身の内弟子である新入幕の炎鵬が5月場所で負け越したことを受け、炎鵬に対し、「幕内は甘くないだろ。稽古つけてやる。次お前が負け越したら、責任とって俺は引退する」と言い放った。
6月25日の稽古では、痛めた右腕でダンベルトレーニングを行うなど、怪我が快方に向かっていることが報じられた。
6月28日、モンゴル政府筋の話として、ハルトマーギーン・バトトルガ大統領が、白鵬が日本国籍取得のために申請したモンゴル国籍離脱申請を認める大統領令を発令したと伝えられた。
また、7月場所前には5月場所優勝力士の朝乃山を呼びつけ三番稽古を行った。自身と相撲の型が似ているとし期待を寄せた。
全休明けの7月場所は自身の記録を更新する形で48回目の中日勝ち越しを決めるが、翌日の逸ノ城戦で完敗して連勝が止まる。14日目に2敗目を喫し、千秋楽は自身が本割、決定戦で連勝をしなければ優勝できないという状況で鶴竜戦を迎え、寄り切りで敗れ12勝3敗で優勝次点の成績を残した。また、この場所は内弟子の炎鵬が勝ち越したことを受け、白鵬もほっとしたという。
9月3日、帰化により日本国籍を取得したことが同日付の官報で告示された。
帰化後初の場所となった9月場所は初日に北勝富士に敗れ、金星配給。初日に金星を配給したのは自身初である。翌日より休場した。
場所後の9月30日に行われた全日本力士選士権大会では、2007年以来12年振りとなる自身2度目の優勝を飾った。
11月場所は初日に前場所で敗れた北勝富士を下し雪辱を果たしたが、2日目に大栄翔に敗れた。しかし、3日目から白星を重ね、14日目に4場所振り43回目、横綱として40回目、「令和」および日本国籍を取得後初の優勝を果たした。九州場所の優勝は9回目となり千代の富士に並ぶ歴代1位タイとなった。

#### 2020年
1月場所は前場所に敗れた新小結の大栄翔を寄り切りで下したものの、2日目に平幕の遠藤に切り返しで敗れ、3日目も平幕の妙義龍に突き落としで敗れ、4日目から休場した。
3月場所は新型コロナウイルス感染拡大防止のため75年振りとなる2度目の無観客開催となった。中日に勝ち越しを決め、49度目の中日勝ち越しとなった。初日から9連勝まで伸ばしたが、10日目に平幕の阿武咲、12日目に関脇の正代に敗れ、12日目終了時点で平幕の碧山に優勝争い単独先頭を許してしまった。しかし、13日目に大関昇進を目指す関脇の朝乃山をねじ伏せ、同時に碧山が敗れたことにより、13日目終了時点で鶴竜と碧山と共に再び優勝争い先頭に立った。14日目に平幕の碧山をねじ伏せ、千秋楽では7年前の九州場所の日馬富士戦以来となる鶴竜との横綱相星決戦を制し、2場所振り44度目の幕内最高優勝を果たした。さらに、優勝連続年数も15年に更新した。場所中には「無観客という異例の場所で初優勝力士が誕生したらその力士が可哀想だから自分が絶対に優勝する。」と発言しており、有言実行の結果となった。
5月場所は4月7日より発令された新型コロナウイルス感染拡大防止による緊急事態宣言が5月31日まで延長されることとなり、9年振り3度目の開催中止が決まった。
5月23日、大相撲Abema場所にてAbemaTVでリモート出演し、白鵬は、「四つになって自分に勝てる力士はまだいない。」と語った。それに対し、3月場所後に大関昇進を決め7月場所を新大関として迎える朝乃山は、「四つになって横綱（白鵬）を負かしたい。」と答えた。
6月7日、大相撲特別場所にてNHKでリモート出演し、その際に、解説者でお馴染みの第52代横綱北の富士勝昭は、「白鵬の牙城を脅かす力士ははっきり言って出てきていない。」と語り、大相撲界の未来への懸念を示し、白鵬を称賛した。
7月場所前、新型コロナウイルス感染拡大による稽古の制限から、前腕部や腹回りが明らかに張りを欠くなど調整不足が報じられた。
7月場所は新型コロナウイルス感染拡大防止のため、大勢の力士による名古屋への移動を避ける目的で東京開催となった。「新型コロナウイルス感染症対応ガイドライン」に基づいて観客を約2500人に抑えてはいたが、1月場所以来となる有観客開催となった。初日からストレートで勝ち越しを決め、2場所連続50度目の中日勝ち越しとなった。その後10日目まで連勝を伸ばしたが、11日目に小結の大栄翔、12日目に関脇の御嶽海に敗れ連敗し、10日目まで一敗で白鵬を追っていた朝乃山と照ノ富士に優勝争い先頭を許す形となった。12日目の御嶽海戦にて右膝半月板損傷、膝蓋大腿靱帯損傷、関節内血症を発症し、13日目から途中休場となった。また、この御嶽海戦での敗戦が不戦敗を除いて自身の現役最後の黒星となった。
9月場所は8月に行われた膝の手術が完治しておらず、「右膝蓋大腿靱帯損傷、関節内巨細胞腫で約3週間のリハビリテーション加療を要する見込み」のため全休となった。
10月20日には両国国技館内の相撲教習所で行われた合同稽古に参加し、約3ヶ月ぶりとなる相撲を取る稽古を行った。御嶽海と三番稽古を行い22勝1敗。稽古後の代表取材では開口一番「30番いきたかったな!」と物足りない様子だった。翌日の10月21日には新大関の正代とも三番稽古を行い19勝1敗とし、11月場所へ向けて好調ぶりをアピールする結果となった。
しかし、11月場所は場所前の稽古が良かったものの「右膝関節鏡手術・術後血症で今後約2週間の加療を要する見込み」の診断書により全休となった。2場所連続全休及び3場所連続休場は自身初となった。
11月23日、横綱審議委員会は両国国技館での定例会合で白鵬と鶴竜に「注意」を決議した。2018年11月場所以降の計12場所の内3分の2に相当する8場所を休場している白鵬に対して矢野弘典委員長は「休みがあまりにも多い。深く強い責任を持って今後に対処してほしい」と語り「我々が強制するわけではないが、横綱が出場しない場所をあまり長く続けてはいけない」と述べた。
12月18日には阿武咲と三番稽古を行い14戦全勝、12月19日には髙安と三番稽古を行い9勝5敗、12月20日には11月場所優勝力士の綱取りが懸かる貴景勝と三番稽古を行い13勝2敗、12月21日には角番の朝乃山と三番稽古を行い17勝3敗とし、令和3年1月場所へ向け本格的に稽古を再開し好調ぶりを示した。貴景勝については「強い壁を乗り越えて昇進すべき」と述べ、1月場所で最大の壁として立ちはだかる意志を示した。さらに、「次を育てるという私の役目、大相撲の恩返しになると思う。今日の稽古も生きてくるんじゃないかな。自分自身もそうだけど。」と綱取りに挑む貴景勝の壁になることで、相撲界や自分自身の将来に繋がることを示した。

#### 2021年
1月5日、日本相撲協会は白鵬が新型コロナウイルスに感染したことを発表。2020年9月にクラスターが発生した玉ノ井部屋と同様、部屋全体で場所全休の措置が取られた。そのため1月場所は全休となり、2020年7月場所から途中休場含め4場所連続休場、3場所連続全休となった。
その後無事に快癒し2月24日からは合同稽古に参加。24日に若隆景を相手に30戦全勝、25日に阿武咲を相手に20勝10敗だった。
3月10日、引退後も協会に残ることに向けて、年寄名跡「間垣」を取得する方向で調整を進められていることが、複数の関係者の話で分かった。
3月場所は初日に大栄翔に勝利して229日ぶりの白星スタートとなったが、2日目の土俵を終えた後に右膝に違和感を訴え3日目から途中休場。5場所連続19回目の休場となった。この場所2日目の取組で白星を挙げた際は、激しい痛みで膝を曲げることができず立ったまま懸賞を受け取ろうとしていた。
3月場所11日目の3月24日に鶴竜が引退し、2012年9月場所以来、再び一人横綱となる。同じ力士が一人横綱を2度経験するのは史上初である。場所後の同月29日に横綱審議委員会の定例会合が行われ、白鵬について厳しい意見もでたものの「注意」の措置を継続し、7月場所の結果により最終判断するという決議が全会一致でまとまった。「引退勧告」決議を避けた理由としては、1月場所の休場が新型コロナウイルス感染によるものであったこと、3月場所を2日だけでも出場したこと、八角理事長が師匠の12代宮城野から白鵬の現状について「覚悟を持って7月に臨むと言っておる」と報告を受けたことが挙げられる。
5月場所は怪我の影響で全休となり、途中休場を含めて6場所連続休場となった。休場の白鵬に対して伊勢ヶ濱審判部長は「ここまで休まれると（白鵬に）期待は出来ない」「出ていない人のことを考えて番付を決める訳ではないので」との厳しい言葉を残した。
7月場所は進退をかけての出場となり、伊勢ヶ濱審判部長は「出るからには横綱として出るわけだから、そこの責任感を持って最後まで頑張ってほしい。横綱だから優勝する気持ちでやらないといけない」と言葉を送った。初日の明生戦は掛け投げで白星となったが、この日NHK大相撲中継の解説を務めた北の富士勝昭は「相当不安大きい」舞の海氏は「全く余裕ない」と評した。だが中日勝ち越しを決めた頃になると八角理事長から「立派です。膝に不安がある中でね。勝ち方を知っている」「白鵬の場合、相手を見ながら取れる」と褒められた。その後も白星を重ね、千秋楽に全勝対決となった大関・照ノ富士を下して全勝で締めくくり、7場所ぶり45度目の優勝を果たした。優勝インタビューでは「これで（横綱）899勝。あと1勝で900勝。あと1勝を目指していきたい」と語り、また19日にオンラインで行われた千秋楽一夜明け会見では「信じられない。自分の相撲人生で上位に入るぐらい価値のある優勝だった」と語った。
一方、同日行われた横審の定例会では、14日目の正代戦（仕切り線から大きく下がって立ち会い、張り手を連発）、千秋楽の照ノ富士戦（肘打ちともとれる右エルボーを浴びせ、勝った際に派手なガッツポーズ）に対し、委員から非難の声が相次いだ。都倉俊一委員は「確かに全勝優勝は立派なもの。ただ、日本の国技でもある相撲はそれだけではないということを、どうやったらわかってもらえるだろうか」と話した。なお、7月場所の活躍を受け、横綱審議委員会の「注意」の決議は解除された。
7月21日、八角理事長は白鵬と師匠の12代宮城野を呼び、7月場所での土俵上の振る舞いについて注意を行った。
7月23日、かねてから熱望していた東京オリンピック開会式で披露する横綱土俵入りだが、叶わずじまいに終わった。また組織委員会関係者によると、聖火リレーの最終走者グループの候補として選出されてはいたが、力士は基本的に休場中のイベント出演はNGである事情から、6場所連続休場中の白鵬を事前の計画に盛り込むことは出来なかったようであると報じられた。
8月2日、国際柔道連盟会長のマリウス・ビゼールがTwitterに白鵬と大野将平との3ショットをアップロードし拡散されたことなどから、無観客開催である東京オリンピックの柔道を観戦したことが判明し問題ともなった（後述）。
9月場所は同部屋の北青鵬ら複数の所属力士が新型コロナウイルスに感染したことによって日本相撲協会のガイドラインに沿って部屋力士及び関係者の休場措置が執られて自身も全休となった。そして場所千秋楽の翌日の9月27日、報道各社は白鵬が引退する意向を固めたと一斉に伝えた。これを受けて日本相撲協会広報部長の芝田山（元横綱・大乃国）は記者団の取材に「白鵬から引退の申し出が（協会側へ）あった」と答えたが、現時点で白鵬の引退届などに関する書類は協会側へ提出されていないことも明らかにした。

### 年寄襲名
2021年9月29日、白鵬及び12代宮城野から引退届が日本相撲協会へ提出され、これを受けた9月30日の協会定例理事会に於いて白鵬の引退と年寄・間垣の襲名が承認されて正式に発表された。白鵬は後のテレビ出演で当時の心境を、「15日間相撲を取る体ではなくなってしまった」と語っている。
だが、その際に協会側は白鵬の現役時の不行跡を重く見て「相撲界のしきたりを逸脱しないこと」「先輩年寄（親方）の指導をよく聞くこと」などといった行動誓約書を提出させるという異例の措置を執った。引退の正式決定により結果的に、最後（45回目）の優勝を全勝で決めた同年7月場所千秋楽の結びの一番（対照ノ富士春雄戦）が現役最後の取組となった。そのため引退の意向を示した際には「協会から猛批判された『らしさ全開』の勝利が現役最後の取組となった」とスポーツニッポンの記事で評された。なお11月場所の番付編成会議は9月29日であり、白鵬の正式な引退発表はその後の9月30日であったため、11月場所の番付には本来横綱として四股名が残るところであったが、実際の11月場所の番付では白鵬の四股名が外され、その影響で、同番付に載った幕内力士の人数は定員よりも1人少ない41人となった。
10月1日に両国国技館で行われた引退会見では「ホッとした気持ち、迷いはなかった」とコメントし、7月場所10日目の白星で場所の二桁白星を達成したのを機に、膝の限界を理由として部屋関係者に引退の意向を示したと明かした。自身の引退後に1人横綱となる照ノ富士を指して「後を託せる」と評した。また、思い出の取組として、2004年11月場所11日目の朝青龍からの金星を奪った1番、2010年11月場所2日目に稀勢の里に連勝記録を63で止められた1番の2つを挙げている。
11月場所は自身初の親方としての本場所勤務となり、初日の勤務後に「（初日前日の）土曜に何も考えずにいったのは初めてだった。全てが新鮮で、花道立ったときに不思議と手汗をかいていました。力士の体を見ていてほれぼれした。いいなと思いました」と振り返った。中日の自身初のNHK大相撲中継の解説では「この会場でしたからね。覚えてます。『勝ってしまった』と。ものすごくうれしいんですけど、申し訳ない気持ちで…。でも稽古つけてもらいましたし、勝って 恩返しができた」と朝青龍から金星を獲得した当時の心境を明かした。また、対戦成績で21勝2敗と圧倒している髙安に関してこの日の放送で「一番強いと思う。重さもあり身体も強い。組んでよし、離れてよし。何で負けるのかな?」と絶賛した。
12月3日、協会は21代間垣が幕内優勝の最多回数（45回）、横綱在位の最長期間（84場所）、幕内通算勝利の最多回数（1093勝）、大相撲通算勝利の最多回数（1187勝）、幕内全勝優勝の最多回数（16度）でギネス世界記録の認定を受けたことを発表した。5つのギネス認定を受けた21代間垣は、協会を通して「この度、ギネス世界記録の5枚の盾をいただきました。みなさまの応援のおかげであります。最後の最後に、うれしいご褒美をいただきました。今後も親方として精いっぱい頑張ります。ギネス世界記録をもらえるような弟子を育てていきたいと思います」とコメントした。10日、協会は2022年1月場所で2年ぶりに相撲博物館を開館し（それまで 新型コロナウイルス感染症の影響で臨時休館中だった）、21代間垣の特別展「69代横綱 白鵬翔」を開催することを発表した。
『週刊文春』2022年2月3日号は、21代間垣が部屋創設のために2021年7月に閉店した浅草の老舗料亭「瓢庵（ひさごあん）」の土地と建物（報道当時の相場で、合計4億円）の購入を決めたと報じた。この報道を紹介した『FRIDAY DIGITAL』によると、予算面の都合により当初構想していた銀座への部屋創設を諦め、土地の広さ・建物の大きさなどの物件の条件が合わないということで、 日本橋での創設も断念したという。同記事のスポーツ紙担当記者の証言によると「日本の伝統文化が、色濃く残る地域で部屋を作りたかったそうです。元横綱として、日本を象徴するイメージの部屋にしたいと。海外から来る旅行客も、念頭に置いているみたいです。ガラスばりにして、誰でも稽古を見学できるようにしたいとか。母国モンゴルの人々に、胸をはって紹介したいのでしょう」とのことである。

### 宮城野部屋継承
2022年7月28日、師匠であった12代宮城野と名跡を交換して13代宮城野を襲名し、宮城野部屋を継承して部屋持ち師匠となった。8月2日、部屋を墨田区東駒形の旧東関部屋跡地に移転。20日に初めて報道陣に稽古を公開し、「横綱、大関になった時と同じような緊張感とプレッシャー。常に2桁勝利が当たり前という世界に飛び込んだような気持ち」「（自身の師匠だった間垣が）私の脇に座るというのは不思議な感覚ですけど、アドバイスをいただきながら頑張っていきたい」と決意を述べた。
9月5日に開かれたオンライン記者会見で、翌2023年1月28日に両国国技館において、自身の引退相撲を開催する予定を発表した。
9月場所11日目に相撲博物館で行われた「親方トークイベント」では「部屋から横綱、大関を出すのは一つの夢。3年以内に朝乃山。その3年後に宮城野から」と力強く目標を語った。
10月6日、両国国技館で行われた大相撲のファン感謝祭で、1分間で色紙に押した手形の最多数を競う手形早押しのギネス世界記録に挑戦し、これまでの記録85枚を大きく上回る104枚をマークした。自身のギネス記録はこれで6つ目である。
2023年1月28日に引退相撲が開催された。オープニングセレモニーでは13代市川團十郎が歌舞伎「三番叟（さんばそう）」を披露し、君が代はGACKTが独唱した。最後の土俵入りは太刀持ちに貴景勝、露払いに豊昇龍を従えた。弓取り式は部屋の幕下・ 宝香鵬が担当。最後の取組には長男と同志社大学相撲部の選手2人、合計3名を指名し、長男との取組では押し出しに敗れた。
断髪式に先立って、部屋の力士8人による「幕下・三段目トーナメント」が開催され、幕下・川副（のちの輝鵬）が優勝した。
断髪式には280人が参加し、森喜朗や鳩山由紀夫といった日本の首相経験者のほか、スティーブン・セガール、GACKT、吉幾三、松山千春、原辰徳、YOSHIKI、豊田章男などが鋏を入れ、止め鋏は12代宮城野が入れた。断髪後の整髪は野沢道生が担当し、断髪式が終わると三女がメッセージを読み上げた。一方、八角理事長をはじめ協会幹部は誰一人と断髪式に参加しないなど、協会との深い溝を感じさせる一日ともなった。
2023年3月場所の番付発表では落合（後の伯桜鵬）が新十両に昇進し、13代宮城野が入門させた弟子としては初の関取誕生となった。
同年9月場所から幕下付出のルールが改訂されたが、一部報道によるとこれには、有望株をかき集める宮城野への牽制の意図があるという。
また、同時期の一部報道では、2024年1月場所後に投開票予定の役員候補選挙に宮城野が出馬の意向を示していると伝えられていたが、その後、2023年11月場所中の記者会見で宮城野本人が「（役員候補選挙には）出ないです、出ません」として、出馬の意思がないことを強調した。

### 弟子の暴行事件に伴う懲戒処分
2024年1月場所中、弟子の北青鵬に暴行を受けた力士の関係者が相撲協会に被害を訴えたことから、コンプライアンス委員会が調査を開始し、北青鵬や師匠の宮城野らを聴取していた。相撲協会は委員会の調査結果・処分意見の答申を受け、同年2月23日の臨時理事会で宮城野について「師匠の素養、自覚が大きく欠如している」として、『委員から平年寄へ2階級降格のうえ、20％の減給3ヶ月』の処分が決定した。また宮城野部屋については『所属する伊勢ヶ濱一門から3月場所では師匠代行を任命して力士の指導監督に当たらせ、4月以後については伊勢ヶ濱一門預かりとして改めて指導及び教育を実施する』決定が下された。3月場所中は師匠代行として、大島部屋付きの18代玉垣（元小結・智ノ花）が派遣されることとなった。
同年3月28日、日本相撲協会の理事会で宮城野部屋は同年4月以降無期限で伊勢ヶ濱一門預かりとなり、宮城野部屋に所属する全員が同一門の伊勢ヶ濱部屋に転籍することを決定した。宮城野については、伊勢ヶ濱一門選出理事の15代浅香山（元大関・魁皇）と、伊勢ヶ濱部屋師匠の9代伊勢ヶ濱（元横綱・旭富士）らが中心となって伊勢ヶ濱一門として「師匠、親方の指導教育」を行い、日本相撲協会執行部は15代浅香山と9代伊勢ヶ濱から毎場所報告を受ける予定である。宮城野に再び師匠としての資質が備わったと判断されれば、措置が解除される見込みであるという。
コンプライアンス委の報告書には、宮城野部屋に聞き取り調査をした際に部外者が同席して力士たちに口止め工作をしていたと記述された。この人物はかつてキー局で白鵬のドキュメンタリーの制作に携わり、トークショーの司会、白鵬杯の実行委員をしている白鵬の側近と言われている。この人物は社員として所属する番組制作会社から厳重注意を受け、相撲協会に謝罪していることが3月28日までに分かっている。

### 日本相撲協会を退職
2025年4月に週刊誌報道により「日本相撲協会を退職する意向」と伝えられた後、同年5月場所後に宮城野（白鵬）より伊勢ヶ濱親方を通して日本相撲協会に退職届が提出され、これを受けた協会は6月2日の臨時理事会にて事実上宮城野の退職を承認。同日に宮城野は、「今後は日本の誇る「相撲」という文化をより広く、次の世代へと伝えていくために、日本相撲協会の外の立場から、その発展に貢献していく決意を固めました」「国内外を問わず、相撲の価値と魅力を新たなかたちで伝え、相撲の未来を世界中の人々とともに築いていく活動に力を注いでまいります」とのコメントを発表し、1週間後の9日にも会見を開くとした。またこの日の臨時理事会で、6月9日付で宮城野の退職届を受理すること、および同日付で新たに9代伊勢ヶ濱（元横綱・旭富士）が宮城野を襲名することを決定した。
日本相撲協会によると、同日の理事会で一門の理事である浅香山が、「伊勢ヶ濱部屋の師匠が7月に交代する事を踏まえ、八角理事長は「今後は浅香山部屋で預かること、準備期間も踏まえ、預かりの解除を11月場所後とすることを検討するように」との指示を出しており、その旨を宮城野に伝えた上、幾度となく思い留まらせるよう話をしたが、退職の意向を示した」と報告した。伊勢ヶ濱は「何度も宮城野を説得し、近いうちに部屋は再開されるのだから、もう少し辛抱してはどうか、と慰留を試みたが、本人の意思が固かった」と報告し、浅香山と伊勢ヶ濱の両者から毎場所報告を受けていた春日野理事も「今年に入り、3月場所では浅香山理事も交えて執行部で協議したが、宮城野は退職の意向のようだ、と聞いていた」と報告した。
9日、都内で記者会見を行い、協会を退職した真意や今後の活動を説明。報道などで囁かれていた元照ノ富士との確執説を否定し、自身が主催する少年相撲の「白鵬杯」の世界大会版である「世界相撲グランドスラム」を創設する構想を明かした。同日の日本経済新聞のインタビューでは、今後進める相撲を世界に広げていくプロジェクトについて、親交のあるトヨタ自動車の豊田章男会長から支援を受けられる見通しであることを明らかにした。

## 取り口
右四つを得意とするが左四つでも十分取れる。立合いは左足で踏み込み、素早く右を差し込んで左上手を狙う取り口が主体である。しかし、「後の先」を掲げた全盛期や、右膝を負傷しながら臨んだ現役最後の場所は、右足での踏み込みが見られた。相手の立ち合いを止めるための右の張り差しやかち上げも多用する。特に横綱後期になると、かち上げの多用が目立った。張り差しやかち上げには脇が甘くなるという弱点があるが、白鵬はなおも差し勝つことも多かった。体質が極めて柔軟で、腰が重く、摺り足も良く、193cmと現代でも大柄な部類に入る力士ながら常に低い体勢で腰が割れている。上手投げと寄り身が武器である。柔軟な体質を活かして「横綱相撲」が出来る力士である。しかし幕内に上がってきた頃の取り口は、前に攻めるよりも投げや引き技で安易に勝負を決めてしまう傾向があった。そのような中でも立合いから左前褌を狙って踏み込む相撲には光るものがあり、しだいにその形が身についていった。
白鵬と言えば左前褌というほど取り口が玄人筋には定着しており、NHKアナウンサーの三瓶宏志は「白鵬は左前褌を取るというパターンがあるから実況しやすい」という趣旨のコメントを雑誌に残している。ただ大関時代に研究されて立合いに左前褌が取れなくなり、綱取りを逃したこともあって、両差しなど他の型の相撲も見せるようになった。得意の右四つは2011年をピークとしており、右を差し込むだけで相手が棒立ちになるような力強さも出ていた。
同じ平成の大横綱として貴乃花とよく比べられる事があるが、それぞれと取組をした経験のある力士は「白鵬はどんどん白鵬の有利な形にしていく強さがあり、貴乃花はこちらが何をしようとしてもそれを殺してくる強さがあった」「白鵬は思いっきり首を絞めてくるような強さ、貴乃花はジワジワと締めてくるような強さだった」と語っている。また、15代浅香山（元大関・魁皇）は歴代の対戦力士で一番強かったと思うのは誰かというインタビューに対し、「タイプは全然違うけど、全盛期の貴乃花と白鵬」と答えていた。
2012年以降は怪我や加齢などから衰えが見られ、前捌きや反応の良さに頼る相撲が増え、元々それなりにできた突き押しの比率も増えている。代わりに左前褌を取ってそのまま走る相撲は減った。とったりも時折見せるが、緒方喜治も2014年3月場所前の相撲雑誌において白鵬のとったりを「悪い癖」と述べている。また、同時期、北の富士はすぐカッとなる土俵態度を指して「威嚇しながら、強さを誇示しているのかもしれない」と分析していた。
懇意にしていた大鵬が死去して以降、白鵬に意見することができる者がいなくなったためか、右ひじをサポーターで厚く巻いた上での荒々しいかち上げや張り手が増えていった。既に2015年頃から週刊誌系メディアで「暴力相撲」と糾弾されており、遅くとも2018年になると、相撲雑誌ですらエルボーと指摘して非難するほどであった。杉山邦博は脇が空くというかち上げの短所を指摘しており、そのようなことから「食らう相手が勉強不足」と話している。
2017年3月場所後の座談会では20代錣山（元関脇・寺尾）から「また昔の白鵬の相撲を思い出して取れれば、また勝てると思っています。さばいて勝つから後手、後手に回るのです」とコメントされている。全勝優勝で終えた2017年5月場所について場所後の座談会で16代振分（元小結・高見盛）と12代阿武松（元関脇・益荒雄）が語った内容をまとめると「バタバタしている部分はあるが、相手によって相撲を変えたり、かち上げや突っ張りで相手を近づけさせなかったりする」という風になる。それでも2017年7月場所13日目の高安戦ではのど輪や突き押しで攻め最後は厳しい右のおっつけで土俵上に押し倒す相撲が見られ、ある元横綱は「馬力の高安に馬力勝ちして見せたのには驚いたよ。（若手に）はたいたり引いたりしたのは横綱相撲ではないという声もあるみたいだが、力の差があるからできるんだ」とあきれたように感心した。
四股やすり足など、徹底した基礎運動へのこだわりと柔軟な体質によって怪我は少なかったが、2012年頃から衰えにより細かい怪我は増えた。2015年ごろから横綱として休場する場面がみられるようになり、2017年3月場所前には「無理をするとどこかを痛めるようになってきた」と怪我について自覚するコメントを残している。
2017年11月場所は15番中10番以上が張り手、かち上げを絡めた相撲であり、横綱審議委員会から「これは横綱相撲とは言えない、美しくない」と批判を受けた。一方花田虎上は、「張り差しやかち上げをやると脇が空くから簡単に相手が勝てるようになるのであって、それで勝てないのであれば相手が悪い」という趣旨の持論を展開した。2018年3月場所前の14代二子山のコラムによると、基本的に怪我の影響がなければ、簡単に叩きを食う力士ではないという。2019年1月場所あたりになると相手も弱体化した白鵬の前では雰囲気に飲まれることも無くなっており、2019年3月場所前の相撲雑誌のコラムで舞の海がこれを指摘していた。
勝負勘、体の柔らかさはベテランの域になっても健在で、2019年3月場所中日の栃煌山戦では背中を見せた状態から小手投げで勝つという形でそれらを発揮している。
2019新型コロナウイルス感染拡大の影響が依然強かった2020年7月場所では「今場所は稽古の制約があって、どの力士も稽古不足気味。そんな状況では経験豊富な白鵬が有利かもしれない」と評された。
花田虎上からは2021年1月場所前のコラムで「休場制度をうまく利用している印象」と言われており、2020年11月場所前の合同稽古で正代を圧倒しながら出場を見送ったことが根拠に挙げられている。一方、2020年10月の合同稽古で正代と三番稽古を行い19勝1敗、貴景勝と取って13勝2敗と圧勝したことなどから、体調さえ戻ればまだまだ現役を続ける可能性があることを示した。同時に、白鵬に歯が立たない大関陣を指して大相撲のレベルダウンを嘆く声もある。
2021年3月場所は、右膝の悪化の影響で右膝を曲げることがままならなくなり、立合いは普段のように右膝を曲げて左足から出るのではなく左膝を曲げて右足から出ていた。
2021年7月場所14日目の正代戦では諸差し警戒で徳俵で構えて立合い張り手を放ち、この相撲に北の富士は「私は、今までは白鵬の理解者と自負してきたが、この日を限りでやめることにした」と愛想を尽かせた。館内からも仕切り前の段階でどよめきが起こり、実況の藤井康生アナウンサーも土俵後方へ下がった白鵬の動きに「どうしたんですか? え? どよめきが起きる国技館。こんなのは横綱白鵬の21年の土俵で初めて見ます」と声を上げたほどであった。この場所千秋楽結びの一番の照ノ富士戦で激しいかち上げを放って白星を収めた際は、この取組があった2021年7月18日におけるTwitterに「エルボー」「かち上げ」がトレンド入りする事態となった。
12代芝田山（第62代横綱・大乃国）は、同年8月11日に毎日新聞に掲載のコラムで7月場所14日目の正代戦と千秋楽の照ノ富士戦に言及した。「五穀豊穣を願う神事から生まれた大相撲は本来、力士同士がぶつかり合い、自らの力と技を尽くして攻防を展開するものだ。白鵬の仕切りは、相撲の醍醐味を放棄するようなものに感じた」と述べている。千秋楽の照ノ富士戦で見せた肘打ちとガッツポーズなどの振る舞いに「いずれは後進の指導に当たるのだろうが、長く日本の伝統と文化を伝承してきた大相撲を変えてしまってはならない。もちろん勝つことは大事だが、礼に始まり礼に終わる精神にはほど遠い気がする」と将来の相撲界に与える悪影響を憂慮している。
批判を受け続けた荒々しい相撲は白鵬本人が自分の頭で何を為すべきか考えた上での振る舞いであったといい、怪我に苦しんだ中で「鬼になって、勝ちにいくこと」を覚悟し、それを自分の考える「横綱相撲」として貫いた結果であるという。普段は「仏」と評されるほど温和な白鵬を知る者にとって、これは本心とは思えないほど意外な考えであった。

## 人物・エピソード

### 土俵上の記録・合い口
- 2010年9月場所まで、過去14日目で全勝だった8場所は全て千秋楽で勝利、合計8回の全勝優勝を果たしていた。しかし2011年11月場所千秋楽は大関・把瑠都に敗れ、9回連続での全勝はならなかった[332]。さらに2012年7月場所千秋楽では、14戦全勝対決で大関日馬富士に敗北、またも全勝優勝を逃している。それから5場所後の2013年3月場所で、14場所ぶりに9回目の全勝を果たし[333]、翌5月場所で初の2桁となる10度目の全勝優勝を成し遂げる[334]。
- 2015年1月場所までに、13日目での優勝決定が6回ある。これは千代の富士の4回を抜いて史上最多記録である[335]。
- 2010年11月場所で地方場所を8連覇したが、2011年7月場所で優勝を逃し地方場所の連覇がストップ（歴代1位は朝青龍の9連覇。ちなみに2004年3月場所から2010年11月場所まで地方場所では朝青龍と白鵬の二人だけの優勝が続いていた）。なお白鵬は、横綱昇進後において11月（九州）場所は、2013年に横綱日馬富士に相星決戦で敗れて優勝を逃したときと2015年、2016年、2018年、2020年（東京開催）以外は全て優勝しており、歴代1位の千代の富士（8連覇）に続く6連覇（2007年 - 2012年）を含む9回の優勝を記録している[336]。
- 白鵬が幕内対戦成績で10敗以上している力士は朝青龍、日馬富士、琴欧洲、稀勢の里の4人しかいない。いずれも現役を退いており、白鵬が勝ち越して終わっているため、天敵や苦手力士はほぼいないと言えた。
- 白鵬と幕内で対戦して勝利し、無敗のまま引退した力士は金開山、栃乃花、豊桜、翔天狼、貴ノ岩、荒鷲の6人しかいない。彼らとは初顔で敗れて以後対戦がなかった。金開山は白鵬が幕内昇進後に初めて黒星を喫した力士である。翔天狼、貴ノ岩、荒鷲の3人は、白鵬が横綱昇進後に初顔で金星配給した力士であり、いずれもその後の対戦はないまま引退した[注 19]。1勝1敗の五分で対戦が終了した力士は追風海のみである。
- 入幕後しばらくは若の里を苦手にしており、対戦成績で負け越していたが力が逆転し、最終的には勝ち越して終わっている。

### 相撲中継において
- 大相撲中継で藤井康生アナウンサーが誤って15代熊ヶ谷（元幕内竹葉山）の事を「白鵬の師匠の宮城野親方」と言い間違えた事がある。これは15代熊ヶ谷が2004年8月まで10代宮城野を名乗っていたための間違い。また山口達也アナウンサーが「白鵬と同じ熊ヶ谷部屋で指導する」と言い間違えたこともある。それだけ師弟の関係が深いといえる。なお、2010年12月24日の理事会において11代宮城野と15代熊ヶ谷との年寄名跡交換、部屋の師匠交代の勧告があり、双方が受け入れたことで、15代熊ヶ谷が12代宮城野として再び宮城野部屋の師匠に就任しているため、現在では「白鵬の師匠の宮城野親方」という表現は誤りではない[337]。
- 2013年3月場所千秋楽、15戦全勝インタビューの最後に白鵬自ら「1月場所中に亡くなられた大鵬さんに優勝を捧げたいと思います。大阪の皆さん、黙祷をどうぞ宜しくお願いします」と発言、観客も揃って立ち上がり1分間の黙祷を行う。昭和の大横綱・大鵬への黙祷終了後、白鵬はタオルで涙を拭っていた[338]。この時のことをNHKアナウンサーの三瓶宏志は「1分間無音というのは放送事故になりかねない。でもこれはもうしょうがない、と思って横綱に任せて、1分たった時にお尻をポンと触って知らせて。脂汗が出ましたね（笑）ラジオもまあ、シャッター音などが入るので結果的に大丈夫でした」と2016年のインタビューで振り返っている[339]。
- 2013年9月場所で見せた土俵入りに関して、右・左の順で四股を踏む際に、右脚を上げる前には本来の不知火型の所作の通りに左腕を横に伸ばしていたが、左脚を上げる際には右腕を上げる動作を省略していたと、相撲ファンからクレームが付けられ、NHKに対しても異論が寄せられた。これについて白鵬は「（自らが尊敬する大横綱である）双葉山の土俵入りに倣い、5年前から所作を変えた」としている[340][注 20]。

### 巡業・トークショー・相撲関連のイベント
- 9代宮城野(元小結・廣川)が横須賀出身であったことから、宮城野部屋の横須賀後援会が主催するサマーキャンプに毎年参加し、午前中は横須賀市大津の土俵で稽古を積み、午後は市内の福祉施設の慰問や商店街の夏祭りなどで相撲体験をする子供たちに胸を貸してきた。このサマーキャンプは2006年まで継続された[341]。
- 2012年5月場所、モンゴル力士のパイオニア旭天鵬が初優勝をしたときのパレード旗手を務めた。一方、2014年11月場所で大鵬と並ぶ32回目の優勝を達成したとき、さらに旭天鵬が現役最後となった2015年7月場所のときは、旭天鵬がパレード旗手を務めた。
- 2013年8月、1986年春巡業から2001年冬巡業まで存在していた稽古報奨金制度を、同年10月の秋巡業から復活させたい意向を明かした[342]。
- 2014年12月23日、ボートレース平和島で行われた「SG第29回グランプリ」 のトークショーに出演、プレゼンターを務めた。人生で初めてボートレース場を訪れ、初めて舟券も購入。「69代横綱の6、はく"ふぉー"（白鵬）の4、"白"枠の1を選んだ」結果（6）-（4）-（1）の3連単5万1680円（89番人気）を的中[343]。
- 2017年7月30日に開催された夏巡業岐阜場所では、3横綱、1大関を含め13人の関取が休場。人気力士が多数不在の中、勧進元の要請を受け、急きょ予定になかった綱締め実演を行い穴を埋めた[344]。
- 2017年2月26日、京都市の上賀茂神社で奉納土俵入りとトークショーを行い、新横綱となった稀勢の里について「一番応援していたのは私」と語った。同神社で77年前に土俵入りした双葉山にふれ「連勝を止めた安芸ノ海は横綱になった。私の記録を止めた稀勢の里は大関でうろちょろしていたけど、なれてよかった」と笑いを誘った[345]。
- 2016年の夏巡業中、日刊スポーツの記事に使う絵日記のために、20数年ぶりに絵を描いた。「ちゃんと絵を描くのは間違いなく、20数年ぶり」と苦笑しながら選んだのは、当時描いていた「架空の花」。この絵の特長は、花なのに花びらがないところ。色鉛筆とマジックを使い分けて色鮮やかに仕上げていった。絵を描くのが趣味である日馬富士は見守りながら「おもしろい。才能あるな。絵は、その人の性格がよく出るんですよ。勝負師の色だな。横綱（白鵬）の性格がよく出ている」と大絶賛[346]。

### 社会貢献活動
- 2011年から国際親善交流相撲大会である「白鵬杯世界少年相撲大会」の世話人を務めている。この「白鵬杯」は、現役力士も大会運営へ参加し、無料で観戦できるものとなっている[347]。
  - 2023年1月22日、小学1年生から高校3年生までの女子を対象とした相撲大会「ドリームガールズ杯」の新設が発表された。13代宮城野は大会の応援サポーターに就任[348]。コメントによると、過去13回にわたって開催している白鵬杯に参加する少年たちの姉や妹たちから「自分たちも相撲をとってみたい」という声が寄せられていたという[349]。
  - 2025年の第15回大会は部屋閉鎖問題などから開催が危ぶまれたが、部屋閉鎖後の転属先の師匠の伊勢ヶ濱に相談の上、協会の許可を得ての継続開催となった[350]。
- 2011年に発生した東日本大震災の復興に力士会会長として取り組んだ。同年4月26日に行われた力士会会合にて、被災した子どもたちの長期的支援のため十両以上の関取（定員70人）が毎月1万円を今後10年間に渡って寄付することが決まり、岩手県山田町[351]、宮城県気仙沼市、福島県会津若松市には土俵が寄贈されている[352][353]。また2012年3月場所前には、白鵬を含め現役力士21名と貴乃花が井岡弘樹や吉本興業所属のタレントたちと街頭募金活動を行った[354]。
  - 白鵬の誕生日はくしくもこの震災と発生日と同日の3月11日だが、本人は2022年の震災11周年を控えた時期に「誕生日が10日だったら良かったなと思う時もあった。だけど、運命というものを感じた。われわれ力士は全国47都道府県を春夏秋冬の巡業で回っていく。東北に知り合いもいるし、思い出もある。毎年毎年、その日は絶対に負けられない。絶対に勝ってやるんだという気持ちになっていた」とそれについてコメントしている[355]。
- 2014年2月21日、前年1月に死去した第48代横綱大鵬の意志を継ぐかたちで日本赤十字社に血液運搬車「大鵬号」を寄贈した[356]。
- 2015年10月、白鵬の社会貢献活動の支援・相撲の子どもへの普及のための事業などを目的として、一般社団法人白鵬ドリーム基金が設立されている[357][358]。
- 2019年10月、広島大学病院に優勝額を寄贈した。同院は2012年よりモンゴル国立がんセンターとの交流を行っており、2018年3月28日に国際交流協定を締結している[359]。モンゴル支援への感謝と「患者さんに優勝額を見ていただき、勇気をもって病気と闘ってほしい」との願いであるという[360]。
- 同年12月、台風19号の被災地である宮城県大崎市に11月場所初日の懸賞金の全額を寄付した[361]。
- 2020年5月11日「懸賞金を使って世の中のために何かできないか」と考えていたところ、新型コロナウイルス感染拡大の影響で「マスクが不足している」とモンゴルの関係者から連絡があったことと合わせ、日本でも依然としてマスクが不足していることから、両国の医療従事者らへ計25,000枚のマスクを寄贈した[362]。

### 引退後の親方・帰化
現役時代より、引退後には日本で親方になる考えを持っており、その要件について以下のような考えを表明していた。
- モンゴル国籍のまま親方になりたいとの考えを公言している[363]。
- 白鵬の帰化がスムーズに進まないのは、北の富士の著書によると、モンゴルでは家督を次男が継ぐという慣習がその背景にある[364]。
- 日本相撲協会が規定する親方となるための日本国籍要件について、2017年10月31日に放送されたモンゴルのテレビ番組『モンゴル民族の100人の偉人』における朝青龍との対談にて「今まで帰化せずに土俵に立ってきた。（親方として）教えるために、なぜ帰化しないといけないのか?」「入口はあるけど、出口がない」など批判を込めた見解を表明した[365]。その後、白鵬はモンゴル政府に対し、日本国籍取得のためにモンゴル国籍離脱を申請していたが、2019年6月、モンゴル当局により国籍離脱が認められ、日本国籍取得に向けての進捗が見られた[213]。9月3日に日本国籍を取得して、日本への帰化を果たした[366][367][368]。これにより現役引退後に親方として日本相撲協会に残る資格を得た[369]。日本名は四股名の白鵬翔をそのまま採用した。

ところが、進退が取り沙汰された2021年3月場所中になっても、幕内最高優勝20回以上が基準とされる一代年寄の襲名するという話は協会内から聞こえていないことが報じられた。白鵬の勝負判定に異議を唱える姿や、客席に万歳三唱や手拍子を促すような姿勢が「横綱としてふさわしくない」と受け止められているためと言われる。また、同年4月19日に開催された「大相撲の継承発展を考える有識者会議」の第11回会合の最終報告書には、現在の協会の定款に根拠となる規定はないなどとして、一代年寄の存在意義を示すものは見いだされないと論じられた。これにより、白鵬の一代年寄襲名は厳しい見通しとなり、結局先述のように間垣→宮城野を襲名した。

### その他相撲関連
- 2006年3月場所の優勝決定戦後、朝青龍に奪われた賜杯に対して「次（優勝）はオレだ」という意味を込めて誓いのキスを行った[374]。
- 前述の通り白鵬の横綱土俵入りは不知火型を選択したが、2011年12月4日に双葉山生誕100年を記念して、大分県宇佐市の宇佐神宮で行なわれた奉納相撲では、双葉山に敬意を表して雲龍型の土俵入りを自ら提案し行なった[375]。
- 現役当時、稽古の一環として付け人とモンゴル相撲を取ることがあった。
- 締め込みの色は2008年1月から茶色。これは、関取では唯一であった。入幕後はえんじ色や浅黄色の締め込みをしていた。
- 滋賀近交運輸倉庫の役員が現役時代からの後援会役員だったのが縁で、2014年から7月場所直前の毎年6月に長浜市合宿をしていた。新型コロナウイルス禍で2019年を最後に見合わせていたが、2023年から再開[376]。
- 2015年7月場所の9日目の逸ノ城との対戦に勝利した際に、勝負が決まった後に逸ノ城の顎に右手でアッパーをしたことで、土俵下で審判長を務めた藤島審判部副部長から苦言を受けた。
- 2017年現在は、横綱土俵入りは一度目の四股の前は右手を長く横に残す白鵬オリジナルとも言える動作を行う。二度目の四股は大鵬のように大きくしゃがみこんでから行い、三度目の四股は双葉山のように腕を上げる動作を省略している。井筒部屋の元幕下・神光で実業家の村上光昭によると、白鵬に限らずモンゴル人横綱の多くは柏手を打つ時に両手を左右ではなく上下に合わせる、塵手水を切った後に手のひらを返して終えずに両腕を上下させるなどモンゴル相撲の「勝利の舞」の鷲の動きに似た動きを見せるなど、大相撲や神道の伝統とは異なる動きを見せるという[377]。
- 2017年11月場所11日目の嘉風戦で、立ち合い不成立と思った白鵬は、立ち合い後に力を抜くと、嘉風に一気に寄り切られた。土俵下では右手を挙げて、審判員らにアピール。しかし、物言いはつかず、不服と思った白鵬は61秒後にようやく土俵に上がった。嘉風が勝ち名乗りを受けて土俵を降りてからもなかなか降りず、仁王立ちでアピールした。「まぁ1回でも見てもらいたかった」とビデオ判定を要求するポーズだったという。「納得いかないはないけど、やっぱり呼吸が合わなかった」と話した[378]。
- 2018年1月場所後の相撲雑誌の記事では、歴史学者で江戸東京博物館名誉館長の竹内誠から「耳をひっぱたくような張り手や肘鉄は品が無い」という趣旨のコメントをされており、さらに「ダメ押しや懸賞金を振り回す動作は、『動』から『静』に戻れていない」という内容の批判をされている[379]。
- 2019年12月14日と15日の冬巡業うるま場所では、白鵬が火災で全焼した首里城で横綱土俵入りを行うつもりであったが、実際は白鵬や勧進元が「そういうのをやりたい」と言っていただけで、協会に具体的な企画は持ち込まれていなかったため、行われなかった。
- 北の富士勝昭は2021年10月17日放送分の『NHKスペシャル 横綱 白鵬 "孤独"の14年』にインタビュー出演した際、大相撲八百長問題で2011年3月場所が中止になった同年当時を振り返り、「中止になったりというのは俺も初めてだから、このまま（大相撲が）なくなっちゃうんじゃないか、そういう危機感は持っていた。あのとき白鵬がいなかったら現在どうなっていたか分からない」と一人横綱として土俵を支えた重責を評価していた[380]。
- 一門の後輩横綱で同郷のモンゴル出身の照ノ富士が引退した際には、自ら照ノ富士との思い出の一番として2021年7月場所千秋楽の取組を挙げ「（照ノ富士が）前の場所優勝してね、14戦全勝同士ですから。ある意味、自分の中では大関照ノ富士じゃなくて、横綱照ノ富士として土俵に上がった気がしますね」と思いを語った[381]。

### 土俵外の出来事・交友関係
- 2007年2月に結婚したが、平成後半に結婚した力士で有力後援者の娘と結婚したのは白鵬くらいのものだと言われ、令和期には力士の結婚と言えば一般人との恋愛結婚が専らだとされる[382]。義父は実業家で、元朝青龍全国後援会長の和田友良である。
  - 婚姻から3年後の2010年2月21日に東京都内で結婚披露宴を行った。なお引退直後の朝青龍は姿を見せず、祝電が届くのみであった[383]。2月27日には妻の出身地である徳島県鳴門市にある大塚国際美術館でも結婚披露宴を行っている。
  - 妻は2022年6月14日、力士以外で相撲振興に寄与した人に与えられる「永楽相撲功労賞」（永楽倶楽部主催）を受賞[384]。
- 2009年8月30日、全日本プロレスの後楽園ホール大会を最前列の席で観戦していた白鵬は、元横綱曙らが出場した6人タッグ戦の途中、自ら立ち上がり、場外乱闘で曙が羽交い締めにしたTARUにチョップ2発を見舞った。後日10代友綱から事実確認と抗議の電話が全日本に入り、全日本側は内田雅之取締役が事実関係を認めたうえで口頭で謝罪したという[385]。
- ボクシングの内藤大助とは友人の間柄で、度々内藤の試合を観戦に訪れている。また、白鵬が内藤の所属する宮田ジムを訪れたこともあるし[386]、逆に内藤が宮城野部屋でトレーニングを敢行したこともある[387]。この関係は、白鵬のライバルである朝青龍が内藤のライバルである亀田興毅と親密である事と、好対照を成している。
- 2010年から北海道滝川市の観光大使を、2013年からは名誉観光大使を務める。同市が味付けジンギスカンの発祥の地である事、菜種の栽培でモンゴルに技術協力を行ってる事、市内の國學院大學北海道短期大学部がモンゴルからの留学生を受け入れている事などが縁。同時に、寒冷地であるモンゴルで米作りを目指す白鵬米プロジェクトの一環で、滝川市産の縁起米白鵬米（品種はななつぼし）を発売している。白鵬本人も田植えや稲刈りにたびたび参加している。
- 2010年7月場所は大相撲界の賭博問題によるテレビ・ラジオ中継の生放送及び天皇賜杯などの表彰自粛があったが、場所後に明仁天皇からねぎらいの書簡が送られた。天皇が優勝力士に書簡で気持ちを伝えるのは異例のことである[388]。
- 2010年12月10日、日本漢字能力検定協会が「今年の漢字」として「暑」を選んだが、これに関連し、朝稽古後に報道陣が今年一年を象徴する漢字は何かと尋ねた。白鵬は「運・夢・心」の三文字を挙げ、理由を「心で頑張って、夢をつかむ。それには運も必要だから」と語っている[389]。
- 2011年6月8日に本人公認のオフィシャル応援歌として、元・幕内力士で現在は歌手の大至の歌による『天運』（エイフォース・エンタテイメント、2011年）というシングルCDが発表された[390]。CDの発売に際しては白鵬が推薦文を寄せているほか[391]、CDの売り上げ金から大相撲を志す未来の力士などを両国国技館に「白鵬シート」として招待する計画を予定していて、その第1弾として2011年9月場所7日目（9月17日）に東北地方太平洋沖地震（東日本大震災）の被害や福島第一原子力発電所事故による避難指示で福島県双葉町から埼玉県内に避難している被災者23名を両国国技館の「白鵬シート」に招待した。
- 2013年5月14日付で、拓殖大学より客員教授に委嘱されることが決定している[392]。
- 2017年7月場所4日目には将棋棋士の藤井聡太が場所を観戦しており、白鵬が藤井と対面して話題となった[393]。
- 2017年9月1日の横綱審議委員会稽古総見を事実上欠席したその日の夜、YOSHIKIのディナーショー東京公演初日にゲストとして出席。8月27日には日本テレビ「24時間テレビ」のフィナーレにも姿を見せていた。休場中のこの挙動を批判するメディアもあり[394]、相撲協会も9月28日に部屋持ちの親方で構成する師匠会で、巡業を休場する力士の行動に関して注意喚起した。春日野広報部長（元関脇・栃乃和歌）は、公式行事である巡業を休むにもかかわらず、私的なイベントなどに出席することを疑問視。「師匠の指導がなっていないということだろう。（力士は）何で飯を食っているのか考えないと」と話した[395]。
- 2017年7月場所で通算最多勝利記録を更新したことに対し、両国国技館で横綱審議委員会から特別表彰され、自ら選んだ「夢」「心」「運」の3文字を書家の仲川恭司が揮毫した記念の書を贈られた[396][397]。その際、白鵬の所持品を収めた記念館が、早ければ2018年末にも大阪市内に完成することが報道された[398]。
- 2023年8月3日までにインスタグラムを更新し、父の墓参りに初めて訪れたことを報告した。「2018年のお葬式の時以来です。モンゴルでは女性は亡くなってから3年、男性は5年墓参りすることができない慣わしで、今年ようやく叶いました、父の墓に」（本文まま）と説明している[399]。
- 入江慎也と親交があり、彼が闇営業問題で引退して以降も後に清掃業経営者として更生した彼と交流し続けている。入江は芸能界引退後に白鵬の内弟子であった大喜鵬の断髪式に出席し、その際に白鵬は会場で入江と談笑していた[400]。

### 身体・生活習慣
- 入門が決まり、初めて東京に連れられた日、宮城野に部屋の近所のファミレスに連れて行ってもらった。ハンバーグや唐揚げなど食べきれない程の料理を食べたのが白鵬にとっての思い出の味となった[401]。
- 来日後に初めて10代宮城野に寿司に連れて行ってもらった際、いきなりコハダを頼んだ。モンゴル在住時代は魚を食べる習慣がなかった中で父が唯一食べさせてくれた魚である川魚に似ていたのが頼んだ理由であったが、10代宮城野は「知ってるのか。通だなぁ」と感心した[402]。
- 新弟子時代は1日に最高13時間寝るなど、兄弟子が『死んでるんじゃないか?』と心配するほどよく寝た[402]。
- 酒豪で知られ、勝俣州和は「(一度に)ウォッカを22本（約16リットル）飲んだ」さらに「(日本酒)1升（1.8リットル）を20秒でイッキできる」と証言している[403]。
- 2008年4月1日に東京ドームで行われたプロ野球巨人-中日戦の始球式に登板、球速112km/hのストライクを計測している[404]。
- NHKスペシャル「横綱白鵬 〜"最強"への挑戦〜」（2010年11月28日放送）内にて、最新の科学を駆使して白鵬の強さの秘密に迫る試みが行われた。それによれば、白鵬には陸上選手のウサイン・ボルトに匹敵する瞬発力や、反動を起こさずに筋肉を動かせる特技など、力士にとって理想的な身体能力が備わっているという。中京大の湯浅景元教授は過去30年の主要力士の立合いを解析し、白鵬の飛び出しの速さは毎秒４メートルであり、ボルトの毎秒4.01メートルには劣るが、大相撲では白鵬がトップで、2位が千代の富士の3.9メートルであるという[405]。また立合いの際に上半身の筋力をほとんど使わず、優れた柔軟性と強靭な下半身の筋力によって巧みに相手の力を吸収してしまうという、極めて特異な技術を持っていることも明らかとなった[注 21][9][406]。
- 2003年冬巡業において、当時幕下だった白鵬は朝青龍と30メートル走を行い2度に渡って朝青龍に勝った。朝青龍はこれに対して「なんだ、つまんねぇ」と機嫌を悪くし、この頃から朝青龍は白鵬をライバル視するようになったという[407]。
- 2012年12月30日に放送された『ジャイアントキリング!世紀の番狂わせ』（フジテレビ）では現役砲丸投げ選手の畑瀬聡と砲丸バック投げで対決。6投目で15m98を記録したが、最後に畑瀬が17m90を記録したためジャイアントキリングはならなかった[408]。また、それを受けて「天皇陛下万歳」「モンゴル万歳」を行った。
- 遅くとも2016年10月頃から場所の間に断食を取り入れており、2017年5月場所の優勝インタビューでは血管年齢が25歳であることを明かしている。150kg前後の肥満体型がざらである力士としては健康面で特筆すべきといえる[409]。
- 2020年末に日本相撲協会公式YouTubeチャンネルが公開した動画の企画で握力測定をしたところ、左手で88㎏を記録した[410]。
- 2021年7月1日、入門時からの兄弟子である光法が死去した。新型コロナウイルスに感染して入院しており、人工心肺装置（ECMO）を装着し1カ月以上闘病をしていたという。白鵬は光法に意識がないことを知っていたが回復を信じて、自身が四股を踏む姿をスマートフォンで録画し「邪気を払うように四股を踏みます」と口頭でのメッセージを添えて、親族に届けていた。四股の音だけでも聞いて欲しかったという[411]。

### 報道対応
- 2010年1月場所後の2月4日、第68代横綱・朝青龍が度重なるトラブルに責任を取る形で、突如現役引退。一人横綱となった白鵬は、宮城野部屋の緊急記者会見で「事実ですけど信じたくない。同じモンゴル出身の目標であり、自分を引っ張ってくれる横綱だった。まだやり残した事が有るんじゃないか」と絶句[412]。また2008年5月場所千秋楽結びの一番で、朝青龍と睨み合う事件を起こした時を聞かれた際「自分が悪かったと思う…」と声を震わせるなど、ライバルの引退表明にショックを隠せず、終始大粒の涙を拭っていた[413]。尚その数日前、朝青龍が1月場所中知人男性を暴行したとの報道を受けた白鵬は「もし本当なら良くない事。自分は三段目に上がった頃、先輩から『力士の手は刀になる』と教えられてきた」とコメントしている[414]。
- 2019年1月場所途中に引退した稀勢の里に関しては、「つらい、大変なことなんです。見た目は良くても、勝たないとダメ。引退、負けるっていうのは、死ぬってこと。託された感じになりますね」とコメントを残した。また、稀勢の里との思い出の取り組みとして2010年11月場所2日目の63連勝を止められた一番を挙げた[415]。

### 一夜明け会見拒否
- 2014年5月場所に29回目の幕内優勝を達成するも、千秋楽翌日に恒例の「一夜明け会見」を行わなかった[416]。このことについて様々な憶測が飛び交った[417][418][419]。6月5日に白鵬はブログを公開し、妻の流産を夏場所13日目に知ったため、妻のことを考えると会見で妊娠について質問されて子供のことを発表するというのは早すぎると判断し会見を拒否したと真相を語った[420][421][422]。
- 鈴木おさむは、白鵬と親交があったため会見拒否の理由を知っており、報道のあり方について 「本当に歯がゆかった」と語った[423]。また市川海老蔵などが続々とコメントをよせるなどの反響があったが憶測報道した各誌は修正記事や謝罪記事は掲載しなかった[424]。また、白鵬のブログには激励メッセージが1000件以上寄せられた[425]。

### 審判批判問題
- 2015年1月場所で前述の優勝回数の新記録を打ち立てた白鵬だったが、翌日の記者会見に深酒で1時間遅刻し、ようやく始まった会見でインタビュアーから「全勝で優勝した気分は?」と聞かれると、「一つ疑惑の相撲があるんですよ」と自ら話しだし、13日目の稀勢の里戦で取り直しとなった取り組みについて「あれは、勝ってる相撲。帰ってビデオを見たけど、子どもが見ても分かるような相撲だもんね。なぜ取り直しにしたか。本当に悲しい思いでした。もう少し緊張感を持ってやってもらいたいね」と審判を批判する発言を行った[426]。さらに「肌の色は関係ない。土俵に上がってまげを結ってるなら日本の魂。みんな同じ人間です」と人種差別の存在をほのめかす発言もした[427][428]。
- この発言に北の湖理事長は「横綱なんだから手本となる姿勢を見せてほしい」「（取り直しになった取り組みに於いては、うしろ向きな発言を批判し）横綱として、もう一丁来い! と言う堂々とした気持ちを持って欲しい」と発言し、横綱審議委員会の内山斉委員長（読売新聞グループ本社顧問）は「審判はスポーツの世界では厳正なもの。未熟さをさらけ出している。反省すべきは横綱本人。自覚を十分促したい」と苦言を呈し、この勝負のビデオ担当を務めた錣山審判委員（元関脇・寺尾）によると、相手の体が落ちる前に横綱の右足の甲が土俵についており、別の担当親方から横綱の負けとの意見も出たという。勝負規定第6条に「足の裏以外の体の一部が早く砂についた者を負けとする」とある。錣山委員は「相撲の流れとルールを総合すれば、取り直しが極めて妥当だ」と反論し、相撲協会の様々な人物から苦言を受け[429]、祝福ムードから品格問題に発展してしまった。
- この騒動後に生放送番組の「SmaSTATION!!」に出演して一連の騒動を謝罪したが[430]、相撲協会に直接謝罪をすることはなかった。また協会としてもこれ以上問題にはしない方針となった。
- しかしこの騒動の記憶もまだ新しい同年5月場所の12日目に、大関・豪栄道の首投げに際どく敗れた際、物言いがつかなかったことに不満を示すかのように取組後に礼をせず、その後も土俵下でぼうぜんと立ち尽くした。この日のNHK相撲中継のテレビ解説をつとめた北の富士は「物言いが付いたとしても確認程度。子供でも分かるんじゃないですか」と、1月の白鵬の言葉をそのまま用いて批判した[431]。
- 2017年11月場所の11日目の嘉風との取組では、立ち会い直後に右手を少し挙げて「待った」のようなしぐさを見せ身体の力を抜いていたところを一気に寄り切られ敗戦、土俵下から自ら物言いを要求するかのように右手を挙げ続けるも、取組当事者である力士にはその権利がないため行司・審判らには無視され、嘉風が勝ち名乗りを受けようとする際も土俵に上がって礼をしようとしなかった。この日のNHK相撲中継の実況をつとめた藤井康生アナウンサーは「こんなシーンは見たことがありません」「これはいけません。こんなことはあってはならないことです」「この姿はもう…大横綱いけません」と厳しく批判した[432]。

### 東京五輪観戦
- 白鵬は2021年7月27日に東京五輪の柔道会場を訪れ、後に報道や柔道関係者のSNSでそのことが判明した。本場所明けで、外出自粛が緩和されている期間[433]ではあるが、私的外出については師匠の許可が必要であり、この件について12代宮城野は「私の口からは……」と口を閉ざした[434]。

- 8月2日、芝田山広報部長は「それこそ行くんなら、（協会に）申請書を出して、こちらで審査しなきゃいけない状況なんだから。例えば政府からの要請なら、別。単なるモンゴル選手団からの要請じゃだめでしょ。」「感染者が増えている中、ましてや国が無観客と決めている中、組織委員会の何か（役割を）しているのか、JOCの（役員を）をやっているのか？やっているわけない。」などとして、白鵬が国内・協会の決まり事に反していることを問題視した[435]。白鵬は7月場所での振る舞いについて横審での酷評を受けたばかりであり、芝田山は「その後にこういう行動をしている。我々は止められないよ。勝手な行動を止められないよ。横綱としての立場も失格だし、協会員の立場も失格じゃないのと言われてもおかしくなくなってくる。厳しいかもしれないけど、そういうことでしょ。横綱なんだから。上が辛抱している、お前たちも辛抱しろよと言えない。それができず、何ができるんだ。横綱だったら、何でもできるのかという（ネット上での）書き込みもあった」と不快感をあらわにした[435]。

- 同月3日、東京オリンピック・パラリンピック組織委員会の高谷正哲スポークスパーソンが「組織委の関係者としていらっしゃったものではない」「NOC（各国・地域オリンピック委員会）関係者としては、会場にアクセスできる可能性はある」と説明した[436]。また、組織委員会の関係者ではないため、組織委からの処分も検討していないとした[437]。

- 同日、脳科学者の茂木健一郎が「どんな事情で行かれたのかを精査せずに決めつけるのは、単なる差別だと思う。日本相撲協会は、白鵬関のことに関しては本当にひどい。横綱審議委員会については言うまでもない。偉大な横綱に対するリスペクトや、多様性の尊重がない。出るところに出たら、アウトだと思う」とツイートし、白鵬を擁護した[438]。一方、他の報道の中には、日本人力士が同様のことを行った場合はより激しいバッシングや処分が予想されるとして、今回の件を「単なる差別」の問題とするには無理があり、また白鵬に対して師匠の12代宮城野や相撲協会が「腫物扱いをしている」と疑問を呈し、協会に毅然とした対応を求めるものもあった[439][440]。

- 同月9日、芝田山広報部長は報道陣の電話取材に応じ、「特にその後は、何か（協会内で動きがあるか）ということは聞いていない」と話した[441]。同日まで協会は夏休みであり、それを返上してまでの対応はされなかったと見られている[442]。

- なお、白鵬は東京五輪までの任期で、2015年9月よりモンゴルオリンピック委員会のアンバサダー(大使)を務めている[443][444]が、芝田山広報部長の一連のコメントではそのことについて一切触れていない。

## 年表
- 2001年3月場所 - 初土俵（一番出世）
- 2004年1月場所 - 新十両
- 2004年5月場所 - 新入幕
- 2005年1月場所 - 新小結
- 2005年3月場所 - 新関脇
- 2006年5月場所 - 新大関
- 2007年7月場所 - 新横綱
- 2021年9月場所（全休） - 現役引退

## 主な成績

### 幕内対戦成績
| 力士名   | 勝数  | 負数 | 力士名      | 勝数  | 負数  | 力士名   | 勝数 | 負数 | 力士名   | 勝数 | 負数 |
| -------- | ----- | ---- | ----------- | ----- | ----- | -------- | ---- | ---- | -------- | ---- | ---- |
| 碧山     | 23    | 1(1) | 朝青龍      | 13*   | 12*** | 朝赤龍   | 13   | 2    | 朝乃山   | 3    | 0    |
| 朝乃若   | 1     | 0    | 阿炎        | 3     | 2(1)  | 安美錦   | 37   | 4    | 荒鷲     | 0    | 1    |
| 阿覧     | 12    | 0    | 勢          | 13    | 2     | 逸ノ城   | 13   | 3    | 岩木山   | 6    | 3    |
| 宇良     | 1     | 0    | 遠藤        | 14    | 2     | 阿武咲   | 3    | 2(1) | 大砂嵐   | 4(1) | 0    |
| 隠岐の海 | 24    | 1    | 魁皇        | 27(1) | 6(1)  | 魁聖     | 13   | 0    | 海鵬     | 2    | 1    |
| 臥牙丸   | 5     | 0    | 輝          | 2     | 0     | 垣添     | 9    | 1    | 鶴竜     | 42** | 8    |
| 春日王   | 1     | 0    | 稀勢の里    | 44    | 16    | 北太樹   | 5    | 0    | 旭鷲山   | 3    | 0    |
| 旭天鵬   | 28    | 2    | 霧島(2代目) | 1     | 0     | 金開山   | 0    | 1    | 豪栄道   | 38   | 7(1) |
| 黒海     | 9     | 2    | 琴恵光      | 1     | 0     | 琴欧洲   | 35   | 10   | 琴奨菊   | 56   | 7(1) |
| 琴ノ若   | 2     | 0    | 琴光喜      | 23(1) | 9     | 琴勇輝   | 4    | 0    | 佐田の海 | 3    | 0    |
| 霜鳥     | 2     | 0    | 常幸龍      | 1     | 0     | 正代     | 10   | 3(1) | 翔天狼   | 0    | 1    |
| 松鳳山   | 15    | 0    | 蒼国来      | 1     | 0     | 大栄翔   | 8    | 2    | 貴景勝   | 5    | 1    |
| 貴ノ岩   | 0     | 1    | 隆の勝      | 2     | 0     | 隆乃若   | 1    | 0    | 高見盛   | 5    | 1    |
| 髙安     | 21(1) | 2    | 宝富士      | 15    | 2     | 豪風     | 22   | 1    | 玉乃島   | 7    | 1    |
| 玉鷲     | 16    | 1    | 千代鳳      | 1     | 0     | 千代翔馬 | 2    | 0    | 千代大海 | 21   | 6    |
| 千代大龍 | 10    | 0    | 千代の国    | 2     | 1(1)  | 出島     | 10   | 2    | 照ノ富士 | 10   | 4    |
| 時津海   | 1     | 0    | 時天空      | 17    | 1     | 徳勝龍   | 2    | 0    | 徳瀬川   | 1    | 0    |
| 土佐ノ海 | 6     | 1    | 土佐豊      | 2     | 0     | 栃東     | 8(2) | 5    | 栃煌山   | 38   | 2    |
| 栃栄     | 1     | 0    | 栃ノ心      | 27    | 1     | 栃乃洋   | 7    | 2    | 栃乃花   | 0    | 1    |
| 栃乃若   | 4     | 0    | 翔猿        | 1     | 0     | 豊桜     | 0    | 1    | 豊ノ島   | 31*  | 2    |
| 豊響     | 5     | 1    | 錦木        | 2     | 0     | 白馬     | 1    | 0    | 白露山   | 2    | 0    |
| 追風海   | 1     | 1    | 把瑠都      | 25    | 3     | 春ノ山   | 1    | 0    | 日馬富士 | 36*  | 21*  |
| 普天王   | 7     | 1    | 武雄山      | 1     | 0     | 豊真将   | 17   | 0    | 北勝力   | 11   | 0    |
| 北勝富士 | 9     | 3(1) | 御嶽海      | 12    | 4(1)  | 雅山     | 23*  | 4    | 妙義龍   | 20   | 2    |
| 武双山   | 2     | 0    | 明生        | 2     | 0     | 豊山     | 4    | 0    | 嘉風     | 15   | 3    |
| 竜電     | 3     | 0    | 露鵬        | 5     | 0     | 若荒雄   | 3    | 0    | 若隆景   | 1    | 0    |
| 若の里   | 11    | 6    | 若ノ鵬      | 3     | 0     |          |      |      |          |      |      |

- 他に優勝決定戦で鶴竜に2勝、雅山・豊ノ島に各1勝、日馬富士に1勝1敗、朝青龍に1勝3敗がある。

### 連勝記録
| 自身の順位 | 連勝数 | 期間                                              | 止めた力士               | 備考                                                                        | 連勝を止めた力士の決まり手 | 連勝を止めた力士の番付 |
| ---------- | ------ | ------------------------------------------------- | ------------------------ | --------------------------------------------------------------------------- | -------------------------- | ---------------------- |
| 1          | 63     | 2010年1月場所14日目 - 2010年11月場所初日          | 稀勢の里                 | 2010年3月場所 - 9月場所4場所連続全勝優勝・双葉山の69連勝に次ぐ歴代2位の記録 | 寄り切り                   | 東前頭筆頭             |
| 2          | 43     | 2013年3月場所初日 - 2013年7月場所13日目           | 稀勢の里                 | 2013年3月場所 - 5月場所2場所連続全勝優勝                                    | 寄り倒し                   | 東大関                 |
| 3          | 36     | 2014年11月場所7日目 - 2015年3月場所12日目         | 照ノ富士                 | 2015年1月場所全勝優勝                                                       | 寄り切り                   | 東関脇                 |
| 4          | 33     | 2009年1月場所11日目 - 2009年5月場所13日目         | 琴欧洲                   | 2009年3月場所全勝優勝                                                       | 上手投げ                   | 西大関2枚目            |
| 4          | 33     | 2016年3月場所2日目 - 2016年7月場所4日目           | 宝富士                   | 2016年5月場所全勝優勝                                                       | 小手投げ                   | 西前頭2枚目            |
| 6          | 30     | 2009年9月場所7日目 - 2010年1月場所6日目           | 把瑠都                   | 2009年11月場所全勝優勝                                                      | すくい投げ                 | 東関脇                 |
| 7          | 25     | 2007年3月場所千秋楽 - 2007年7月場所9日目          | 琴光喜                   | 2007年5月場所全勝優勝                                                       | 上手出し投げ               | 東関脇                 |
| 7          | 25     | 2017年5月場所初日 - 2017年7月場所10日目           | 御嶽海                   | 2017年5月場所全勝優勝                                                       | 寄り切り                   | 西関脇                 |
| 7          | 25     | （2018年9月場所初日 - 2019年1月場所10日目）       | （御嶽海）               | 2018年9月場所全勝優勝（休場を含めるので、これは正式な記録ではない。）       | （押し出し）               | （西小結）             |
| 10         | 23     | 2010年11月場所3日目 - 2011年1月場所10日目         | 稀勢の里                 | 63連勝直後からの連勝記録                                                    | 押し出し                   | 東関脇                 |
| 10         | 23     | （2019年3月場所初日 - 2019年7月場所中日）         | （逸ノ城）               | 2019年3月場所全勝優勝（休場を含めるので、これは正式な記録ではない。）       | （寄り切り）               | （西前頭4枚目）        |
| 12         | 19     | 2008年7月場所初日 - 2008年9月場所4日目            | 稀勢の里                 | 2008年7月場所全勝優勝                                                       | 押し出し                   | 東前頭2枚目            |
| 13         | 18     | 2006年1月場所9日目 - 2006年3月場所11日目          | 栃東                     |                                                                             | 押し出し                   | 東大関                 |
| 13         | 18     | 2013年9月場所11日目 - 2013年11月場所13日目        | 稀勢の里                 |                                                                             | 上手投げ                   | 東大関                 |
| 15         | 16     | 2011年1月場所12日目 - 2011年5月技量審査場所12日目 | 日馬富士                 | 2011年3月場所は八百長問題により中止                                         | 寄り切り                   | 西大関2枚目            |
| 15         | 16     | 2011年9月場所14日目 - 2011年11月場所14日目        | 把瑠都                   |                                                                             | はたき込み                 | 東大関                 |
| 17         | 15     | 2018年9月場所初日 - 2018年9月場所千秋楽           |                          | 2018年9月場所全勝優勝・11月場所全休のため連勝ストップ                       |                            |                        |
| 17         | 15     | 2019年3月場所初日 - 2019年3月場所千秋楽           |                          | 2019年3月場所全勝優勝・5月場所全休のため連勝ストップ                        |                            |                        |
| 17         | 15     | 2021年7月場所初日 - 2021年7月場所千秋楽           |                          | 2021年7月場所全勝優勝・9月場所全休のため連勝ストップ                        |                            |                        |
| 20         | 14     | 2012年7月場所初日 - 2012年7月場所14日目           | 日馬富士                 |                                                                             | 寄り切り                   | 西大関2枚目            |
| 20         | 14     | 2014年1月場所初日 - 2014年1月場所14日目           | 鶴竜                     |                                                                             | 寄り倒し                   | 西大関                 |
| 20         | 14     | 2014年5月場所12日目 - 2014年7月場所10日目         | 豪栄道                   |                                                                             | 浴びせ倒し                 | 東関脇                 |
| 20         | 14     | 2014年7月場所14日目 - 2014年9月場所12日目         | 豪栄道                   |                                                                             | 寄り切り                   | 西大関2枚目            |
| 20         | 14     | 2019年11月場所3日目 - 2020年1月場所初日           | 遠藤                     |                                                                             | 切り返し                   | 東前頭筆頭             |
| 25         | 13     | 2020年3月場所13日目 - 2020年7月場所10日目         | 大栄翔                   | 2020年5月場所は新型コロナ感染拡大防止により中止。                           | 押し出し                   | 東小結                 |
| 26         | 12     | 2007年3月場所2日目 - 2007年3月場所13日目          | 朝青龍                   |                                                                             | はたき込み                 | 東横綱                 |
| 26         | 12     | 2008年11月場所13日目 - 2009年1月場所9日目         | 日馬富士                 |                                                                             | 寄り切り                   | 東大関3枚目            |
| 26         | 12     | 2014年3月場所初日 - 2014年3月場所12日目           | 琴奨菊                   |                                                                             | 寄り倒し                   | 西大関                 |
| 26         | 12     | 2015年11月場所初日 - 2015年11月場所12日目         | 日馬富士                 |                                                                             | 寄り倒し                   | 東横綱2枚目            |
| 30         | 11     | 2009年5月場所千秋楽 - 2009年7月場所11日目         | 琴光喜                   |                                                                             | 寄り切り                   | 西大関2枚目            |
| 30         | 11     | 2011年9月場所初日 - 2011年9月場所11日目           | 稀勢の里                 |                                                                             | 小手投げ                   | 西関脇                 |
| 32         | 10     | 2006年5月場所6日目 - 2006年5月場所千秋楽          | 朝赤龍                   |                                                                             | 送り倒し                   | 東小結                 |
| 32         | 10     | 2008年9月場所6日日 - 2008年9月場所千秋楽          | 安美錦                   |                                                                             | 下手投げ                   | 西小結                 |
| 32         | 10     | 2008年11月場所2日目 - 2008年11月場所11日目        | 安馬（後の横綱日馬富士） |                                                                             | 下手投げ                   | 東関脇                 |
| 32         | 10     | 2011年7月場所初日 - 2011年7月場所10日目           | 琴奨菊                   |                                                                             | 寄り切り                   | 東関脇                 |
| 32         | 10     | 2012年1月場所14日目 - 2012年3月場所中日           | 鶴竜                     |                                                                             | 上手投げ                   | 東関脇                 |
| 32         | 10     | 2012年11月場所初日 - 2012年11月場所10日目         | 琴欧洲                   |                                                                             | 寄り切り                   | 西大関2枚目            |
| 32         | 10     | 2014年5月場所初日 - 2014年5月場所10日目           | 豪栄道                   |                                                                             | 押し出し                   | 東関脇                 |
| 32         | 10     | 2015年5月場所2日目 - 2015年5月場所11日目          | 豪栄道                   |                                                                             | 首投げ                     | 西大関2枚目            |
| 32         | 10     | 2016年1月場所初日 - 2016年1月場所10日目           | 琴奨菊                   |                                                                             | 押し出し                   | 東大関2枚目            |
| 32         | 10     | 2017年11月場所初日 - 2017年11月場所10日目         | 嘉風                     |                                                                             | 寄り切り                   | 西関脇                 |
| 32         | 10     | 2019年1月場所初日 - 2019年1月場所10日目           | 御嶽海                   |                                                                             | 押し出し                   | 西小結                 |

- 上記の通り、正式な記録において、10連勝以上40回、20連勝以上9回、30連勝以上6回、40連勝以上2回記録している。いずれの記録も歴代1位である。ただし、（ ）書きで明記されている記録は休場を含めるので正式な記録ではない。休場を含める記録だと、10連勝以上40回（2回は間に休場含む）、20連勝以上11回（2回は間に休場含む）、30連勝以上6回、40連勝以上2回記録している。これらの記録も歴代1位である。

### 連続優勝（連覇）
| 自身の順位 | 連覇 | 連続優勝期間                          | 止めた力士（次場所優勝力士） | 備考 | 連覇が止まった場所の次場所優勝力士の番付 |
| ---------- | ---- | ------------------------------------- | ---------------------------- | --- | ---------------------------------------- |
| 1          | 7    | 2010年3月場所 - 2011年5月技量審査場所 | 日馬富士                     | 2010年3月場所 - 2010年9月場所4場所連続全勝優勝（歴代2位・15日制以降では歴代1位）。63連勝も記録（歴代2位・15日制以降では歴代1位）。横綱朝青龍に並ぶ7連覇を記録（歴代1位タイ）。また、2011年3月場所は八百長問題により中止。 | 西大関                                   |
| 2          | 6    | 2014年5月場所 - 2015年3月場所         | 照ノ富士                     | 2015年1月場所全勝優勝。また、36連勝も記録したが、照ノ富士に止められた。2度目の6連覇以上達成（横綱大鵬に並ぶ大記録）。 | 東関脇                                   |
| 3          | 4    | 2013年3月場所 - 2013年9月場所         | 日馬富士                     | 2013年3月場所 - 2013年5月場所2場所連続全勝優勝。また、43連勝も記録したが、当時大関の稀勢の里に止められた。2度目の40連勝以上を達成したのは、大相撲史上初の快挙。                                                           | 西横綱                                   |
| 4          | 3    | 2007年9月場所 - 2008年1月場所         | 朝青龍                       | 当時、自身初の3連覇達成。 | 西横綱                                   |
| 4          | 3    | 2008年7月場所 - 2008年11月場所        | 朝青龍                       | 2008年7月場所全勝優勝。当時、自身2度目の3連覇達成。 | 西横綱                                   |
| 6          | 2    | 2007年3月場所 - 2007年5月場所         | 朝青龍                       | 2007年5月場所全勝優勝。当時、自身初の2連覇達成で横綱昇進を決めた。 | 東横綱                                   |
| 6          | 2    | 2011年9月場所 - 2011年11月場所        | 把瑠都                       | 2011年11月場所から2012年1月場所まで2場所連続で千秋楽結びで対戦し、2011年11月場所では白鵬の全勝優勝を把瑠都が阻止し、2012年1月場所では把瑠都の全勝優勝を白鵬が阻止した。                                                   | 東大関                                   |
| 6          | 2    | 2016年3月場所 - 2016年5月場所         | 日馬富士                     | 2016年5月場所全勝優勝。また、33連勝も記録したが、宝富士に止められた。2016年3月場所初日に止めた力士である宝富士に敗れてからの33連勝なので、大相撲史上初の出来事。                                                          | 東横綱2枚目                              |
| 6          | 2    | 2017年5月場所 - 2017年7月場所         | 日馬富士                     | 2017年5月場所全勝優勝。また、25連勝も記録したが、御嶽海に止められた。 | 西横綱                                   |

- 白鵬は、7連覇以上1回、6連覇以上2回、5連覇以上2回、4連覇以上3回、3連覇以上5回、2連覇以上9回記録している。いずれも歴代最多記録である。

### スピード記録
- 関取昇進：18歳9か月（歴代5位）
- 幕内昇進：19歳1か月（歴代4位）
- 三役昇進：19歳9か月（歴代3位）
- 大関昇進：21歳0か月（歴代3位）
- 横綱昇進：22歳2か月（歴代3位）
- 初優勝：21歳2か月（歴代4位）
- 初の全勝優勝：22歳2か月（歴代2位）
- 初の三賞受賞：19歳2か月（歴代2位）
- 初金星：19歳8か月（歴代2位）
- 初土俵から大関昇進までの所要場所数：31場所（歴代10位・年6場所制以降の初土俵力士の中では歴代9位）
- 初土俵から横綱昇進までの所要場所数：38場所（歴代4位・年6場所制以降の初土俵力士の中では歴代3位）
- 初土俵から初優勝までの所要場所数：32場所（歴代8位）
- 年間最多勝決定スピード記録：9月場所13日目（2010年。朝青龍・照ノ富士と並んで歴代1位タイ。）

### 通算成績
- 通算成績：1187勝247敗253休（122場所）通算勝星は歴代1位、ギネス世界記録
- 通算勝率：.828
  - 幕内成績：1093勝199敗253休（103場所）幕内勝星は歴代1位、ギネス世界記録
  - 幕内勝率：.846
    - 横綱成績：899勝129敗232休（84場所）横綱勝星、横綱休場日数は歴代1位
    - 横綱勝率：.875（歴代2位・15日制以降では歴代1位）
      - 番付上1人横綱成績：217勝23敗15休（17場所）番付上1人横綱勝星は歴代2位
      - 番付上1人横綱勝率：.904（歴代1位）
      - 東横綱成績：636勝87敗177休（60場所）東横綱勝星は歴代1位
      - 東横綱勝率：.880（歴代1位）

    - 大関成績：73勝17敗15休（7場所）
    - 大関勝率：.811
      - 新大関成績：14勝1敗（歴代1位）
      - 新大関勝率：.933（歴代2位・15日制以降では歴代1位）

    - 三役成績：69勝30敗6休（7場所）
    - 三役勝率：.697
      - 新三役成績：11勝4敗（歴代6位タイ・年6場所制以降では歴代3位タイ）
      - 新三役勝率：.733（歴代6位タイ・年6場所制以降では歴代3位タイ）
      - 関脇成績：49勝20敗6休（5場所）
      - 関脇勝率：.710
      - 小結成績：20勝10敗（2場所）
      - 小結勝率：.667
        - 新小結成績：11勝4敗（歴代5位タイ・年6場所制以降では歴代4位タイ）
        - 新小結勝率：.733（歴代5位タイ・年6場所制以降では歴代4位タイ）

    - 前頭成績：52勝23敗（5場所）
    - 前頭勝率：.693
      - 新入幕成績：12勝3敗（歴代4位タイ）
      - 新入幕勝率：.800（歴代4位タイ）

  - 十両成績：21勝9敗（2場所）
  - 十両勝率：.700
  - 幕下成績：25勝10敗（5場所）
  - 幕下勝率：.714
  - 三段目成績：26勝16敗（6場所）
  - 三段目勝率：.619
  - 序二段成績：14勝7敗（3場所）
  - 序二段勝率：.667
  - 序ノ口成績：8勝6敗（2場所）
  - 序ノ口勝率：.571
- 新大関優勝：史上8人目
- 最高連勝記録：63連勝（歴代2位・15日制以降では歴代1位）
- 横綱最高連勝記録：63連勝（歴代1位）
- 横綱連勝記録：63連勝（歴代1位）
- 平成時代最高連勝記録：63連勝（歴代1位）
- 平成時代連勝記録：63連勝（歴代1位）
- 新横綱の初日からの連勝記録：9連勝（歴代5位）
- 年間最多勝回数：10回（歴代1位）
  - 2007年（74勝16敗）、2008年（79勝11敗）、2009年・2010年（86勝4敗・最多勝星で歴代1位）、2011年（66勝9敗）、2012年（76勝14敗）、2013年（82勝8敗）、2014年（81勝9敗）、2015年（66勝12敗12休）、2017年（56勝9敗25休・少数勝星で歴代2位（年6場所開催のみ）、年5場所時も含めると歴代3位）
- 年間最多勝連続年数：9年（2007年 - 2015年・歴代1位）
- 年間最多勝（年度にこだわらない任意の連続6場所の成績）：88勝2敗（2010年3月場所 - 2011年1月場所・歴代1位）
- 年間80勝以上回数：4回（2009年、2010年、2013年、2014年。歴代1位）
- 年間80勝以上連続年数：2年（2009年 − 2010年、2013年 − 2014年。歴代1位タイ）※年間80勝以上2年連続を2回記録したのは白鵬のみである。
- 年間最優秀力士賞受賞回数：10回（2007年 - 2015年、2019年。歴代1位）
- 年間最優秀力士賞受賞連続年数：9年（2007年 - 2015年・歴代1位）
- 幕内勝ち越し記録：84場所（歴代1位）
- 幕内連続勝ち越し記録：51場所（2007年1月場所 - 2015年7月場所・歴代1位）
- 通算連続勝ち越し記録：51場所（2007年1月場所 - 2015年7月場所・武蔵丸の55場所に次ぎ、歴代2位。白鵬は幕内のみ）
- 幕内中日勝ち越し記録：51場所（歴代1位）
- 幕内連続中日勝ち越し記録：10場所（2013年3月場所 - 2014年9月場所・歴代1位）、7場所（2011年1月場所 - 2012年3月場所・歴代2位）
- 新入幕からの連続2桁勝利記録：2場所（2004年5月場所 - 2004年7月場所。歴代3位タイ・年6場所制以降では歴代2位タイ。）
- 幕内連続2桁勝利記録：51場所（2007年1月場所 - 2015年7月場所・歴代1位）
- 横綱連続2桁勝利記録：48場所（2007年7月場所 - 2015年7月場所・歴代1位）※尚、新横綱からの48場所連続2桁勝利に関しても歴代1位。
- 通算2桁勝利記録：79場所（歴代1位）
- 幕内2桁勝利記録：78場所（歴代1位）
- 横綱2桁勝利記録：67場所（歴代1位）
- 幕内連続12勝以上勝利：22場所（2008年7月場所 - 2012年3月場所・歴代1位）、17場所（2012年7月場所 - 2015年3月場所・歴代2位）
- 幕内12勝以上勝利：65場所（歴代1位）
- 幕内連続13勝以上勝利：9場所（2008年7月場所 - 2009年11月場所・歴代1位）
- 幕内13勝以上勝利：53場所（歴代1位）
- 幕内連続14勝以上勝利：6場所（2009年1月場所 - 2009年11月場所、2010年3月場所 - 2011年1月場所・歴代1位）（2009年・2010年は、年間86勝を達成している。）
- 幕内14勝以上勝利：39場所（歴代1位）
- 幕内連続全勝場所数：4場所（2010年3月場所 - 2010年9月場所・歴代2位）（15日制後は歴代1位、同年は63連勝も記録）
- 年間最多全勝優勝場所数：4場所（2010年・歴代1位）
- 幕内優勝同点以上連続場所：9場所（2008年7月場所 - 2009年11月場所・貴乃花と並んで歴代1位タイ）
- 幕内優勝次点以上連続場所：27場所（2007年9月場所 - 2012年3月場所・歴代1位）、19場所（2012年7月場所 - 2015年7月場所・歴代2位）
- 全6場所制覇達成：史上10人目
- 全6場所全勝制覇達成：史上唯一
- 通算1000勝達成：史上3人目
- 幕内1000勝達成：史上唯一
- 幕内最高優勝回数に対する全勝優勝率：.356（歴代2位・15日制以降では歴代1位）
- 横綱在位中優勝率：.500（朝青龍に次ぎ大鵬と並んで歴代2位タイ）
- 対力士幕内対戦回数：63回（琴奨菊戦・歴代2位）、60回（稀勢の里戦・歴代5位）
- 対力士幕内対戦成績最高勝利数：56勝（琴奨菊戦・歴代1位）
- 対力士幕内対戦成績最高連勝記録：25連勝（栃ノ心戦・1位北の湖の栃光戦29連勝、2位朝青龍の琴光喜戦28連勝に次いで歴代3位）
- 対力士幕内対戦成績初顔合わせからの最高連勝記録：25連勝（栃ノ心戦・1位北の湖の栃光戦29連勝に次いで歴代2位）
- 幕内初顔連勝記録：28連勝（歴代2位タイ、止めた力士は荒鷲）
- 対力士対戦成績2桁勝利：41人（歴代1位）
- 対力士対戦成績20勝以上：21人（歴代1位）
- 対力士対戦成績30勝以上：9人（歴代1位）
- 対力士対戦成績40勝以上：3人（歴代1位）
- 対力士対戦成績50勝以上：1人（歴代1位）
- 幕内対戦相手人数：106人
- 本割対横綱戦勝利：40勝（歴代5位・不戦勝を含めない記録では歴代4位タイ）
- 本割及び優勝決定戦対横綱戦勝利：41勝（歴代4位タイ・不戦勝を含めない記録では歴代4位）
- 本割対横綱戦最多連勝記録：7連勝（朝青龍戦・双葉山と並んで歴代1位タイ）
- 関取昇進後皆勤負け越し未経験場所数：105場所（歴代1位）
- 関取昇進後皆勤負け越し未経験連続場所数：105場所（歴代1位）
- 関取昇進後皆勤負け越し未経験：全場所（史上3人目）
- 幕内皆勤負け越し未経験場所数：103場所（歴代1位）
- 幕内皆勤負け越し未経験連続場所数：103場所（歴代1位）
- 幕内皆勤負け越し未経験：全場所（史上3人目）
- これより三役出場回数：76回（歴代1位）
- これより三役連続出場回数：51回（2007年1月場所 - 2015年7月場所・歴代1位）
- これより三役勝利：52勝（歴代1位）
- これより三役連勝記録：16連勝（2008年7月場所 - 2011年1月場所・歴代1位）
- 千秋楽結びの一番出場回数：67回（歴代1位）
- 千秋楽結びの一番連続出場回数：49回（2007年5月場所 - 2015年7月場所・歴代1位）
- 千秋楽結びの一番勝利：44勝（歴代1位）
- 千秋楽結びの一番連勝記録：16連勝（2008年7月場所 - 2011年1月場所・歴代1位）
- 幕内最高優勝決定戦出場回数：10回（歴代1位タイ）
- 幕内最高優勝決定戦勝利：6勝（歴代1位タイ）
- 金星初配給までの所要取組数：26番（2007年7月場所初日 − 2007年9月場所11日目。歴代6位。）
- 金星配給：26個（1場所15日制以降で優勝20回以上の大横綱（大鵬、北の湖、千代の富士、貴乃花、朝青龍、白鵬）の中では、少ない配給数として歴代2位）
- 金星配給率：0.052（歴代4位・15日制以降では歴代2位）※金星配給0個の横綱を除く。
- 1場所平均金星配給平均率：0.310（歴代2位）
- 金星無配給皆勤連続場所：10場所（2013年3月場所 - 2014年7月場所・歴代1位）、7場所（2011年1月場所 - 2012年3月場所・歴代3位タイ）、6場所（2009年11月場所 - 2010年9月場所・歴代6位タイ）
- 年間皆勤金星無配給：1回（2011年・1場所15日制以降では歴代1位）
- 力士褒賞金：2218円50銭（歴代1位）
- 横綱連続休場記録：6場所連続（歴代3位タイ）

### 各段在位場所数
- 通算在位：122場所（歴代82位タイ。横綱経験者の中では歴代2位。）
  - 通算出場：1424回（歴代28位タイ。横綱経験者の中では歴代2位。）
  - 通算連続出場：767回（2007年1月場所初日 − 2015年9月場所2日目。横綱経験者の中では歴代3位。）
    - 関取在位：105場所（歴代7位。横綱経験者の中では歴代1位。）※尚、関取連続在位105場所は歴代6位（横綱経験者の中では歴代1位）。
      - 幕内在位：103場所（歴代2位。横綱経験者の中では歴代1位。）※尚、幕内連続在位103場所は歴代2位（横綱経験者の中では歴代1位・新入幕からの幕内連続在位記録としても歴代1位）。
        - 幕内出場：1282回（歴代8位。横綱経験者の中では歴代1位。）
        - 幕内連続出場：767回（2007年1月場所初日 − 2015年9月場所2日目・歴代12位。横綱経験者の中では歴代3位。）
          - 横綱在位：84場所（歴代1位、ギネス世界記録）
          - 横綱在位期間：14年4か月（歴代1位）
            - 番付上1人横綱在位：17場所（2010年3月場所 - 2012年9月場所(朝青龍が2010年1月場所後に引退から日馬富士が2012年7月場所、9月場所全勝優勝し横綱昇進するまで)、2021年5月場所 - 2021年7月場所(鶴竜が2021年3月場所中に引退から照ノ富士が横綱昇進するまで)。歴代3位。）※尚、史上9人目となる番付上1人横綱と呼ばれる。さらに2度の番付上1人横綱は史上唯一の記録。
            - 番付上1人横綱連続在位：15場所（2010年3月場所 - 2012年9月場所。朝青龍が2010年1月場所後に引退から日馬富士が2012年7月場所、9月場所全勝優勝するまで。歴代3位。）
            - 横綱出場：1,019回（歴代1位）
            - 横綱連続出場：722回（2007年7月場所初日 - 2015年9月場所2日目。歴代1位。）※横綱初出場からでも歴代1位。
            - 横綱皆勤場所：65場所 （歴代1位）
            - 横綱連続皆勤場所：48場所 （2007年7月場所 - 2015年7月場所。歴代1位。）
            - 東横綱在位：60場所 （歴代1位）
            - 東横綱連続在位：18場所 （2010年1月場所 - 2013年1月場所。歴代3位。）、10場所（2014年3月場所 - 2015年9月場所、2020年1月場所 - 2021年9月場所。歴代7位。）※東横綱連続在位10場所以上を3回記録したのは白鵬のみである。
            - 年間東横綱完全在位：4年（2010年 - 2012年、2020年。歴代1位。）
            - 年間東横綱完全在位連続年数：3年（2010年 - 2012年。朝青龍・照ノ富士と並んで歴代1位タイ。）※初達成から3年連続達成に関しても朝青龍・照ノ富士と並んで歴代1位タイ。

          - 大関在位：7場所
          - 三役在位：7場所（関脇5場所、小結2場所）
          - 平幕在位：5場所

      - 十両在位：2場所

    - 幕下在位：5場所
    - 三段目在位：6場所
    - 序二段在位：3場所
    - 序ノ口在位：2場所
    - 前相撲：1場所

### 各段優勝
- 幕内最高優勝：45回 （歴代1位・ギネス世界記録）
  - 2006年（1回） 5月場所
  - 2007年（4回） 3月場所、5月場所、9月場所、11月場所
  - 2008年（4回） 1月場所、7月場所、9月場所、11月場所
  - 2009年（3回） 3月場所、7月場所、11月場所
  - 2010年（5回） 3月場所、5月場所、7月場所、9月場所、11月場所
  - 2011年（4回） 1月場所、5月場所、9月場所、11月場所
  - 2012年（2回） 3月場所、11月場所
  - 2013年（4回） 3月場所、5月場所、7月場所、9月場所
  - 2014年（5回） 1月場所、5月場所、7月場所、9月場所、11月場所
  - 2015年（3回） 1月場所、3月場所、7月場所
  - 2016年（2回） 3月場所、5月場所
  - 2017年（3回） 5月場所、7月場所、11月場所
  - 2018年（1回） 9月場所
  - 2019年（2回） 3月場所、11月場所
  - 2020年（1回） 3月場所
  - 2021年（1回） 7月場所
- 横綱在位中の優勝回数：42回（歴代1位）
- 大関在位中の優勝回数：3回
- 平成時代の優勝回数：42回（歴代1位）
- 令和時代の優勝回数：3回（歴代2位）
- 場所別優勝回数（東京場所：19回 地方場所：26回。いずれも歴代1位）
  - 初場所：4回（歴代5位タイ）
  - 春場所（大阪）：9回（歴代1位）（2009年 - 2013年まで(2011年春場所中止を除く)4連覇。これは北の湖の5連覇に次いで歴代2位タイ）
  - 夏場所：8回（歴代1位）
  - 名古屋場所：8回（歴代1位）
  - 秋場所：7回（歴代1位）
  - 九州場所：9回（千代の富士と並んで歴代1位タイ）（2007年 - 2012年まで6連覇。これは千代の富士の8連覇に次いで歴代2位）
- 東京場所連覇：6連覇（2013年5月場所 - 2015年1月場所。貴乃花と並んで歴代2位タイ）、5連覇（2010年5月場所 - 2011年9月場所。歴代4位タイ）※尚、東京場所5連覇以上を2回達成したのは白鵬のみである。
- 地方場所連覇：8連覇（2008年7月場所 - 2010年11月場所。歴代2位）
- 連覇の記録
  - 7連覇（2010年3月場所 - 2011年5月技量審査場所。朝青龍と並んで歴代1位タイ）
  - 6連覇（2014年5月場所 - 2015年3月場所）
  - 4連覇（2013年3月場所 - 2013年9月場所）
  - 3連覇（2007年9月場所 - 2008年1月場所、2008年7月場所 - 2008年11月場所）
  - 2連覇（2007年3月場所 - 2007年5月場所、2011年9月場所 - 2011年11月場所、2016年3月場所 - 2016年5月場所、2017年5月場所 - 2017年7月場所）
- 連覇の詳細
  - 2連覇以上：9回
  - 3連覇以上：5回
  - 4連覇以上：3回
  - 5連覇以上：2回
  - 6連覇以上：2回
  - 7連覇以上：1回
- 全勝優勝：16回（歴代1位、ギネス世界記録）
- 14勝1敗での優勝：19回（歴代1位）
- 13勝2敗での優勝：9回（歴代3位タイ）
- 12勝3敗での優勝：1回
- 幕内最高優勝決定戦を経ての優勝：6回（歴代1位タイ）
- 幕内最高優勝同点回数：4回（歴代4位）※尚、14勝1敗での優勝同点回数がそのうち3回で歴代最多である。さらに、優勝次点も含めると、14勝1敗で優勝を逃したのは合計4回でこれも歴代最多である。
- 14日目までに優勝決定回数：20回（歴代1位）
- 14日目に優勝決定回数：14回（歴代1位）
- 13日目までに優勝決定回数：6回（歴代1位）
- 13日目に優勝決定回数：6回（歴代1位）
- 番付上1人横綱優勝：11回（歴代2位）
- 東横綱優勝：31回（歴代1位）
- 優勝連続年数：16年（2006年 - 2021年。歴代1位）
- 全勝優勝連続年数：5年（2015年 - 2019年。歴代1位）、4年（2007年 - 2010年。歴代2位タイ）※尚、全勝優勝連続年数4年以上を2回達成したのは白鵬のみである。
- 年間最高優勝回数：5回（2010年、2014年。歴代2位タイ）
- 年間最多優勝：13回（歴代1位）
  - 2007年（4回）、2008年（4回）、2009年（3回）、2010年（5回）、2011年（4回）、2012年（2回・日馬富士と並んで受賞）、2013年（4回）、2014年（5回）、2015年（3回）、2016年（2回）、2017年（3回）、2019年（2回）、2020年（1回・照ノ富士、貴景勝、正代、徳勝龍と並んで受賞）
- 単独での年間最多優勝：11回（2007年 - 2011年、2013年 - 2017年、2019年。歴代1位。）
- 年間最多優勝連続年数：11年（2007年 - 2017年・歴代1位）
- 最年長優勝（横綱経験者）：36歳4ヶ月
- 最年長全勝優勝：36歳4ヶ月
- 最長休場明け優勝：6場所連続休場明け（歴代1位）
- 最長休場明け全勝優勝：6場所連続休場明け（歴代1位）
- 十両優勝：1回（2004年3月場所）
- 全日本力士選士権優勝：2回（2007年、2019年。歴代8位タイ）
- 日本大相撲トーナメント優勝：4回（2005年、2009年、2012年、2016年。千代の富士・曙・朝青龍と並んで歴代1位タイ）
- 神宮奉納大相撲優勝：5回（2005年、2006年、2007年、2013年、2018年。北の湖と並んで歴代1位タイ）
- 神宮奉納大相撲連続優勝：3連覇（2005年 - 2007年。北の湖と並んで歴代1位タイ）

### 三賞・金星
- 三賞：6回
  - 殊勲賞：3回（2004年11月場所、2006年1月場所、2006年3月場所）
  - 敢闘賞：1回（2004年5月場所）
  - 技能賞：2回（2005年1月場所、2006年3月場所）
- 金星：1個
  - 朝青龍：1個（2004年11月場所）

### 場所別成績
| | 一月場所 初場所（東京） | 三月場所 春場所（大阪） | 五月場所 夏場所（東京） | 七月場所 名古屋場所（愛知） | 九月場所 秋場所（東京） | 十一月場所 九州場所（福岡） |
| --- | ----------------------- | ----------------------- | ----------------------- | --------------------------- | ----------------------- | --------------------------- |
| 2001年 （平成13年） | x                       | （前相撲）              | 東序ノ口16枚目 3–4      | 東序ノ口18枚目 5–2          | 東序二段97枚目 5–2      | 西序二段55枚目 4–3          |
| 2002年 （平成14年） | 東序二段33枚目 5–2      | 東三段目98枚目 6–1      | 東三段目38枚目 4–3      | 西三段目23枚目 3–4          | 西三段目44枚目 4–3      | 西三段目28枚目 4–3          |
| 2003年 （平成15年） | 東三段目16枚目 5–2      | 西幕下54枚目 4–3        | 西幕下44枚目 5–2        | 東幕下30枚目 4–3            | 東幕下23枚目 6–1        | 東幕下9枚目 6–1             |
| 2004年 （平成16年） | 東十両12枚目 9–6        | 西十両8枚目 優勝 12–3   | 東前頭16枚目 12–3 敢    | 東前頭8枚目 11–4            | 東前頭3枚目 8–7         | 西前頭筆頭 12–3 殊★         |
| 2005年 （平成17年） | 西小結 11–4 技          | 西関脇 8–7              | 東関脇 9–6              | 東関脇 6–3–6                | 西前頭筆頭 9–6          | 西小結 9–6                  |
| 2006年 （平成18年） | 西関脇 13–2 殊          | 東関脇 13–2 殊技        | 西大関3 14–1            | 東大関 13–2                 | 東大関 8–7              | 西大関2 休場 0–0–15         |
| 2007年 （平成19年） | 西大関3 10–5            | 西大関 13–2             | 東大関 15–0             | 西横綱 11–4                 | 西横綱 13–2             | 東横綱 12–3                 |
| 2008年 （平成20年） | 東横綱 14–1             | 東横綱 12–3             | 西横綱 11–4             | 西横綱 15–0                 | 東横綱 14–1             | 東横綱 13–2                 |
| 2009年 （平成21年） | 東横綱 14–1             | 西横綱 15–0             | 東横綱 14–1             | 東横綱 14–1                 | 東横綱 14–1             | 西横綱 15–0                 |
| 2010年 （平成22年） | 東横綱 12–3             | 東横綱 15–0             | 東横綱 15–0             | 東横綱 15–0                 | 東横綱 15–0             | 東横綱 14–1                 |
| 2011年 （平成23年） | 東横綱 14–1             | 八百長問題 により中止   | 東横綱 13–2             | 東横綱 12–3                 | 東横綱 13–2             | 東横綱 14–1                 |
| 2012年 （平成24年） | 東横綱 12–3             | 東横綱 13–2             | 東横綱 10–5             | 東横綱 14–1                 | 東横綱 13–2             | 東横綱 14–1                 |
| 2013年 （平成25年） | 東横綱 12–3             | 西横綱 15–0             | 東横綱 15–0             | 東横綱 13–2                 | 東横綱 14–1             | 東横綱 13–2                 |
| 2014年 （平成26年） | 西横綱 14–1             | 東横綱 12–3             | 東横綱 14–1             | 東横綱 13–2                 | 東横綱 14–1             | 東横綱 14–1                 |
| 2015年 （平成27年） | 東横綱 15–0             | 東横綱 14–1             | 東横綱 11–4             | 東横綱 14–1                 | 東横綱 0–3–12           | 西横綱 12–3                 |
| 2016年 （平成28年） | 西横綱 12–3             | 西横綱 14–1             | 東横綱 15–0             | 東横綱 10–5                 | 西横綱 休場 0–0–15      | 東横綱2 11–4                |
| 2017年 （平成29年） | 東横綱2 11–4            | 東横綱 2–3–10           | 西横綱2 15–0            | 東横綱 14–1                 | 東横綱 休場 0–0–15      | 西横綱 14–1                 |
| 2018年 （平成30年） | 東横綱 2–3–10           | 西横綱 休場 0–0–15      | 西横綱 11–4             | 西横綱 3–1–11               | 西横綱 15–0             | 東横綱 休場 0–0–15          |
| 2019年 （平成31年 /令和元年） | 西横綱 10–4–1           | 東横綱 15–0             | 東横綱 休場 0–0–15      | 西横綱 12–3                 | 西横綱 0–2–13           | 西横綱 14–1                 |
| 2020年 （令和2年） | 東横綱 1–3–11           | 東横綱 13–2             | 感染症拡大 により中止   | 東横綱 10–3–2               | 東横綱 休場 0–0–15      | 東横綱 休場 0–0–15          |
| 2021年 （令和3年） | 東横綱 休場 0–0–15      | 東横綱 2–1–12           | 東横綱 休場 0–0–15      | 東横綱 15–0                 | 東横綱 休場 0–0–15      | 引退 –                      |
| 各欄の数字は、「勝ち-負け-休場」を示す。 優勝 引退 休場 十両 幕下 三賞：敢=敢闘賞、殊=殊勲賞、技=技能賞 その他：★=金星 番付階級：幕内 - 十両 - 幕下 - 三段目 - 序二段 - 序ノ口 幕内序列：横綱 - 大関 - 関脇 - 小結 - 前頭（「#数字」は各位内の序列） |                         |                         |                         |                             |                         |                             |

### 受賞歴
- 第43回日本プロスポーツ大賞（2010年）

## 合い口
2025年現在

### 現役力士（横綱・大関）
- 元大関・髙安には白鵬の21勝2敗（不戦勝1含む）。髙安の大関在位中は不戦勝含めて白鵬の4戦全勝。
- 元大関・朝乃山には白鵬の3戦全勝。いずれも朝乃山の大関昇進前における対戦成績である。
- 元大関・正代には白鵬の10勝3敗（不戦敗1含む）。正代の大関在位中は白鵬の1勝。
- 元大関・御嶽海には白鵬の12勝4敗（不戦敗1含む）。いずれも御嶽海の大関昇進前における対戦成績である。
- 元大関・霧島には白鵬の1勝。霧島（当時の四股名は霧馬山）の平幕時代における対戦成績である。

### 引退力士（横綱・大関）
- 元横綱・朝青龍には本割では白鵬の13勝12敗と互角であり、優勝決定戦では白鵬の1勝3敗。白鵬の横綱昇進後は本割では白鵬の8勝3敗と分が良いが、優勝決定戦では2戦全敗と分が良くない。また、2009年1月場所から2010年1月場所まで白鵬が朝青龍戦本割7連勝を記録している。
  - 朝青龍戦本割7連勝は横綱戦本割連勝記録として双葉山と並んで歴代1位タイ。
- 元横綱・日馬富士には本割では白鵬の36勝21敗、優勝決定戦では白鵬の1勝1敗。日馬富士の横綱昇進後は白鵬の14勝8敗。幕内で最も多く黒星を喫した相手でもあり、唯一20敗以上している。
- 元横綱・鶴竜には本割では白鵬の42勝8敗、優勝決定戦では白鵬の2戦全勝。初顔合わせから白鵬が鶴竜戦20連勝を記録している。鶴竜の横綱昇進後は白鵬の12勝4敗。
  - 鶴竜戦42勝は同一力士からの勝利数として歴代3位。
- 元横綱・稀勢の里には白鵬の44勝16敗。稀勢の里の横綱昇進後は白鵬の1勝。
  - 稀勢の里戦44勝は同一力士からの勝利数として歴代2位。
- 元横綱・照ノ富士には白鵬の10勝4敗。現役最後の相手。白鵬と照ノ富士が同時に横綱に在位したのは2021年9月場所のみで、その場所では白鵬が全休して引退したため、横綱同士の対戦は実現しなかった。
- 元大関・千代大海には白鵬の22勝6敗。白鵬の横綱昇進後は白鵬の11勝2敗。
- 元大関・出島には白鵬の10勝2敗。いずれも出島の大関陥落後における対戦成績である。白鵬の横綱昇進後は白鵬の4戦全勝。
- 元大関・武双山には白鵬の2戦全勝。いずれも白鵬の平幕時代における対戦成績である。
- 元大関・雅山には本割では白鵬の23勝4敗、優勝決定戦では白鵬の1勝。いずれも雅山の大関陥落後における対戦成績である。白鵬の横綱昇進後は白鵬の11戦全勝。
- 元大関・魁皇には白鵬の27勝6敗（不戦勝1、不戦敗1含む）。白鵬の横綱昇進後は白鵬の18勝2敗。
- 元大関・栃東には白鵬の8勝5敗（不戦勝2含む）。栃東の大関在位中は白鵬の6勝5敗（不戦勝2含む）。白鵬の横綱昇進後における対戦はなし。
- 元大関・琴欧洲には白鵬の35勝10敗。白鵬の横綱昇進後は白鵬の25勝6敗。最後の対戦となった2014年3月場所は白鵬が上手投げで勝利し、この取組は琴欧洲の現役最後の土俵となった。
- 元大関・琴光喜には白鵬の23勝9敗（不戦勝1含む）。白鵬の横綱昇進後は白鵬の13勝4敗（不戦勝1含む）。
- 元大関・把瑠都には白鵬の25勝3敗。白鵬の大関在位中は白鵬の3戦全勝。白鵬の横綱昇進後は白鵬の22勝3敗。
- 元大関・琴奨菊には白鵬の56勝7敗（不戦敗1含む）。琴奨菊の大関在位中は白鵬の24勝2敗。2016年3月場所以降不戦敗を除き琴奨菊戦10連勝中だったが、最後の対戦となった2019年7月場所に金星を許し、連勝がストップした。
  - 琴奨菊戦56勝は同一力士からの勝利数として歴代1位。
- 元大関・豪栄道には白鵬の38勝7敗（不戦敗1含む）。初顔合わせから白鵬が豪栄道戦13連勝を記録している。豪栄道の大関在位中は白鵬の15勝3敗（不戦敗1含む）。また、2015年7月場所以降は不戦敗を除いて白鵬が豪栄道戦12連勝を記録している。
- 元大関・栃ノ心には白鵬の27勝1敗。初顔合わせから白鵬が栃ノ心戦25連勝を記録している。栃ノ心の大関在位中は白鵬の2戦全勝。
  - 初顔合わせからの25連勝は初顔合わせからの連勝記録として北の湖が栃光に対して29連勝とした記録に次いで歴代2位。同一力士からの連勝記録（初顔合わせからだけでなく、2度目以降の取組からの連勝記録も含む）としては北の湖が栃光に対して29連勝、朝青龍が琴光喜に対して28連勝に次いで歴代3位。
- 元大関・貴景勝には白鵬の5勝1敗。貴景勝の大関在位中は白鵬の1勝。

## 改名歴
- 白鵬 翔（はくほう しょう）2001年3月場所 - 2021年9月場所

### 年寄変遷
- 間垣 翔（まがき しょう）：2021年9月30日 - 2022年7月28日
- 宮城野 翔（みやぎの しょう）：2022年7月28日 - 2025年6月9日（退職）

## 出演

### TV出演

#### 単発
- 2006年1月3日 - お正月スペシャル ものまねバトル（日本テレビ） - 旭天鵬、朝赤龍と共にゲスト出演
- 2006年3月10日 - とくダネ!（フジテレビ）
- 2006年5月21日 - グレートマザー物語（テレビ朝日）
- 2006年7月28日 - にんげんドキュメント（NHK総合） - 白鵬〜“綱”に挑んだ15日〜
- 2006年8月 - ポンキッキ（フジテレビ） - 8月のタイトルメッセージを担当。
- 2006年10月29日 Music Lovers（日本テレビ） - 日馬富士とゲスト出演
- 2007年4月28日 - キャプテン☆ドみの（TBS）
- 2008年1月5日 - 史上空前!! 笑いの祭典 ザ・ドリームマッチ（TBS） - 審査員として出演
- 2008年6月2日、2009年7月2日 - 関口宏の東京フレンドパークII（TBS）
- 2009年5月5日 - 最終警告!たけしの本当は怖い家庭の医学（朝日放送）
- 2009年6月8日 - 人生が変わる1分間の深イイ話（日本テレビ）
- 2009年12月31日 - 第60回NHK紅白歌合戦（NHK総合・ラジオ第1） - 審査員として出演
- 2010年4月29日、12月30日 - ぐるぐるナインティナイン（日本テレビ） - グルメチキンレース・ゴチになります!11に出演。
- 2010年9月4日 - 嵐にしやがれ（日本テレビ）
- 2010年12月30日 - 昭和・平成の興奮再び 大相撲100番名勝負!!人気力士が大集合スペシャル
- 2012年12月30日 - ジャイアントキリング2
- 2012年12月31日 - 大晦日スポーツ祭り!
- 2013年8月24日 - ジョブチューン アノ職業のヒミツぶっちゃけます!（TBS）
- 2014年1月2日 - ぐるぐるナインティナイン（日本テレビ） - グルメチキンレース・ゴチになります！15新メンバーSPに出演。
- 2015年1月10日 - ジョブチューン3時間SP（TBS）
- 2015年1月31日 - SmaSTATION!!（フジテレビ） - ゲスト出演
- 2015年2月9日 - SMAP×SMAP（フジテレビ） - BISTRO SMAPに妻・紗代子とゲスト出演。
- 2020年5月23日 - 大相撲Abema場所〜記憶に残る名勝負100連発〜 - 朝乃山と共にリモート出演。
- 2020年6月7日 - 大相撲特別場所～テレビ桟敷へようこそ～ 「再開待つ本場所へ」 - 炎鵬と共にリモート出演。
- 2024年2月9日 - それSnow Manにやらせて下さい（TBS） - 向井康二と宮舘涼太が 宮城野部屋で料理対決。審査員のためロケ出演。妻･紗代子と宮城野部屋のお弟子さんと共に出演。

#### 映画出演
- 悲しみの忘れ方 Documentary of 乃木坂46（2015年7月10日、東宝）

#### シリーズ
- 白鵬密着ドキュメント（TBS、2012年より年一回放送。白鵬自身がナレーションも担当[446]）

### CM出演
- 2006年10月 - 大塚製薬「オロナミンC」（上戸彩、龍皇をはじめ部屋力士数名と共演）
- 2006年12月 - 歳末たすけあい
- 2009年12月 - 富士ゼロックス「フルカラーデジタル複合機 DocuCentre-IV C2260」
- 2011年1月 - サッポロビール「生ビール・黒ラベル」大人エレベーター25歳編（妻夫木聡と共演）
- 2011年7月 - 住友林業「BF構法「横綱 白鵬の真剣勝負の突っ張り」編」
- 2012年10月 - ロート製薬「パンシロン01+」（パンシロンブランド50周年イメージキャラクター兼務）
- 2013年4月〜 - 競輪（長澤まさみと共演）
- 2014年12月 - 北海道神社庁
- 2015年1月 - 霧島酒造「白霧島」[447]
- 2016年4月 - 日本マクドナルド「グランドビッグマック」「ギガビッグマック」

## 著書
- 『相撲よ!』 角川書店（2010年）
- 『白鵬本紀』（徳間書店 週刊アサヒ芸能 にて連載) - ”同時進行相撲マンガ”と銘打った自伝漫画。監修を務め、作画は山崎享祐が担当。
  1. 英雄の子 ISBN 978-4-19-780645-4 2021年8月30日
  2. 白鵬のいちばん長い日 ISBN 978-4-19-780646-1 2021年11月30日
  3. 生涯のライバル現る ISBN 978-4-19-780648-5 2022年2月28日
  4. 新大関で初賜杯を抱く！ ISBN 978-4-19-780650-8 2022年5月31日
  5. 我いまだ白鵬たりえず ISBN 978-4-19-780652-2 2022年8月31日
  6. 横綱の宿命 ISBN 978-4-19-780654-6 2022年11月30日(完結)

### 写真集
- 『横綱白鵬写真集』 緒方秀美撮影 白鵬フォトプロジェクト事務局、2011年1月10日、ISBN 978-4-9905605-0-8

## ディスコグラフィー

### 参加作品
- 「アサガオ」（2016年2月24日）
  - 白鵬&Kae名義、東北地方太平洋沖地震（東日本大震災）復興応援ソング [448][449]

## その他

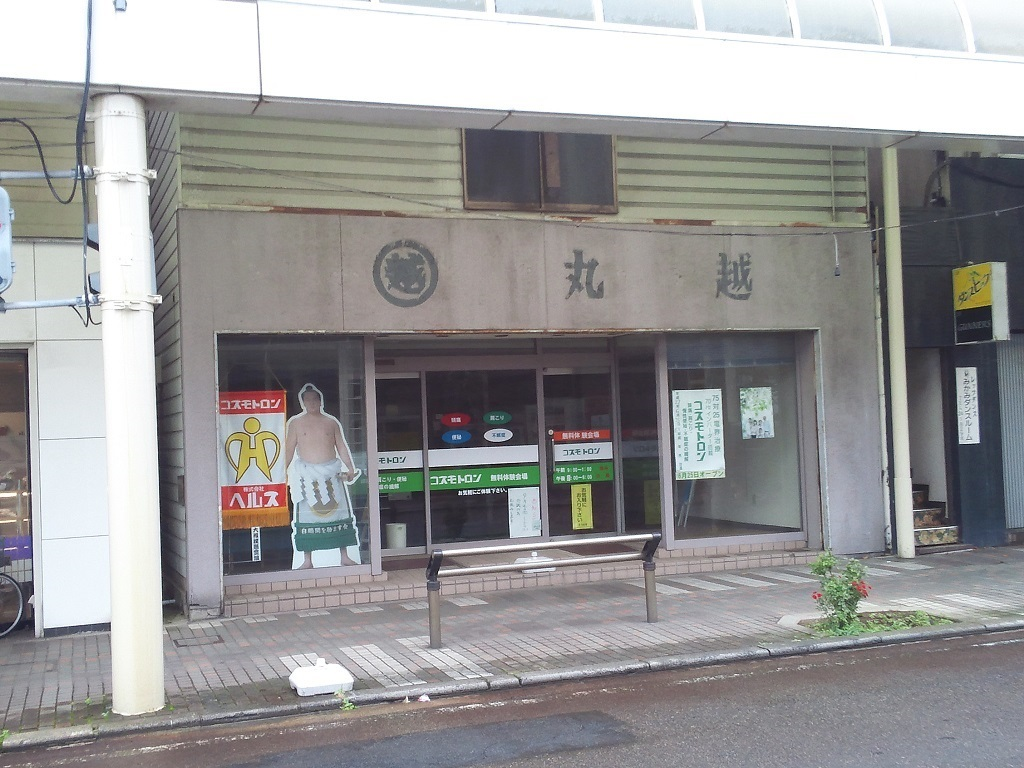
ヘルス社体験会場の白鵬のパネルと懸賞旗

- 2006年6月20日 - 早稲田大学 パネルディスカッション「モンゴル相撲と演劇」に講師として招かれる
- 2010年12月26日 - 第55回有馬記念プレゼンター（中山競馬場）
- 2012年7月〜2016年 - 家庭用電位治療器製造・販売のヘルスの公式サイトに土俵入りの写真が掲載される（日本相撲協会許諾済み）[450][451]
- 2013年6月16日 - 第64回高松宮記念杯競輪プレゼンテーター（岸和田競輪場）